# Museo del Prado

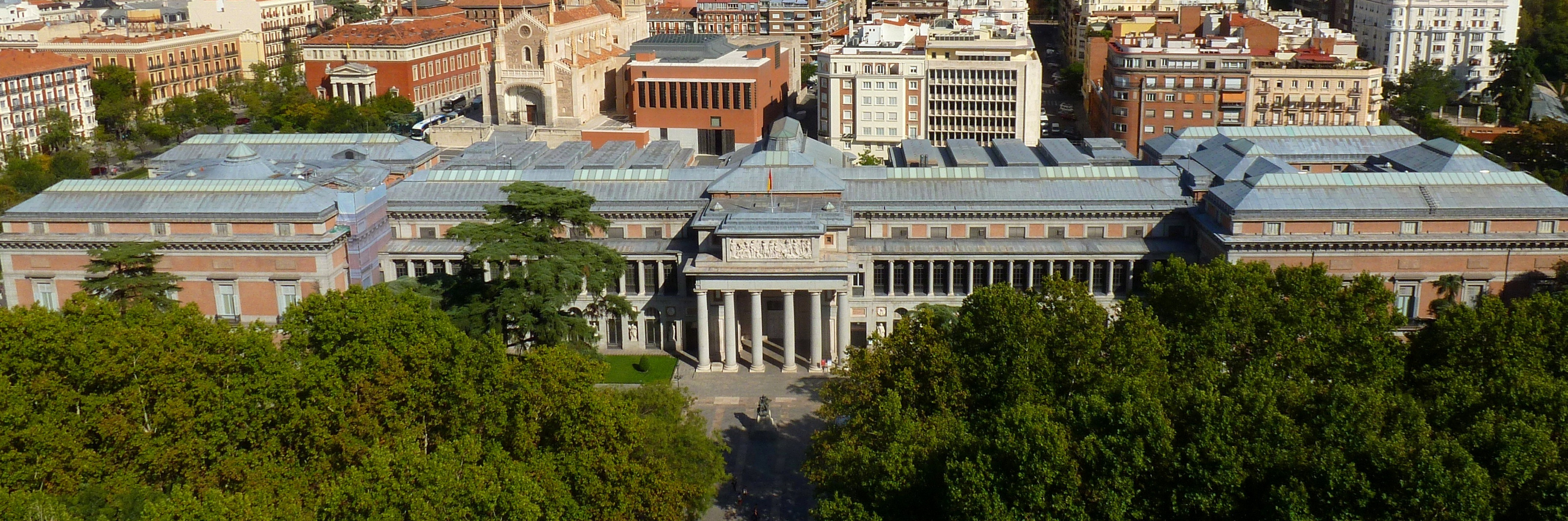
Vista general

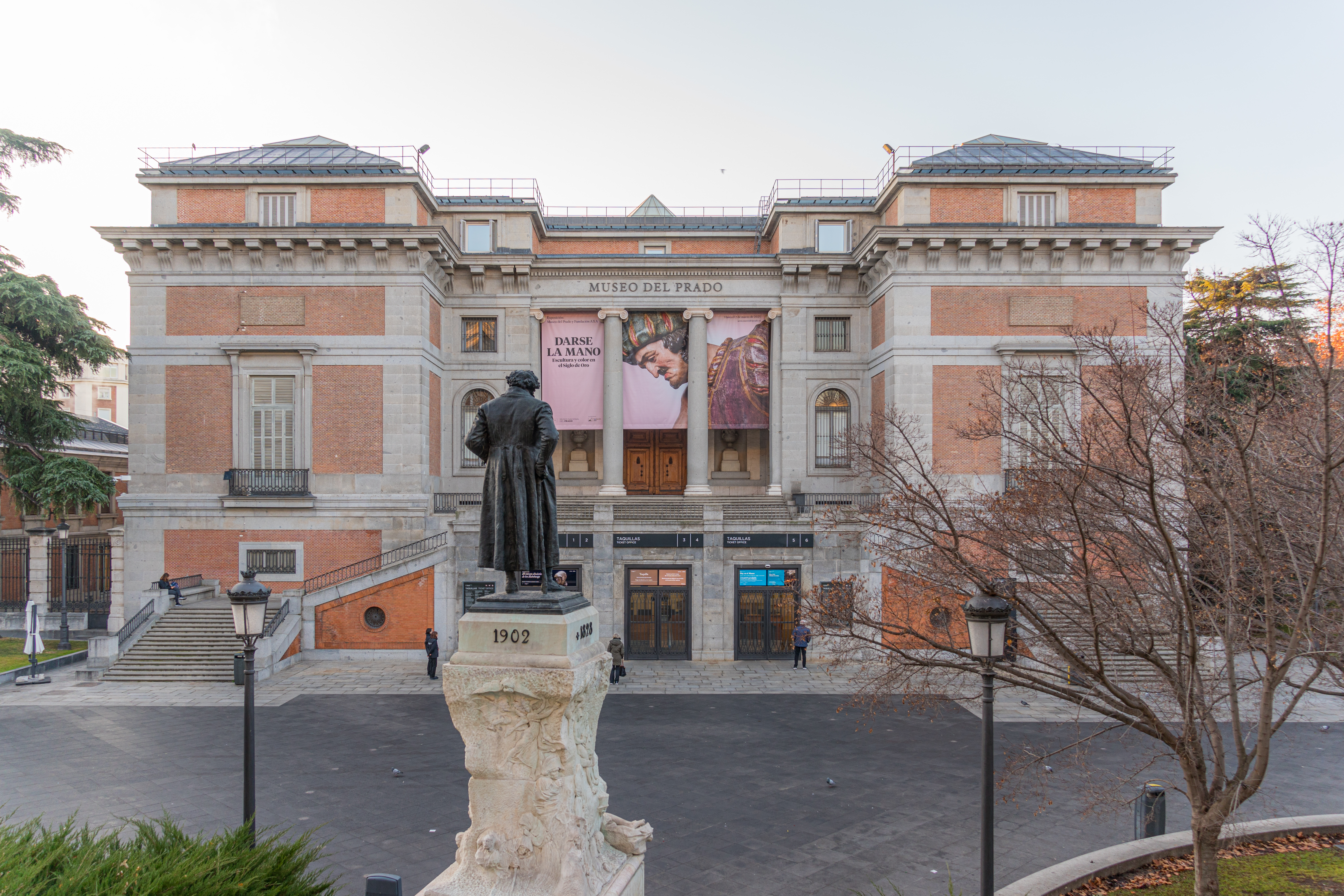
Las puertas de Goya (alta y baja) del Museo.

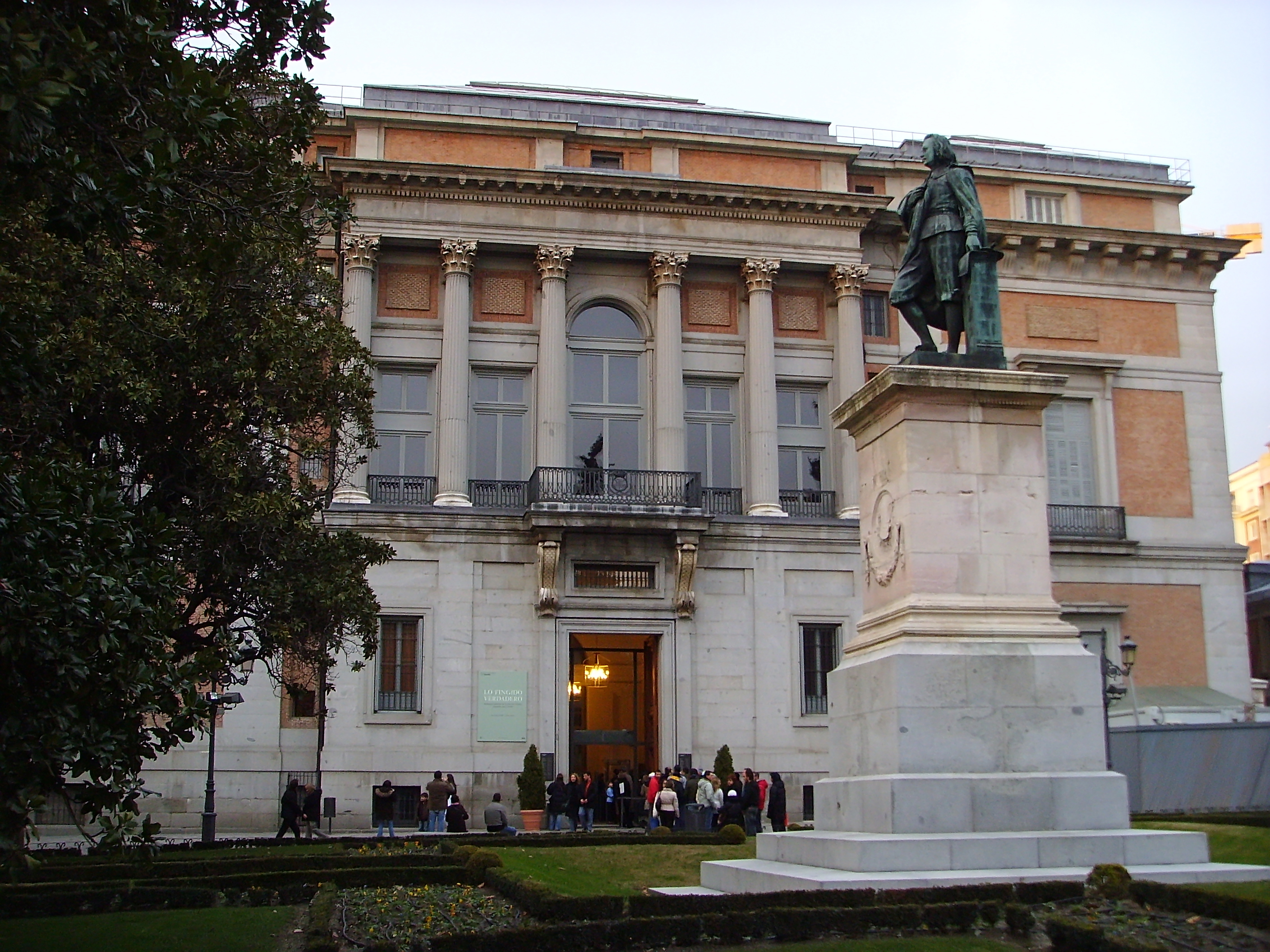
Puerta de Murillo

El Museo del Prado, oficialmente Museo Nacional del Prado, es uno de los museos de arte más sobresalientes del mundo, así como uno de los más visitados (el noveno en 2023). Con sede en Madrid, España, está asimismo considerado como la institución cultural más importante del país, según el Observatorio de la Cultura de 2023, estudio realizado entre varios centenares de profesionales del sector.
Singularmente rico en cuadros de maestros españoles y de varias escuelas pictóricas del resto de Europa entre los siglos XV y XVIII, y españoles del XIX, según manifestó el historiador del arte e hispanista Jonathan Brown «pocos se atreverían a poner en duda que es el museo más importante del mundo en pintura europea». Su principal atractivo radica en la amplia presencia de Velázquez, el Greco, Goya (el artista más extensamente representado en el museo), Tiziano, Rubens y el Bosco, de los que posee las mejores y más extensas colecciones que existen en el mundo, a lo que hay que sumar destacados grupos de obras de autores tan importantes como los españoles Murillo, Ribera, Zurbarán y Paret, y extranjeros como Fra Angelico, Rafael, Veronese, Tintoretto, Durero, Patinir, Moro, Van Dyck o Poussin, por citar solo algunos de los más relevantes.
Alfonso E. Pérez Sánchez, antiguo director de la institución, afirmaba que «representa a los ojos del mundo lo más significativo de nuestra cultura y lo más brillante y perdurable de nuestra historia».
El inventario de bienes artísticos comprendía, a febrero de 2017, más de 35 000 objetos, desglosados en 8045 pinturas, 9561 dibujos, 5973 estampas y 34 matrices de estampación, 971 esculturas (además de 154 fragmentos), 1189 piezas de artes decorativas, 38 armas y armaduras, 2155 medallas y monedas, por encima de 15 000 fotografías, 4 libros y 155 mapas.
Por endémicas limitaciones de espacio, el museo exhibía una selección de obras de máxima calidad (unas 900), por lo que era definido como «la mayor concentración de obras maestras por metro cuadrado». Con la ampliación de Rafael Moneo, inaugurada en 2007, se previó que la selección expuesta crecería en un 50 %, con unas 450 obras más. Además, en 2018 se reabrieron las salas del ático norte. A junio de 2025 se expone un total superior a 1865 piezas, en 95 salas. Y cuando se rehabilite el edificio del Salón de Reinos se prevé que colgarán en él entre 250 y 300 pinturas más.
Al igual que otros grandes museos europeos, como los Uffizi de Florencia y el Hermitage de San Petersburgo, el Prado debe su origen a la afición coleccionista de las dinastías gobernantes a lo largo de varios siglos. Refleja los gustos personales de los reyes españoles así como su red de alianzas y de enemistades políticas, por lo que es una colección asimétrica; algunos artistas y estilos tienen un repertorio insuperable, y por el contrario otros se hallan representados nula o escasamente. Solo desde el siglo XX se procura, con resultados desiguales, solventar algunas ausencias. El Prado no es un museo enciclopédico al estilo del Museo del Louvre, el Metropolitan, la National Gallery de Londres, o incluso (a una escala mucho más reducida) el vecino Museo Thyssen-Bornemisza, que tienen obras de prácticamente todas las escuelas y épocas. Por el contrario, es una colección intensa y distinguida, formada esencialmente por unos pocos reyes aficionados al arte, donde muchas obras fueron creadas por encargo. El fondo procedente de la Colección Real se ha ido complementando con aportaciones posteriores, que apenas han modificado su perfil inicial, puesto que, a diferencia de lo habitual en las pinacotecas nacionales de otros países, los esfuerzos, más que a completar las faltas, han ido dirigidos a reforzar el núcleo esencial.
Muchos expertos la consideran una colección «de pintores admirados por pintores», enseñanza inagotable para nuevas generaciones de artistas, desde Manet, Mary Cassatt, Renoir, Toulouse-Lautrec y Degas, que visitaron el museo en el siglo XIX, hasta Picasso, Matisse, Dalí, Edward Hopper, Francis Bacon, David Hockney y Antonio Saura, quien decía: «Este museo no es el más extenso, pero sí el más intenso».
Las escuelas pictóricas de España, Flandes e Italia (sobre todo Venecia) ostentan el protagonismo en el Prado, seguidas por el fondo francés, más limitado si bien con buenos ejemplos de Georges de La Tour, Nicolas Poussin y Claudio de Lorena. La pintura alemana cuenta con un repertorio discontinuo, con cuatro obras maestras de Durero y múltiples retratos de Mengs como principales tesoros. Junto al breve conjunto de pintura británica, circunscrito casi al género del retrato, hay que mencionar la pintura neerlandesa, una sección no demasiado amplia pero que incluye a Rembrandt.
Aunque sean aspectos menos conocidos, el museo cuenta también con una importante sección de artes decorativas (que incluye el Tesoro del Delfín) y con una colección de esculturas, en la que destacan las greco-romanas.
Junto con el Museo Thyssen-Bornemisza y el Museo Nacional Centro de Arte Reina Sofía, el Museo Nacional del Prado forma el llamado Triángulo del Arte, meca de numerosos turistas de todo el mundo. Esta área se enriquece con otras instituciones cercanas: el Museo Arqueológico Nacional, el Museo Nacional de Artes Decorativas, la Real Academia de Bellas Artes de San Fernando y otros pequeños museos.
El Prado es gobernado por un director (actualmente Miguel Falomir, en el cargo desde el año 2017), asistido por el Real Patronato del Museo. Su funcionamiento se rige por la Ley 46/2003, de 25 de noviembre, reguladora del Museo Nacional del Prado.

## Historia

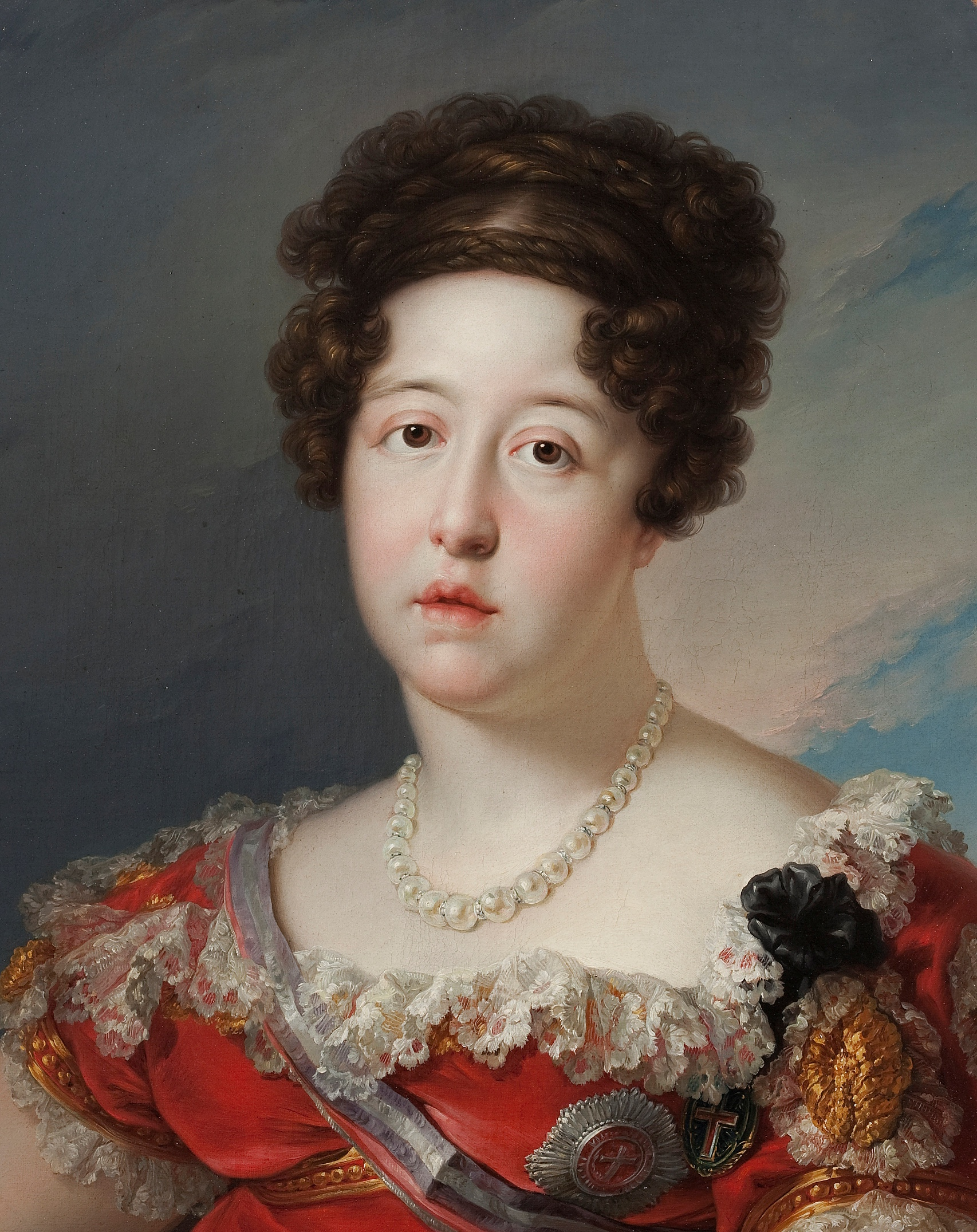
La reina Isabel de Braganza, considerada la inspiradora del Museo, en un retrato de Vicente López Portaña perteneciente a la colección del Prado

El edificio que alberga el Museo del Prado fue concebido inicialmente por José Moñino y Redondo, conde de Floridablanca y primer secretario de Estado del rey Carlos III, como Real Gabinete de Historia Natural, en el marco de una serie de instituciones de carácter científico (pensadas según la nueva mentalidad de la Ilustración) para la reurbanización del paseo llamado Salón del Prado. Con este fin, Carlos III contó con uno de sus arquitectos predilectos, Juan de Villanueva, autor también del vecino Real Jardín Botánico y del Real Observatorio Astronómico, con los que formaba un conjunto conocido como la Colina de las Ciencias.
El proyecto arquitectónico de la actual pinacoteca fue aprobado por Carlos III en 1786. Supuso la culminación de la carrera de Villanueva y una de las cimas del Neoclasicismo español, aunque dada la larga duración de las obras y avatares posteriores, el resultado definitivo se apartó un tanto del diseño inicial.
Las obras de construcción se desarrollaron durante los reinados de Carlos III y Carlos IV, quedando el edificio prácticamente finalizado a principios del siglo XIX. Pero la llegada de las tropas francesas a España y la Guerra de la Independencia dejaron su huella en él; se destinó a fines militares (cuartel de caballería) y cayó prácticamente en un estado de ruina; las planchas de plomo de los tejados fueron fundidas para la fabricación de balas.
Gracias únicamente al interés manifestado por Fernando VII y, sobre todo, por su segunda esposa, Isabel de Braganza, se inició, a partir de 1818, la recuperación del edificio, sobre la base de nuevos diseños del propio Villanueva, sustituido a su muerte por su discípulo Antonio López Aguado, con fondos aportados por el rey de su «bolsa personal» o «bolsillo secreto». 
El 19 de noviembre de 1819 se inauguró discretamente el Museo Real de Pinturas, denominación inicial de la institución. Se culminó así un proyecto esbozado ya en tiempos de Carlos IV: la fundación de un museo a la imagen del Louvre de París, que exhibiera las piezas más escogidas de la Colección Real. Contaba entonces con trescientos once cuadros, expuestos en tres salas, todos ellos de pintores de la escuela española, aunque almacenaba muchos más. En años sucesivos se fueron añadiendo nuevas salas, según se iban ejecutando los trabajos de terminación del edificio, y obras de arte.
Inicialmente el museo fue una dependencia más del patrimonio de la Corona. Por este motivo, se recibieron muchos envíos desde los palacios y monasterios reales, pero también hubo algunas obras que posteriormente fueron expedidas a nuevas ubicaciones. Es el caso de San Fernando ante la Virgen, de Luca Giordano, que en 1828 fue trasladado al Palacio de El Pardo.
Precisamente la vinculación de la colección a la Corona planteó un grave problema a la muerte de Fernando VII, por su división testamentaria entre Isabel II y su hermana, María Luisa Fernanda. La ejecución de dicho testamento fue aplazada hasta la mayoría de edad de Isabel. Ante la duda de si todos los bienes incluidos en los inventarios podían considerarse de la herencia libre del rey, se nombró una comisión, que en 1844 emitió un informe en el que, si bien reconoció que las disposiciones testamentarias a lo largo de la historia de los monarcas españoles eran demasiado imprecisas y variables como para permitir fijar una tradición, manifestó su oposición en cualquier caso a una división, por ser bienes que en su mayoría pertenecían a la Corona española desde épocas muy remotas. Por ello, propuso como solución:

...Hacer V.M. de su propiedad, mediante una equitativa indemnización legalmente convenida, todos los muebles y efectos de todas clases adjudicados á su Augusta Hermana, que no siendo aplicables á su uso particular, se hallan destinados al servicio y adorno de los Palacios de V.M.

Informe que fue aprobado por la reina, de conformidad con su madre y su hermana.
Tras el destronamiento en 1868 de Isabel II, el museo pasó a formar parte de los «bienes de la Nación» mediante la Ley de 18 de diciembre de 1869, que abolió el patrimonio de la Corona. Esta ley, no obstante, estableció un conjunto de bienes destinados al uso y servicio del monarca, pero entre ellos no incluyó al museo.
En 1872 se suprimió el Museo de la Trinidad, creado a partir de obras de arte requisadas en virtud de la Ley de Desamortización de Mendizábal (1836), y sus fondos fueron traspasados al Prado. Tras esta fusión, el Prado fue renombrado Museo Nacional de Pintura y Escultura, designación que hasta entonces había tenido el Museo de la Trinidad. Esta denominación se mantuvo hasta que por Real Decreto de 14 de mayo de 1920 recibió oficialmente la actual de Museo Nacional del Prado, que era como se lo conocía habitualmente ya con anterioridad, por haberse construido el edificio en terrenos del antiguo Prado de los Jerónimos.
En las décadas posteriores se fueron integrando al Prado otras colecciones, entre las que destaca especialmente el Museo de Arte Moderno (MAM) en 1971 —salvo su sección del siglo XX, que se convertiría posteriormente en la base inicial del Museo Reina Sofía—. Otras colecciones que engrosaron la del Prado fueron las pinturas del Museo-Biblioteca de Ultramar, que habían sido traspasadas al MAM tras su disolución en 1908, y parte de la colección del Museo Iconográfico, efímero museo instalado provisionalmente en 1879 en el mismo edificio del Museo del Prado y que una década más tarde fue suprimido, repartiéndose sus fondos entre varios museos, incluido el Prado, bibliotecas y sedes de organismos oficiales. El ingreso de las colecciones de otros museos obligó a la institución a incrementar su política de difusión de fondos, mediante la creación de depósitos estables de obras de arte en otras instituciones públicas y privadas, en España y también en algunos casos en el exterior (embajadas y consulados).
Durante el siglo XIX y buena parte del XX el Prado vivió una situación de cierta precariedad, pues el Estado le destinó un apoyo y unos recursos insuficientes. Las deficientes medidas de seguridad, con una parte del personal del museo residiendo en él y montones de leña almacenados para las estufas, provocaron la alarma de algunos entendidos. Fue muy sonado el artículo de Mariano de Cavia publicado en 1891 en la portada de El Liberal, que relataba un incendio que había arrasado el Prado. Solo al final del artículo se desvelaba que el suceso era ficticio; de modo que muchos madrileños se acercaron al lugar alarmados. La falsa noticia sirvió de aldabonazo para la adopción de algunas mejoras de urgencia.

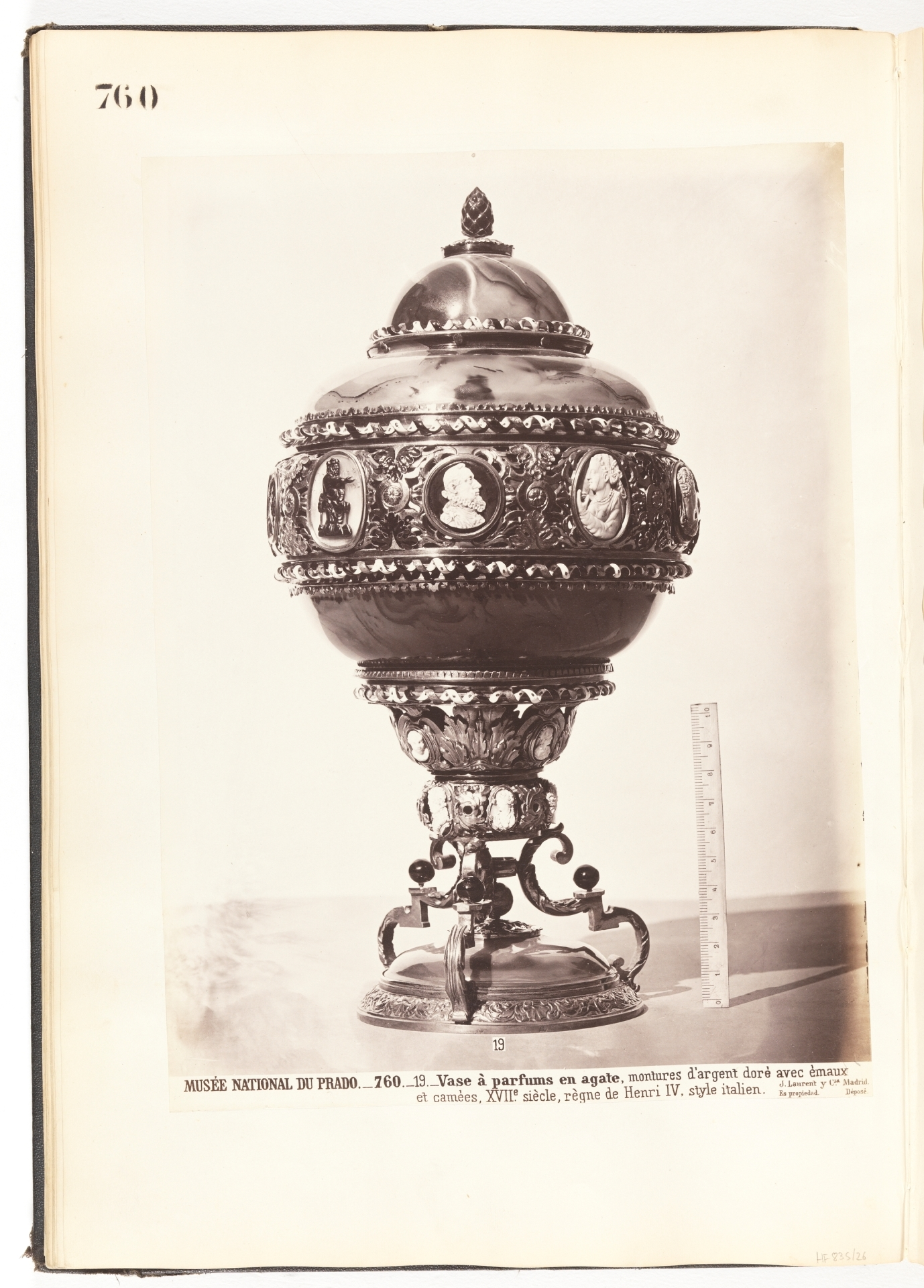
Vaso para perfumes de ágata. Pieza integrante del Tesoro del Delfín robada en 1918 de la que solo se conservan algunos camafeos. Fotografía realizada hacia 1879 por Jean Laurent. Gabinete de Dibujos, Estampas y Fotografías.

Pero en 1918 sí se descubrió un daño real, el expolio del Tesoro del Delfín, realizado por un empleado del propio museo, Rafael Coba. La mayoría de las piezas pudieron recuperarse, salvo once, pero treinta y cinco de ellas con desperfectos muy severos, despojadas de muchas de sus guarniciones de piedras y metales preciosos. El suceso, el más grave en la historia de la institución, le costó el puesto a su director, el pintor José Villegas Cordero, y supuso el cierre cautelar de los estudios que los artistas tenían en la pinacoteca. Fue el peor robo que ha sufrido el museo, pero también padeció en 1897 la sustracción de un boceto de Murillo, Santa Ana enseñando a leer a la Virgen, y en 1961 otro ladrón intentó entrar al edificio por el tejado, aunque cayó al vacío y falleció. Llevaba preparado en un bolsillo un papel en el que dictaba las condiciones para la recuperación de los cuadros.
Una gran parte de las obras maestras del Prado fueron evacuadas durante la Guerra Civil, ante el temor de que los bombardeos del bando franquista destruyesen el edificio y su contenido. No solo pinturas, también ciento ochenta y siete dibujos de Goya, además de cincuenta y cuatro obras del MAM, y otras procedentes del monasterio de El Escorial y algunas de particulares, como La condesa de Chinchón, de Goya, propiedad entonces de los duques de Sueca, o La condesa de Santovenia, de Eduardo Rosales, perteneciente en aquel momento al duque de la Torre, que la tenía depositada en el MAM. Sufrieron un largo periplo a lo largo de diversos lugares del levante español (Valencia, Cataluña) hasta llegar en tren a Ginebra, en cuyo Museo de Arte e Historia protagonizaron una exposición que generó interés internacional y atrajo 400.000 visitas, cifra formidable para la época. Artistas de la época como Paul Klee y Alberto Giacometti acudieron a verla. Tras su clausura, las obras se reintegraron al museo madrileño después de casi tres años de ausencia.
A pesar de diversas ampliaciones de alcance menor, el Prado sufría limitaciones de espacio, más graves a partir de los años 60, cuando el boom turístico disparó el número de visitantes. Poco a poco, la pinacoteca se adaptó a las nuevas exigencias técnicas; el sistema de filtrado y control del aire se instaló en los años 80, coincidiendo con la restauración de muchas pinturas de Velázquez. El tejado, construido con materiales dispares y mediante sucesivos remiendos, sufrió ocasionales goteras, hasta que en 1995 se convocó un concurso restringido para su remodelación integral, ganado por los arquitectos Dionisio Hernández Gil y Rafael Olalquiaga, ejecutándose las obras entre 1996 y 2001.
En 1995, un acuerdo parlamentario suscrito por los dos principales partidos de las Cortes, PP y PSOE, puso al museo a salvo de los vaivenes políticos y proporcionó la calma necesaria para un proceso de modernización, que incluía cambios jurídicos además de la ampliación. Esta, tras un controvertido concurso de ideas, fue adjudicada al arquitecto Rafael Moneo, ya bien conocido en estas lides por sus trabajos en el Museo Nacional de Arte Romano de Mérida y el Museo Thyssen-Bornemisza, entre otros. La ampliación se inauguró en octubre de 2007, tras cinco años de obras.

### Directores
La dirección del Museo del Prado, desde su fundación hasta el momento presente se desarrolla en tres grandes etapas:
1. Grandes de España: el marqués de Santa Cruz, el príncipe de Anglona, el marqués de Ariza y el duque de Híjar, que asumieron labores administrativas ayudados para las cuestiones artísticas por pintores como Luis Eusebi y Vicente López, primer pintor de cámara de Fernando VII.
2. Pintores de Corte, académicos y otros artistas de gran reputación (era condición necesaria haber obtenido primeras medallas en exposiciones nacionales o extranjeras): José Madrazo, Juan Antonio de Ribera, Federico de Madrazo, Antonio Gisbert, Francisco Sans Cabot, Vicente Palmaroli, Francisco Pradilla, Luis Álvarez Catalá, José Villegas, Fernando Álvarez de Sotomayor (dos períodos), y, nominalmente, Pablo Ruiz Picasso.
3. Historiadores del arte y otros : Aureliano de Beruete y Moret, Ramón Pérez de Ayala (escritor y periodista), Francisco Javier Sánchez Cantón, Diego Angulo, Xavier de Salas, José Manuel Pita Andrade, Federico Sopeña (musicólogo), Alfonso E. Pérez Sánchez, Felipe Garín Llombart, Francisco Calvo Serraller, José María Luzón (arqueólogo), Fernando Checa, Miguel Zugaza y Miguel Falomir.

### «Museo para los pintores»
Desde sus inicios a principios del siglo XIX, el Museo del Prado ha contribuido de manera determinante al estudio y difusión de la pintura española, convirtiéndose además en un «museo para los pintores», lugar de aprendizaje e inspiración para las nuevas generaciones de artistas. Eduardo Rosales, Mariano Fortuny, Federico de Madrazo y Francisco Pradilla, entre muchos otros, conformaron un estilo propio bajo el influjo de las obras de Velázquez y Goya del Prado, como lo harían Ignacio Zuloaga y Joaquín Sorolla. Ya en décadas posteriores acudieron al museo dos jóvenes creadores que alcanzarían fama universal: Pablo Picasso y Salvador Dalí. También visitaron la pinacoteca madrileña muchos de los artistas franceses más innovadores del realismo y del impresionismo, como Gustave Courbet, Léon Bonnat, Carolus-Duran, Pierre-Auguste Renoir, Edgar Degas, Toulouse-Lautrec, Auguste Rodin y Claude Monet; siendo el gran valedor del museo en esos años Édouard Manet, cuyos encendidos elogios a Velázquez hubieron de animar a que muchos de sus colegas emprendiesen viaje a Madrid. Entre los que lo hicieron, se cuentan también el alemán Franz von Lenbach y los norteamericanos Mary Cassatt, Sargent y Chase; los dos últimos llegaron a pintar obras bajo influencia directa del maestro sevillano.
En el siglo XX el magisterio de los tesoros del Prado ha atraído al museo a innumerables creadores; españoles como Gutiérrez Solana, Vázquez Díaz, Antonio Saura, Equipo Crónica, Manolo Valdés, Ramón Gaya, Antonio López, Fernando Zóbel, Guillermo Pérez Villalta, Carlos Franco, Ouka Leele, Miquel Barceló, Juan Muñoz y Eduardo Arroyo (quien publicó una peculiar guía del Prado en 2011, Al pie del cañón) y también extranjeros, como Edward Hopper, Francis Bacon, Lucian Freud, Richard Hamilton, Andy Warhol, David Hockney, Wolf Vostell, Cy Twombly, Richard Serra, Sigmar Polke y Cai Guo-Qiang.

### Visitantes ilustres
Convertido en un «lugar de memoria» y en la cara más amable y prestigiosa de España ante la comunidad internacional, el Museo del Prado es un punto de encuentro para muchas autoridades y demás personalidades de relieve que pasan por Madrid. Desde que a mediados del siglo XX se generalizaron las visitas diplomáticas y el turismo, el Prado se incluye de manera recurrente en las agendas protocolarias de presidentes de gobierno, monarcas y demás autoridades extranjeras. Se pueden citar las visitas que efectuaron al museo Charles de Gaulle, Eva Perón (1947), Hussein de Jordania, Américo Tomás, Isabel II de Inglaterra, Diana de Gales, Beatriz de los Países Bajos, Margaret Thatcher, François Mitterrand, Sandro Pertini, Helmut Schmidt, Mijail Gorbachov, Jimmy Carter, Henry Kissinger, Barack Obama, Nicolas Sarkozy y Carla Bruni, Kofi Annan, Alberto II de Mónaco y los dirigentes de 36 países que asistieron a la cumbre de Madrid de 2022 de la OTAN; entre ellos, Joe Biden, Boris Johnson, Emmanuel Macron y Mario Draghi.
Son también numerosas las figuras de la literatura, la música, el cine y el espectáculo así como de la alta sociedad que han visitado el Prado, especialmente desde que España empezó a albergar el rodaje de películas de Hollywood y giras musicales. Entre muchos nombres, destacan Hans Christian Andersen, Giuseppe Verdi, Ava Gardner, Orson Welles, Anthony Mann, James Stewart, Ingrid Bergman, Lauren Bacall, Charlton Heston, Sophia Loren, Gina Lollobrigida, Anthony Quinn, María Félix, Robert Redford, Martin Scorsese, Catherine Deneuve, Woody Allen y Milos Forman. Otras celebridades que han visitado el Prado son Paul McCartney, Mick Jagger y Charlie Watts (cantante y baterista de Rolling Stones), el líder del grupo The Doors Jim Morrison (1971), Madonna, Michael Jackson y los demás componentes de The Jacksons (1978), Manolo Blahnik, Harrison Ford, Richard Gere, Sigourney Weaver, Kim Basinger, Sharon Stone, Tom Cruise, Johnny Depp, Russell Crowe, Pierce Brosnan, Hugh Jackman, Rob Morrow, Jake Gyllenhaal, Reese Witherspoon, Drew Barrymore, Cameron Diaz, Kirsten Dunst, Glenn Close, Tom Hanks, Harry Styles, Ridley Scott, Joaquin Phoenix, Susan Sarandon, Bill Murray, Dua Lipa y el escritor Salman Rushdie.
En 1960 el actor Vincent Price participó como narrador en una grabación de voz en la que describía 32 obras de arte del Prado. Esta grabación fue publicada en un disco de vinilo, y actualmente está disponible en YouTube. En 1961, Rita Hayworth y Rex Harrison rodaron en el museo algunas escenas de la comedia El último chantaje (The Happy Thieves), filme que narraba un intento de robo de Los fusilamientos del 3 de mayo de Goya. Son múltiples los filmes españoles y extranjeros relacionados, en mayor o menor medida, con el Prado.

## Origen de las colecciones
La colección de pintura del museo sobrepasa las 8600 obras. De ellas, poco más de 3000 proceden de la Colección Real, algo más de 2000 del Museo de la Trinidad y el resto, más de 3500, del fondo denominado de Nuevas Adquisiciones, en el que se integran también las que realizó el Museo de la Trinidad y las pinturas que recibió en 1971 del Museo de Arte Moderno.

### La Colección Real

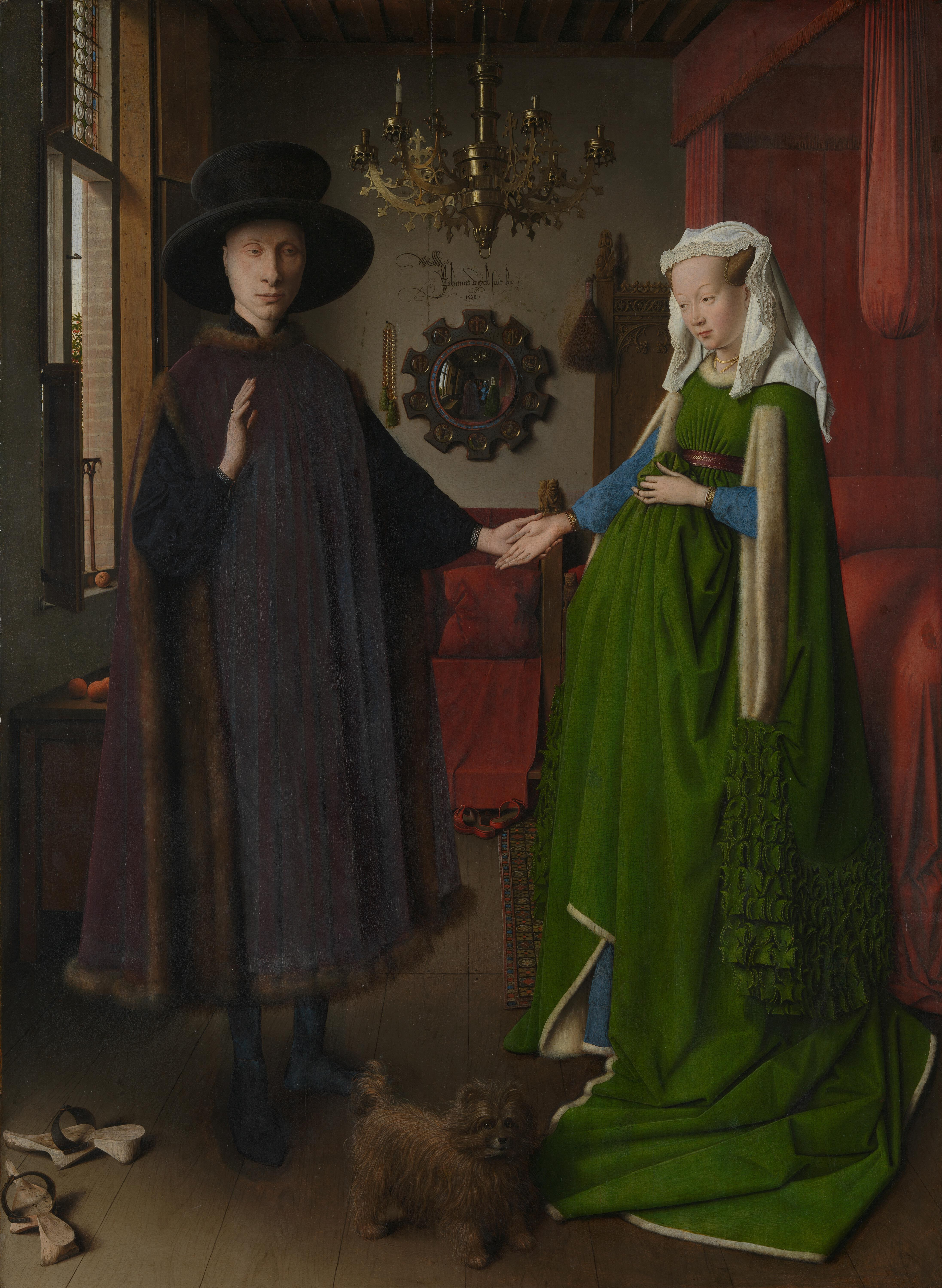
El matrimonio Arnolfini, de Jan van Eyck, una de las decenas de obras sustraídas de la Colección Real durante la Invasión napoleónica

El núcleo original de las colecciones del Museo del Prado procede de la monarquía española. Los reyes de España fueron coleccionistas de arte durante siglos, y repartieron sus adquisiciones y encargos por las numerosas residencias que acumularon en toda la península ibérica: el Alcázar de Madrid, el Palacio de El Pardo, la Torre de la Parada, el Buen Retiro, La Granja de San Ildefonso, Aranjuez, Palacio de la Zarzuela, así como los monasterios de Yuste y El Escorial.
- Antecedentes: La Colección Real de pinturas tal como hoy se conoce se cimentó en tiempos de Felipe II. Los Reyes Católicos y monarcas anteriores ya encargaron y coleccionaron pinturas, pero sus colecciones solían deshacerse cuando fallecían. Eran bienes vinculados a la persona y no a la institución a la que esta representaba y por ello al morir se repartían entre sus herederos. De la colección de Isabel la Católica subsiste la pequeña parte que donó a la Capilla Real de Granada; incluye La Oración del Huerto, una rara pintura de Sandro Botticelli.

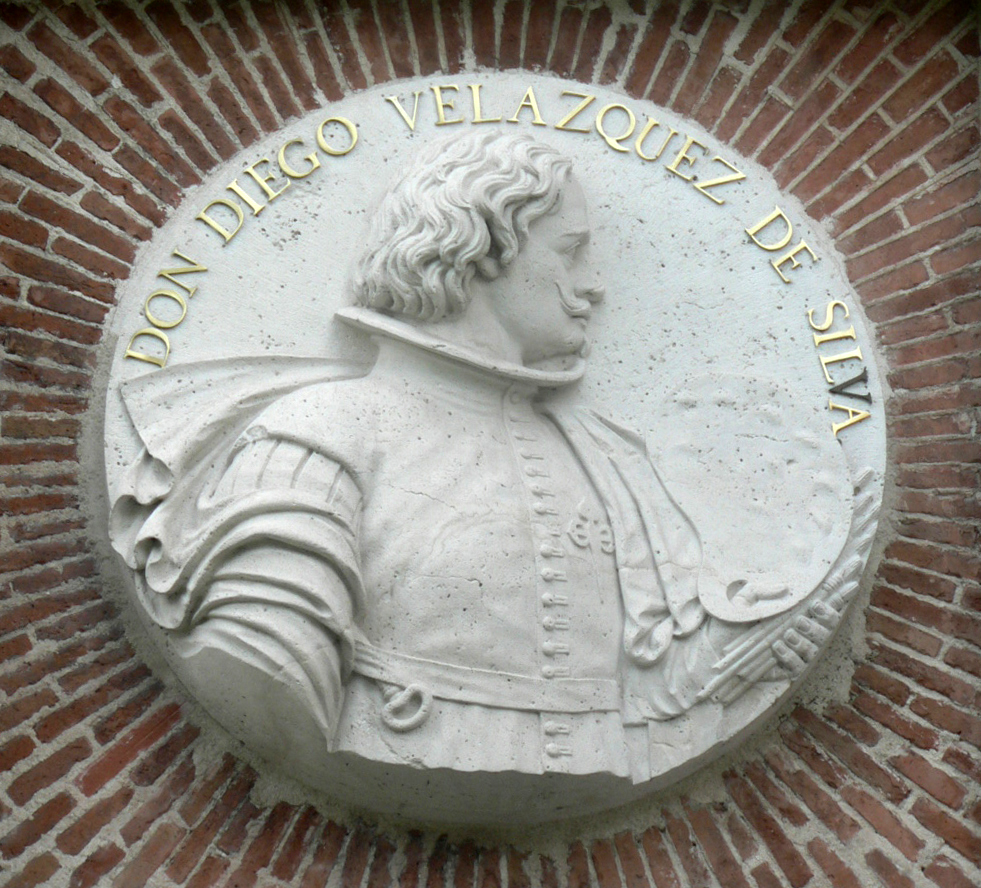
Medallón representando a Velázquez, en la fachada del Museo. Ramón Barba, 1830

- Los Habsburgo: Carlos I encargó mayoritariamente retratos y obras religiosas con un fin práctico, sin ánimo de coleccionar. Hay que destacar que tuvo a su servicio a Tiziano, a quien otorgó la exclusividad de retratarlo, a semejanza de lo que hiciera Alejandro Magno con Apeles. Fue su hijo Felipe II quien empezó a valorar la Colección Real como un tesoro a preservar, y la adscribió a la Corona como patrimonio indivisible. Reunió numerosas pinturas compradas por su padre, y otras que procedían de la colección de su tía, María de Hungría. Añadió importantes obras a las colecciones reales, como las significativas pinturas de El Bosco. Felipe III no contó con artistas de renombre internacional a su servicio como su padre y su abuelo, pero su hijo Felipe IV otorgó a la colección de la Corona española una categoría superior entre las colecciones reales europeas. Aparte de las enviadas al monasterio de El Escorial, incorporó más de 2000 nuevas pinturas a sus palacios: unas 1100 para el Alcázar, unas 800 para el Buen Retiro, construido bajo su reinado, 171 para la Torre de la Parada, profundamente reformada durante esos años, y 96 para la Zarzuela, también de nueva construcción.[46] Felipe IV, además, tuvo a su servicio a Velázquez durante cuarenta años. Carlos II, pese a vivir en una de las épocas más críticas de la Historia de España, consiguió lo que ninguno de sus antecesores había logrado: poner al servicio de España al artista de mayor reputación en Europa, Luca Giordano (en España también llamado Lucas Jordán), al que llamó desde Nápoles para encargarle numerosas obras reales, retratos y decoraciones. También reclamó al considerado como mejor bodegonista napolitano del siglo XVII, Giuseppe Recco, pero falleció poco después de desembarcar en el puerto de Alicante.[47] Además de esto, el rey preservó la unidad de la colección, gracias a que su padre había ligado a la Corona «pinturas, bufetes, vasos de porfidio […] sin que se pudieran enajenar ni separar en toda ni en la pequeña y mínima parte». Así, impidió que la Adoración de los Reyes Magos, de Rubens, y La disputa con los doctores en el Templo, de Veronese, fuesen enviadas por su segunda esposa, Mariana de Neoburgo, a Alemania como regalo para su hermano Juan Guillermo, aunque sí dio permiso en cambio en 1694 para que le mandase otro lienzo del flamenco, la Reconciliación de Esaú y Jacob, hoy en la Staatsgalerie del Palacio de Schleißheim.[48]

- Los Borbones: Durante el reinado del primer miembro de la nueva dinastía, Felipe V, se produjo el incendio del Alcázar de Madrid (1734), en el que se perdieron quinientas treinta y siete pinturas.[49] Sobre su solar se construyó el actual Palacio de Oriente, y para su decoración y la del Palacio de La Granja, construido también durante el gobierno del primer Borbón, el rey y su segunda esposa, Isabel de Farnesio, adquirieron una considerable cantidad de pinturas, con ejemplos excelentes del arte de Van Dyck, Poussin, Murillo y Watteau. Previamente al incendio se había incorporado además a la colección una obra fundamental de Velázquez: Las hilanderas, o la fábula de Aracne,[50] y en 1722 se compraron 124 pinturas de la colección de Carlo Maratta,[51] entre las que había importantes ejemplos del Seicento italiano, hasta entonces pobremente representado. También se creó la colección de escultura clásica, hasta entonces representada en la Colección Real únicamente por vaciados. El hito fundamental fue la compra en 1724 de la colección de Cristina de Suecia,[52] destinada a la decoración de La Granja. Cuatro años más tarde fue complementada con la adquisición a Catalina de Haro y Guzmán, duquesa consorte de Alba e hija y heredera universal del VII marqués del Carpio, de las ciento noventa y siete piezas escultóricas que poseía de la colección que su padre había formado en Roma (el conjunto reunido por el marqués era más amplio, pero parte de él se había dispersado con la almoneda que su hija había celebrado en 1689). Las obras, igualmente destinadas a La Granja y que ingresaron íntegramente en la colección de Felipe V, comprendían veintisiete esculturas de cuerpo entero, sesenta y tres cabezas y bustos y diecinueve bajorrelieves, además de ochenta y ocho piezas varias: veinticuatro adornos de chimenea, jarrones de pórfido, columnas, pedestales, doseles, conchas y asientos de fuentes.[53] Por otro lado, Felipe, tras la muerte en 1711 de su padre, El Gran Delfín, recibió en herencia la colección de artes decorativas conocida como el Tesoro del Delfín. Carlos III compró piezas tan extraordinarias como Gaspar de Guzmán, conde-duque de Olivares, a caballo de Diego Velázquez o Judit en el banquete de Holofernes de Rembrandt, que adquirió en 1768 al marqués de la Ensenada a instancias de Mengs, la única obra suya que posee el Prado, y fue él quien mandó construir el edificio que ocupa el museo. Su hijo Carlos IV, monarca de gran sensibilidad artística, es recordado como mecenas de Goya. Asimismo, adquirió el Retrato de cardenal de Rafael. Aunque no hay certeza documental, es bastante probable que perteneciera a un grupo de pinturas, extraídas por los franceses del Vaticano en 1797 tras el Tratado de Tolentino, que el rey compró en 1803.[54] La colección de pintura neoclásica del museo, con obras de José de Madrazo, Juan Antonio Ribera y José Aparicio, así como del escultor José Álvarez Cubero, se debe también a este rey.

- La Invasión napoleónica fue un terrible desastre para el patrimonio histórico-artístico español, del que no se libró la Colección Real. En su huida, José Bonaparte (que ya previamente había expoliado las joyas de la Corona Española) se llevó un numeroso conjunto de pinturas, más de doscientas, de pequeño y mediano formato, fácilmente transportables, escogidas entre las de mayor calidad de la Colección. Dicho cargamento fue interceptado por las tropas del duque de Wellington tras la Batalla de Vitoria. El duque informó al rey, solicitándole instrucciones para efectuar la devolución de las obras, pero este le respondió que se las regalaba. Perplejo por la respuesta, Wellington volvió a escribirle, agradeciéndole su generosidad pero diciéndole que era un regalo que no podía aceptar, puesto que eran piezas muy numerosas y de gran valor que eran propiedad de la Corona Española, y pidiéndole de nuevo que le indicara los detalles para devolvérselas. Sin embargo Fernando VII persistió en su absurda postura, con lo que dicho conjunto (que incluía cuadros tan extraordinarios como El aguador de Sevilla, de Velázquez, o La Oración en el huerto, de Correggio) acabó en manos del duque, episodio conocido irónicamente por los británicos como The Spanish Gift (El regalo español), conservándose actualmente parte de ellas en Apsley House, Londres (otras están en la residencia familiar de Stratfield Saye House). Además el coronel James Hay se apropió por su cuenta de El matrimonio Arnolfini, de Jan van Eyck, en el que Velázquez se inspirara para pintar Las Meninas, actualmente en la National Gallery de Londres.[55] A ello hay que sumar las pinturas regaladas por José Bonaparte a los generales franceses, como un excelente trabajo de Sebastiano del Piombo, Llanto por Cristo muerto, que entregó al mariscal Soult, hoy en el Hermitage,[56] o el famoso Felipe IV de castaño y plata (Velázquez, National Gallery), que cedió al general Dessolles.[57]

Los principales artífices de la Colección Real
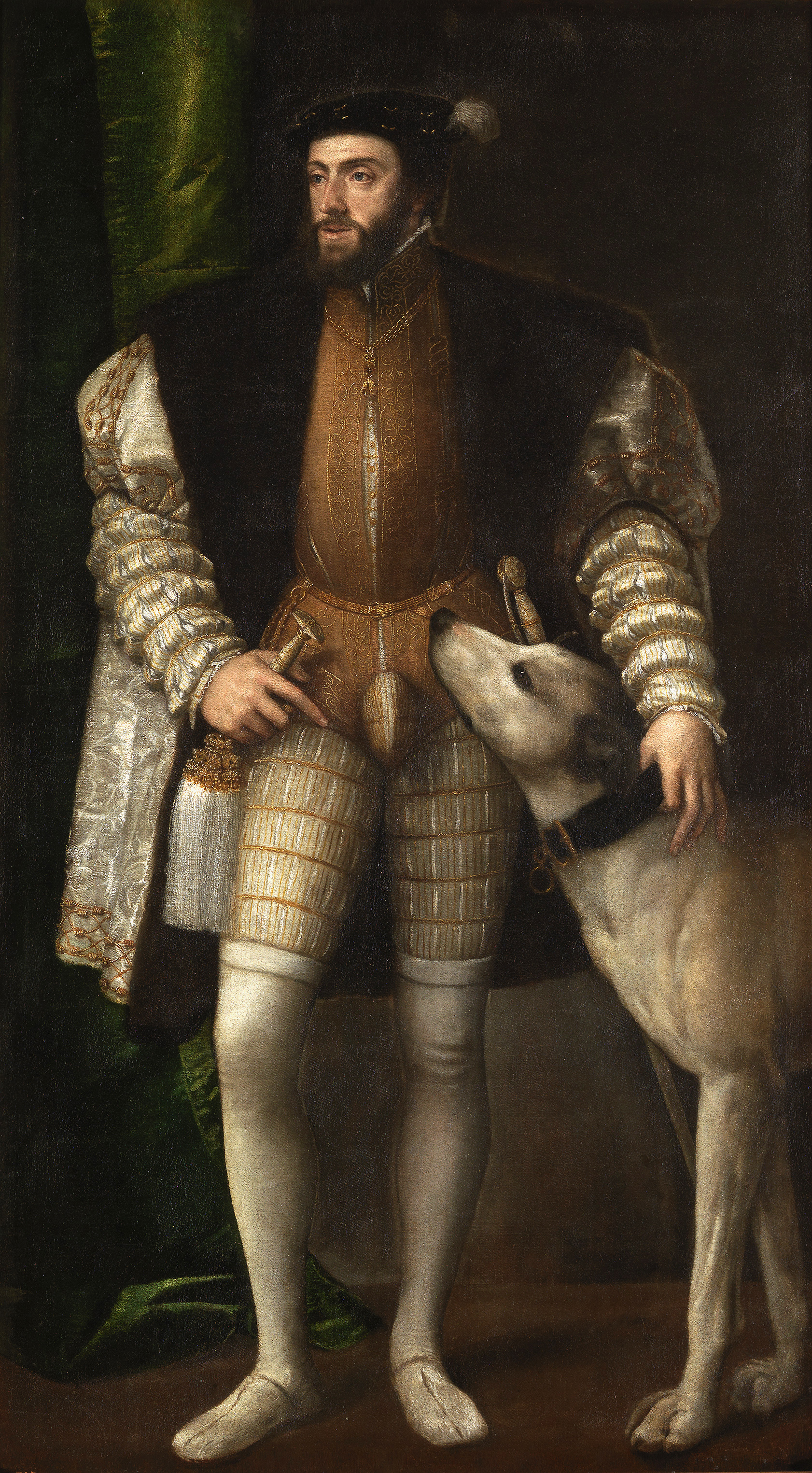
Carlos I (1500-1558) por Tiziano Comenzó la colección y tuvo predilección por Tiziano.
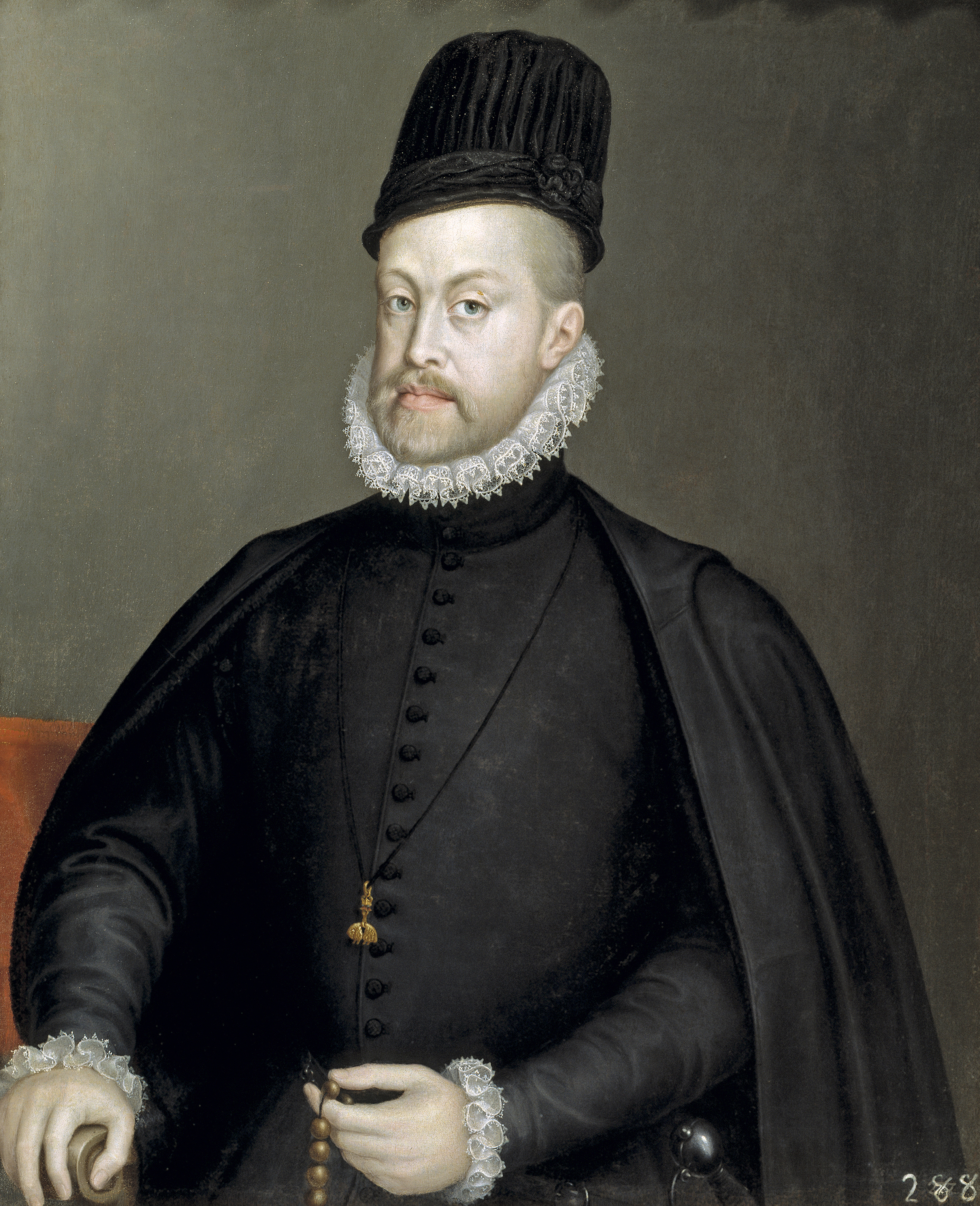
Felipe II (1527-1598) por Sofonisba Anguissola Continuó con Tiziano y cimentó la colección de pintura flamenca del siglo XVI, especialmente El Bosco y Moro.
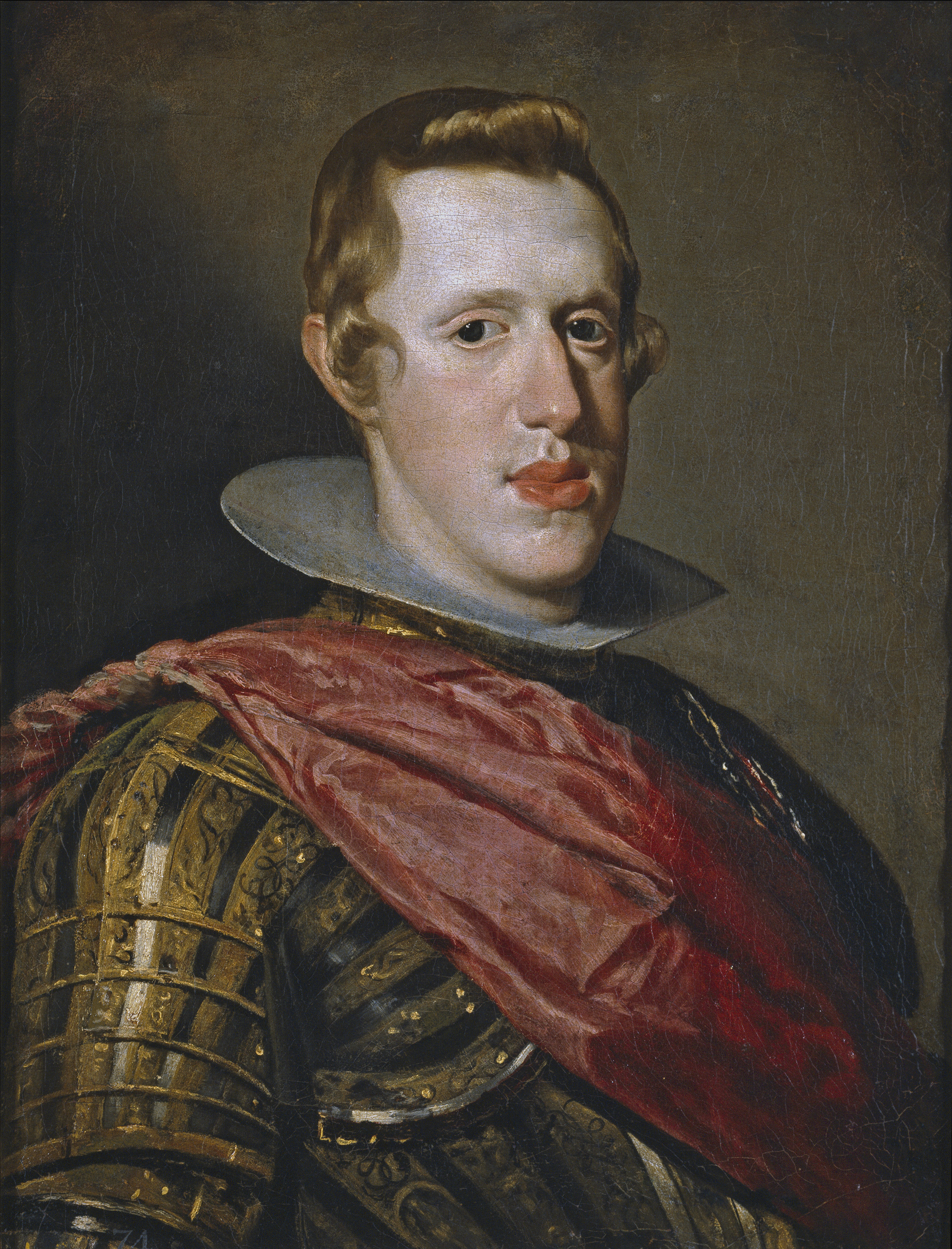
Felipe IV (1605-1665) por Velázquez Enriqueció más que ningún otro la colección, sobre todo con Velázquez, Rubens y pintura italiana.
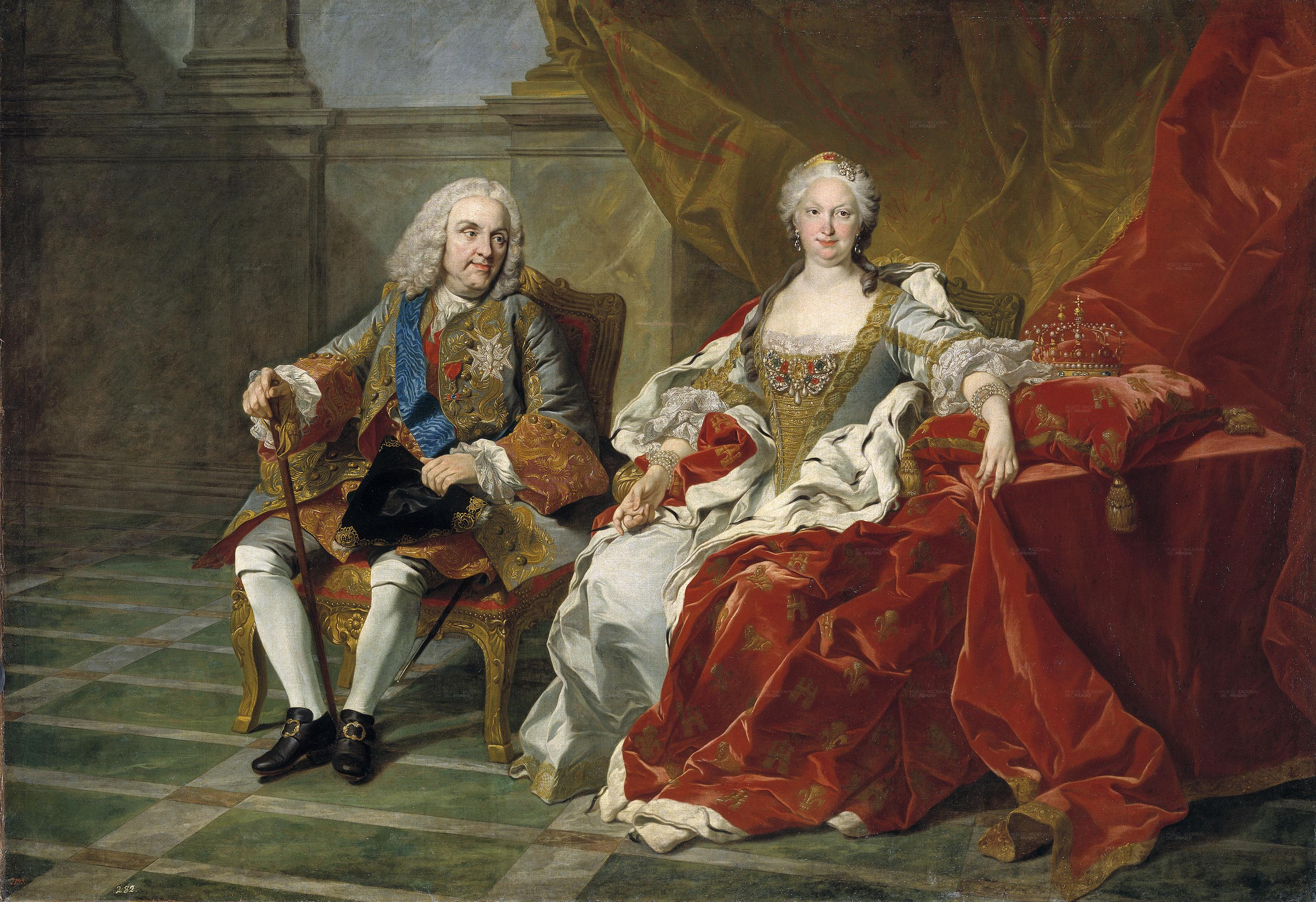
Felipe V (1683-1746) e Isabel de Farnesio (1692-1766) por Louis-Michel van Loo Adquirieron conjuntamente casi la mitad de las pinturas de la colección Maratta y las esculturas de Cristina de Suecia. El rey además incorporó Las hilanderas y el Tesoro del Delfín, y la reina formó la colección de Murillo.

### El Museo de la Trinidad
En la formación de las colecciones del Museo del Prado, el antiguo Museo de la Trinidad representa el segundo gran núcleo, aunque la extensión, variedad y calidad de sus fondos fueran mucho menores que los de la Colección Real. Fue creado este museo, que se denominó Nacional, como consecuencia de las Leyes de Desamortización de Mendizábal (1835-36), cuya magnitud y extensión creó en muchas personas una lógica preocupación por las obras de arte conservadas en las iglesias, monasterios y conventos suprimidos y convertidos en Bienes Nacionales. Como respuesta a esta inquietud, se decidió reunir en el antiguo convento de la Trinidad Calzada (del que el museo tomó su nombre), sito en la calle Atocha de Madrid y fundado por Felipe II, las obras de arte que guardaban estos institutos religiosos.

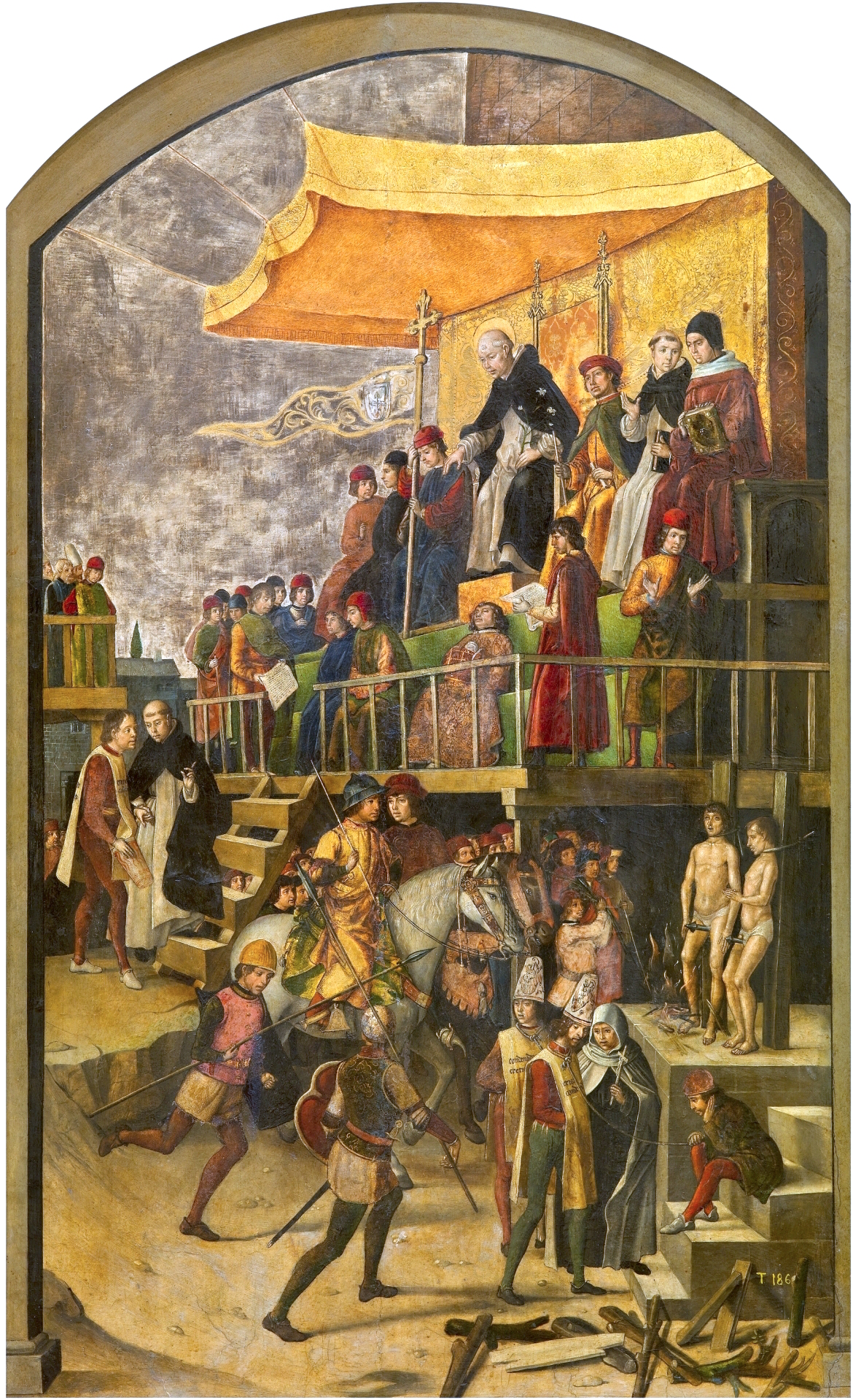
Auto de Fe presidido por Santo Domingo de Guzmán, de Pedro Berruguete, obra procedente del extinto Museo de la Trinidad

A esto se sumaron las colecciones propiedad del infante Sebastián Gabriel de Borbón, incautadas en represalia por su adscripción al bando carlista, aunque posteriormente se le devolvieron, en 1859, y no llegaron a incorporarse al Prado (si bien algunas acabaron ingresando años más tarde en el museo mediante adquisición, como el Bodegón de caza, hortalizas y frutas, de Sánchez Cotán, comprado en 1991). Además, se fueron añadiendo numerosas adquisiciones de obras de arte contemporáneo realizadas por el Estado en las exposiciones que organizó primero la Academia de San Fernando y luego los certámenes conocidos como Exposiciones Nacionales de Bellas Artes, iniciadas en 1856. Con estos cuantiosos fondos, el museo fue inaugurado en 1838, aunque en condiciones bastante precarias, situación que se mantendrá durante toda la corta vida de este museo. La inmensa mayoría de las obras procedía de la propia provincia de Madrid y el resto de algunas provincias cercanas, como Ávila, Toledo, Segovia, Burgos y Valladolid, y se trataba sobre todo de grandes cuadros de altar u obras pequeñas de tipo devocional, incluyendo también algunas tallas religiosas. Casi todos los autores eran españoles, por lo que se pretendió articular la colección en torno a la creación de la llamada «Escuela española de pintura». A las piezas fundacionales se unieron algunas adquisiciones que el museo realizó más adelante, entre las que destacan La Anunciación de época italiana del Greco y una serie de retratos de Goya.
El museo pronto recibió muchas críticas por el estado de conservación de las obras, por la falta de rigor en su presentación y por la escasa adecuación del espacio a sus usos. Esta situación se vio del todo agravada con la instalación en el mismo edificio del Ministerio de Fomento en 1849. Finalmente, se decidió disolverlo, incorporando sus fondos al Museo del Prado, en el año 1872, provocando en este una situación paradójica, pues si bien la colección de pintura de tipo religioso se vio completada de forma magnífica, por otro lado aumentó aún más la ya de por sí crónica saturación de espacios de que adolecía la institución, lo que dio inicio a la política de depósitos y cesiones que se ha mantenido hasta el presente (al Prado se incorporaron menos de 200 obras, mientras que 650 fueron depositadas en otras instituciones).
Entre los fondos que el extinto museo aportó al Prado destacan las series de la Vida de San Pedro Mártir y de Santo Domingo de Guzmán, de Pedro Berruguete, procedentes del Real Monasterio de Santo Tomás de Ávila; El triunfo de San Agustín, la obra más importante de Claudio Coello que tiene el museo, del convento de agustinos de Alcalá de Henares; las pinturas del retablo de las Cuatro Pascuas de la iglesia del Convento de San Pedro Mártir de Toledo, de Maíno, quizá la cima creativa de este artista; el retablo del Colegio de doña María de Aragón, de Madrid, obra fundamental del Greco; La Fuente de la Gracia y triunfo de la Iglesia sobre la Sinagoga, del entorno de Jan van Eyck (Monasterio de El Parral —Segovia—), así como otras obras de Goya, Alonso Cano, Francisco Rizi, Ambrosius Benson, Cajés, y representación de casi todos los pintores de la escuela madrileña del siglo XVII.
En el año 2004 se organizó una exposición mostrando los tesoros que, procedentes de este museo, se conservan en el Prado.

### El Museo de Arte Moderno
El Museo de Arte Moderno (M. A. M., o MAM) fue un museo nacional dedicado al arte de los siglos XIX y XX que existió de 1894 a 1971, año en que sus colecciones de arte decimonónico fueron absorbidas por el Prado, mientras que las del siglo XX permanecieron en el Museo Español de Arte Contemporáneo (MEAC), antecesor del actual Museo Reina Sofía.
Fue creado jurídicamente mediante un Real Decreto de 4 de agosto de 1894 y se ubicaba en el Palacio de Biblioteca y Museos Nacionales, sede asimismo de la Biblioteca Nacional y del Museo Arqueológico Nacional, ocupando el ángulo suroeste del mismo. La apertura oficial de sus instalaciones tuvo lugar en 1898.

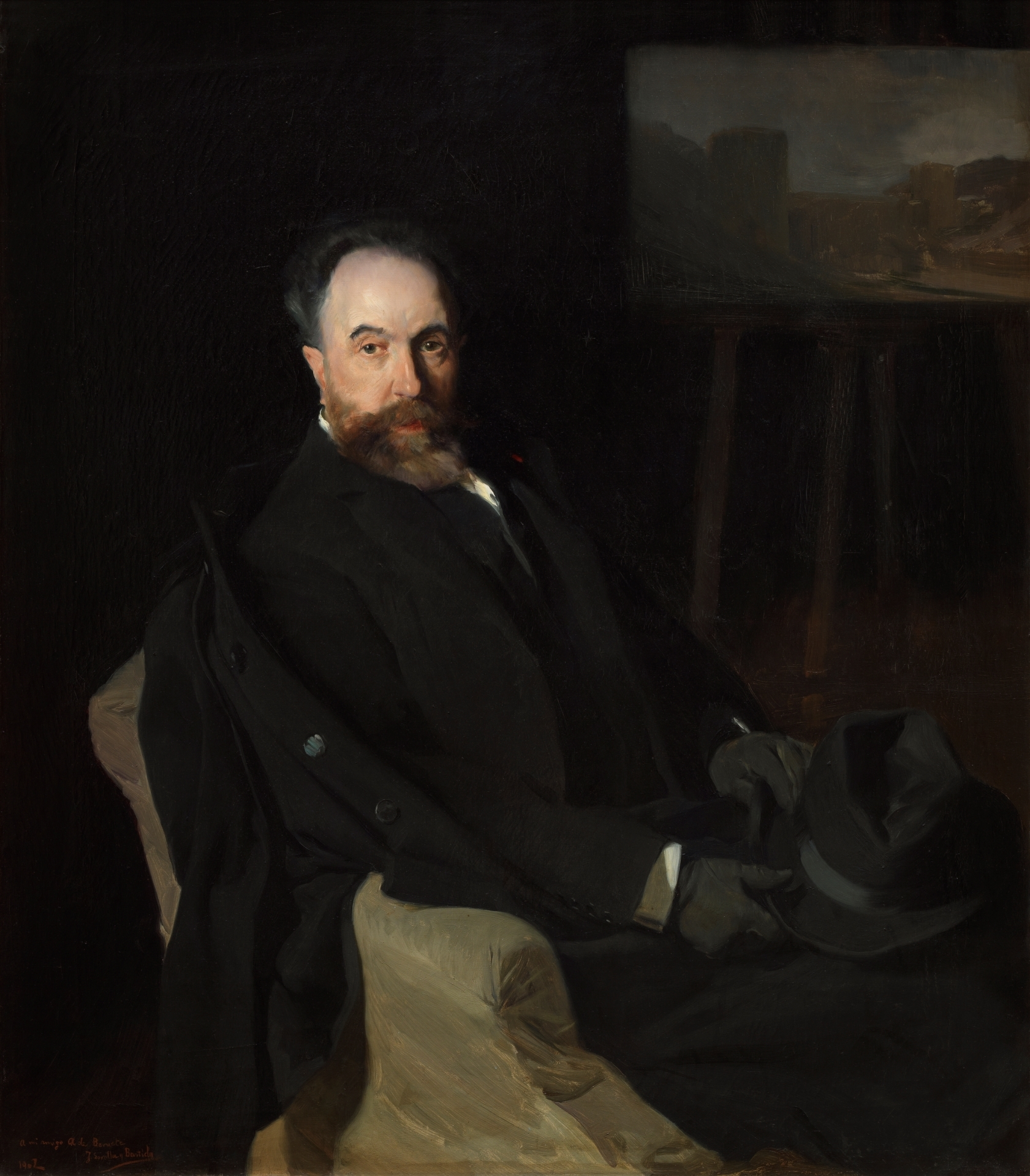
El pintor Aureliano de Beruete, de Joaquín Sorolla, obra donada al Museo de Arte Moderno por la viuda del retratado, María Teresa Moret

Hasta la constitución del M. A. M. la colección pública de arte contemporáneo español fue responsabilidad también del propio Museo del Prado, que desde su primer catálogo, redactado por Luis Eusebi, se hacía eco de una sección unitaria denominada “Escuelas contemporáneas de España”, y más tarde simultaneó su labor de coleccionismo contemporáneo con el Museo de la Trinidad, que del mismo modo tenía en sus catálogos una “Galería de cuadros contemporáneos”, obras que procedían en este último caso de las adquisiciones que realizaba el Estado en las Exposiciones Nacionales de Bellas Artes así como de algunas donaciones. Sin embargo este último fue disuelto, integrándose en 1872 sus fondos en el Prado. Tras la apertura del Museo de Arte Moderno, el Museo del Prado continuó ingresando pintura del siglo XIX, española y europea, y exhibiéndola en sus salas. Entre los más importantes ingresos de pintura decimonónica ingresados en el Prado mientras el M. A. M. permaneció abierto destaca el conocido legado Ramón de Errazu, compuesto básicamente por pinturas del siglo XIX, que no salió del edificio Villanueva hasta después de 1971.
El Museo de Arte Moderno constaba de dos departamentos, pintura y escultura, marcando un Real Decreto de 26 de octubre de 1895 el límite cronológico en Goya, considerado el “último representante de la antigua pintura española”. Estableciendo un criterio de “carácter universal”, para entroncar el arte español con el de las “naciones cultas”, las colecciones debían comenzar en «la época en que las teorías estéticas puestas en práctica por David o Canova e introducidas en España a principios del presente siglo, cambiaron la corriente del arte nacional», es decir, a partir de José Madrazo y los otros discípulos españoles de David en cuanto a pintura y de José Álvarez Cubero y Antonio Solá en lo referente a la escultura.
Se realizó un único catálogo de las colecciones, el Catálogo provisional del Museo de Arte Moderno, en 1899, del que se hizo una segunda edición un año más tarde y en el que figuraban seiscientos noventa y tres pinturas y dibujos y ochenta y ocho esculturas. En 1985 se publicó el Catálogo de las pinturas del siglo XIX del Museo del Prado, que unificaba las que el propio Museo del Prado había conservado en sus fondos durante la existencia del M. A. M., con las que habían estado allí expuestas, así como los depósitos en otras sedes hechos por ambas instituciones. En él aparecían piezas de cerca de un centenar de autores, figurando movimientos artísticos como el neoclasicismo, el romanticismo y el realismo, pero estando ausentes otros como el impresionismo y el postimpresionismo. La gran mayoría eran de artistas españoles, aunque también había unos pocos ejemplos de la obra de artistas de otros países, como el francés Jean-Louis-Ernest Meissonier, el neerlandés afincado en Gran Bretaña Lawrence Alma-Tadema o el belga Théo van Rysselberghe. Firmado por Joaquín de la Puente, solo se refería a las obras que físicamente se conservaban en el edificio del Casón del Buen Retiro, y no a las obras que todavía entonces quedaban en el de Villanueva ni, sobre todo, a los cuantiosos depósitos fuera del Prado.
Uno de los más graves problemas que sufrió el museo durante toda su existencia fue el de la falta de espacio. Por una parte llegó a atesorar un elevado número de obras, entre las que había muchas pinturas de gran formato, algo muy habitual en el género de la pintura de historia, uno de los más pujantes en la segunda mitad del siglo XIX. Por otro está el hecho de que tuviera que compartir el Palacio de Biblioteca y Museos Nacionales con varias instituciones más: la Biblioteca Nacional, el Museo Arqueológico Nacional, el Museo Nacional de Ciencias Naturales, el Archivo Histórico Nacional, la Junta de Iconografía Nacional y la Sociedad de Amigos del Arte. Ello hizo que le correspondiera solo una pequeña parte del mismo. El resultado fue que se puso en práctica una política de depósito de obras en museos provinciales y organismos administrativos oficiales —que en realidad había iniciado ya el propio Museo del Prado desde la incorporación del Museo de la Trinidad—, acabando la mayoría de los fondos fuera de la propia institución. Este es precisamente el origen de una parte importante del actual Prado disperso. El único intento que se hizo para solventar esta situación fue la convocatoria en 1933 de un concurso nacional de arquitectura con el fin de dotar al museo de una nueva sede. Se seleccionó el proyecto de Fernando García Mercadal, que planteaba un edificio de una única altura, para cuya ubicación proponía la prolongación del paseo de la Castellana. Sin embargo nunca llegó a construirse.

### Nuevas adquisiciones

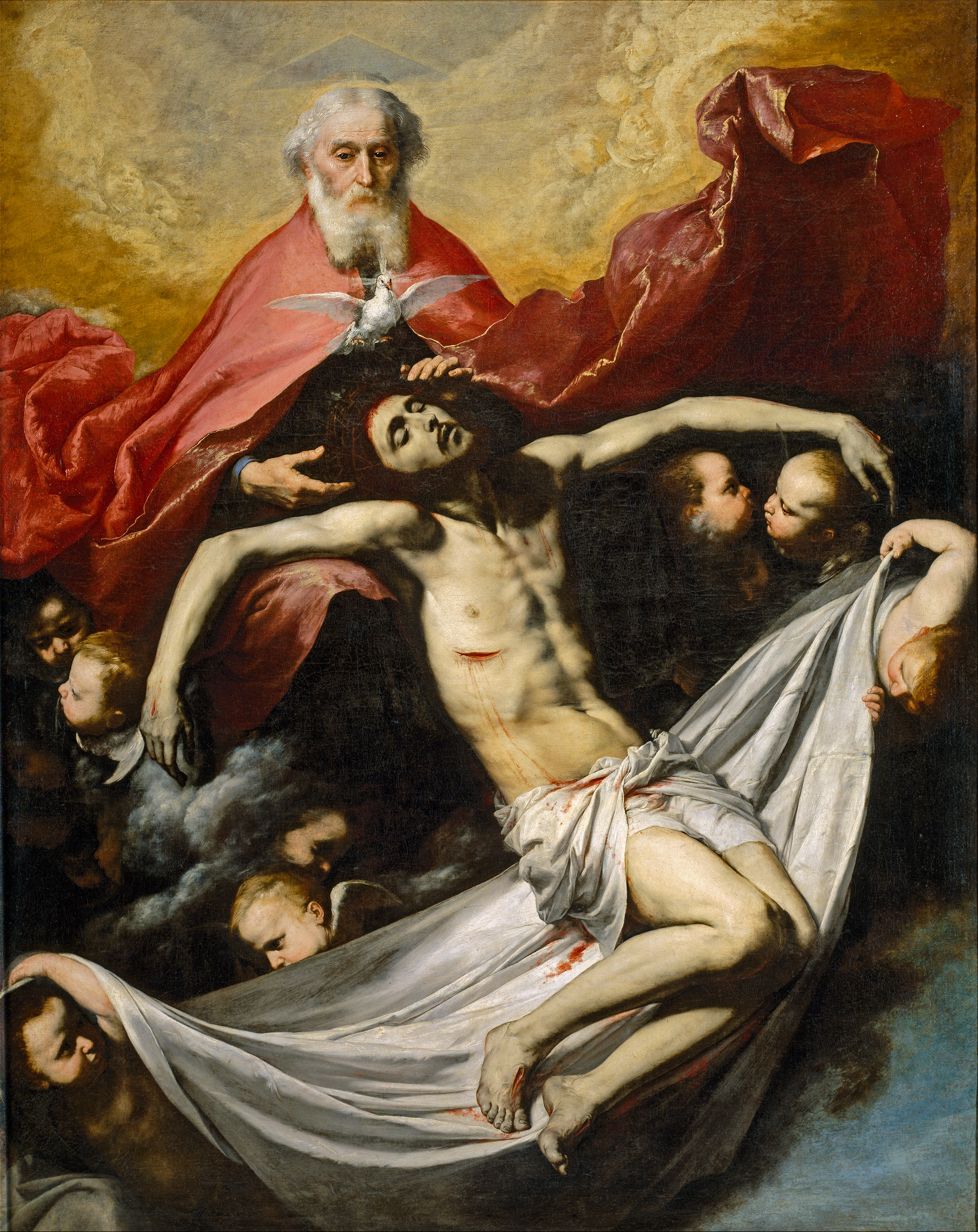
La Trinidad, de José de Ribera, la primera adquisición del Museo del Prado

Desde los inicios del Prado hubo interés por completar las colecciones mediante la adquisición de nuevas obras y de hecho a los pocos meses de inaugurarse, el 5 de abril de 1820, se compró la primera de ellas, La Trinidad, de José de Ribera, por la que Fernando VII pagó 20 000 reales al pintor Agustín Esteve.
Las adquisiciones del museo han sido muy importantes en cuanto a calidad y número (más de 2300 obras sólo en el apartado de pinturas) y, como se ha señalado, han tenido lugar por diferentes vías. Por un lado, las donaciones, herencias y legados. Entre las obras recibidas gracias a ellos lo más frecuente ha sido siempre la pintura española, y Goya el autor cuya colección más se ha enriquecido de este modo. Por otro, la política de adquisición de obras de arte por parte del Estado, que ha tenido muchas veces como beneficiario al Prado. En este último aspecto es de destacar la modalidad del pago de impuestos mediante obras de arte, o dación, adoptada por la ley del Patrimonio Histórico Español de 1985 y que ha enriquecido las colecciones estatales de forma muy notable. Esta posibilidad, inspirada en la famosa «Ley Malraux» francesa, se podía aplicar en un primer momento al impuesto de sucesiones, extendiéndose a cualquier deuda tributaria en virtud de la Ley de Mecenazgo de 2002.
Las políticas encaminadas al engrandecimiento del Prado han tendido más a reforzar las colecciones existentes que a suplir las faltas. Se han incorporado así obras de Velázquez (Ferdinando Brandani, antes conocido como Retrato de hombre, el llamado barbero del Papa), Goya o Valdés Leal, aunque también algunas de artistas con pobre presencia en las colecciones, como Lucas Cranach el Viejo (una muy destacable Virgen con el Niño, dación del empresario Juan Abelló en 1988) o Juan de Flandes (su obra maestra La Crucifixión, pintada para el retablo mayor de la catedral de Palencia, recibida en 2005 también como dación de pago de impuestos, en este caso de la empresa Ferrovial —siete millones de euros—). Otra adquisición en esta línea es la de La Virgen de la granada, de Fra Angelico, comprada a la casa de Alba en 2016 por dieciocho millones de euros.
Sería prolijo detallar todas las adquisiciones hechas por el museo en sus casi 200 años de existencia. En cuanto a los legados, el más destacable de épocas recientes fue el hecho por Manuel Villaescusa, en 1991. Con su importe, siete mil millones de pesetas, se compró un grupo de obras entre las que descuellan el Bodegón de caza, hortalizas y frutas de Sánchez Cotán, Ciego tocando la zanfonía de Georges de La Tour (pintor sin presencia en el museo hasta ese momento), Una fábula del Greco y parte de La condesa de Chinchón, de Goya, sufragado en su otra parte con fondos estatales. Esta última fue elegida en el año 2000 «Acquisition of the Year» («adquisición del año») a nivel mundial por la revista Apollo de Londres, como lo sería el cuadro de Fra Angelico en 2016.

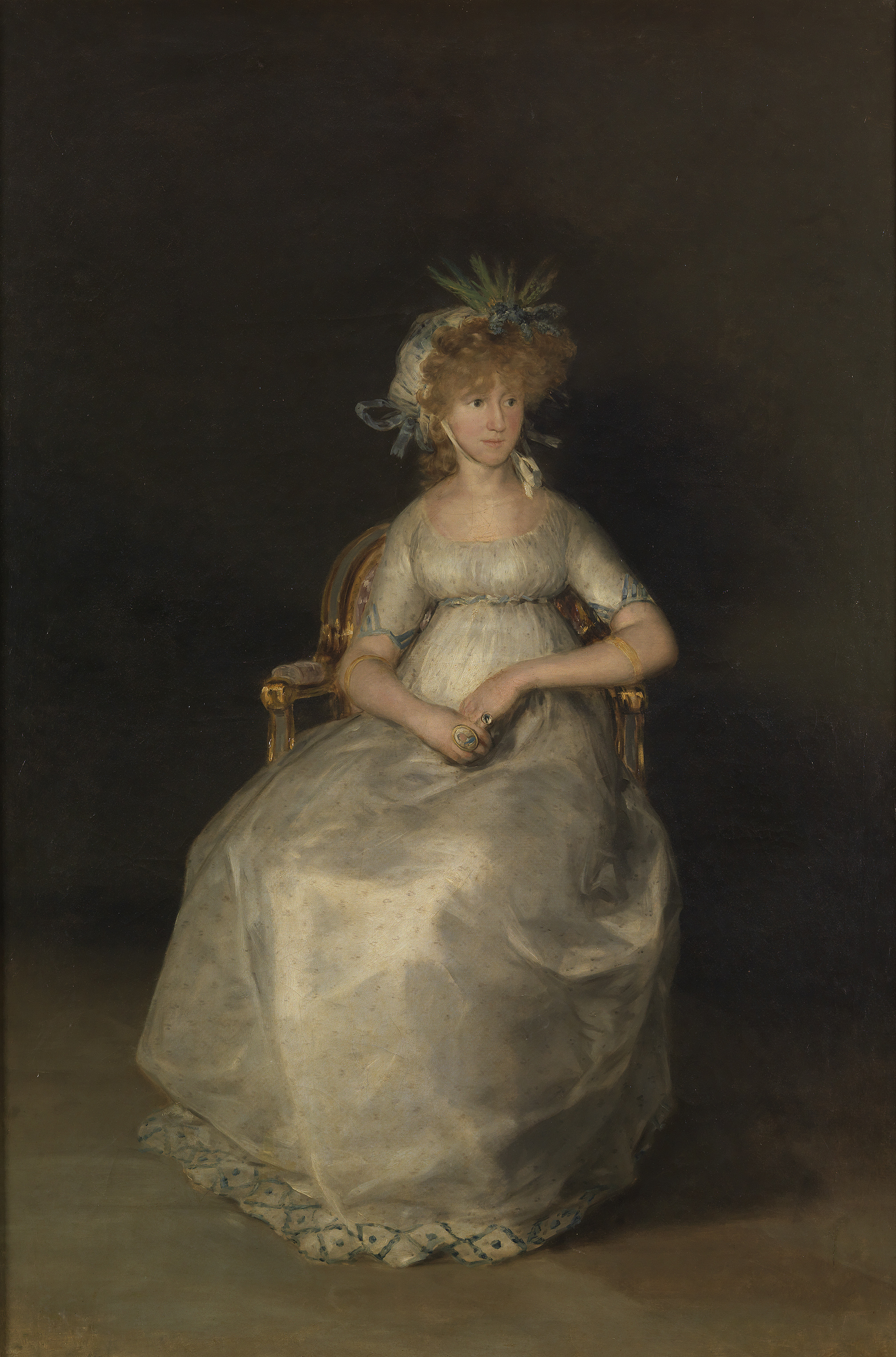
La condesa de Chinchón, de Goya, «adquisición del año 2000» a nivel mundial para Apollo Magazine

Remontándonos en el tiempo, fueron también muy sobresalientes la donación del barón Frédéric Émile d'Erlanger (1881) y los legados de Ramón de Errazu (1904), Pablo Bosch (1915) y Pedro Fernández Durán (1931), así como la donación Cambó (1941) y la de Marius de Zayas (1943). El donativo del banquero belga Emile d'Erlanger consistió en la serie de Pinturas negras de la Quinta del Sordo, finca ubicada a orillas del río Manzanares que había pertenecido al propio Goya y que d'Erlanger había adquirido en 1873, haciendo pasar a lienzo las pinturas, que habían sido ejecutadas sobre las paredes de la misma casa. Tras intentar infructuosamente venderlas en París acabó por donarlas al Prado, casi como un modo de deshacerse de ellas, al constatar que, en aquella época, no eran excesivamente apreciadas.
El mexicano de raíces españolas (vasco-navarras y andaluzas) Ramón de Errazu legó en su testamento al museo veinte óleos y cinco acuarelas de artistas del siglo XIX, entre los que destacan Mariano Fortuny y Raimundo Madrazo y los franceses Ernest Meissonier (del que además donó en 1904 el Retrato de una dama al Museo de Arte Moderno y que acabó también en el Prado al absorber los fondos decimonónicos de aquel en 1971); y Paul Baudry, del que legó La perla y la ola, uno de los desnudos más destacados de los que se pintaron en el París del Segundo Imperio, y que fue adquirido por la emperatriz Eugenia de Montijo tras ser expuesto en el Salón de 1863.
La del barcelonés Pablo Bosch fue una de las donaciones más importantes de la historia del museo. Entre las 89 obras procedentes de su colección (por la que había recibido sustanciosas ofertas del extranjero, especialmente de Alemania), destacan las piezas de pintores góticos españoles y de primitivos flamencos, además de una valiosa colección de monedas y medallas.
El legado del madrileño Fernández Durán comprendió una muy nutrida colección de dibujos, 2875, un tercio del total de los que tiene el museo, entre ellos dos debidos a la mano de Miguel Ángel, adscritos, con total seguridad, al maestro en 2003 (antes se atribuían a su escuela); y artes decorativas, así como cerca de un centenar de pinturas, entre ellas la Virgen con el Niño, de Rogier van der Weyden —también conocida como Madonna Durán— y cinco cuadros de Goya, o al menos atribuidos a él, como el célebre El coloso.
Es también muy destacable la donación de Cambó, que entregó en 1941 siete obras de su colección al Prado: tres de las cuatro tablas de La historia de Nastagio degli Onesti, de Botticelli; dos pinturas que se atribuían a Taddeo Gaddi y que ahora se asignan al Maestro de la Madonna de la Misericordia; y una de Giovanni dal Ponte (Las siete artes liberales), con la intención de suplir las carencias de primitivos italianos de la pinacoteca nacional —la otra era un Ángel músico de Melozzo da Forlì, tenida durante años por una imitación, pero que actualmente se considera una copia del siglo XV—. Aparte, había donado el año anterior al museo el Bodegón con cacharros de Francisco de Zurbarán. Por su parte, el mexicano Marius de Zayas donó en 1943 un importante conjunto de siete esculturas antiguas, que incluían una egipcia y otra mesopotámica, estas últimas depositadas desde 1979 en el Museo Arqueológico Nacional.

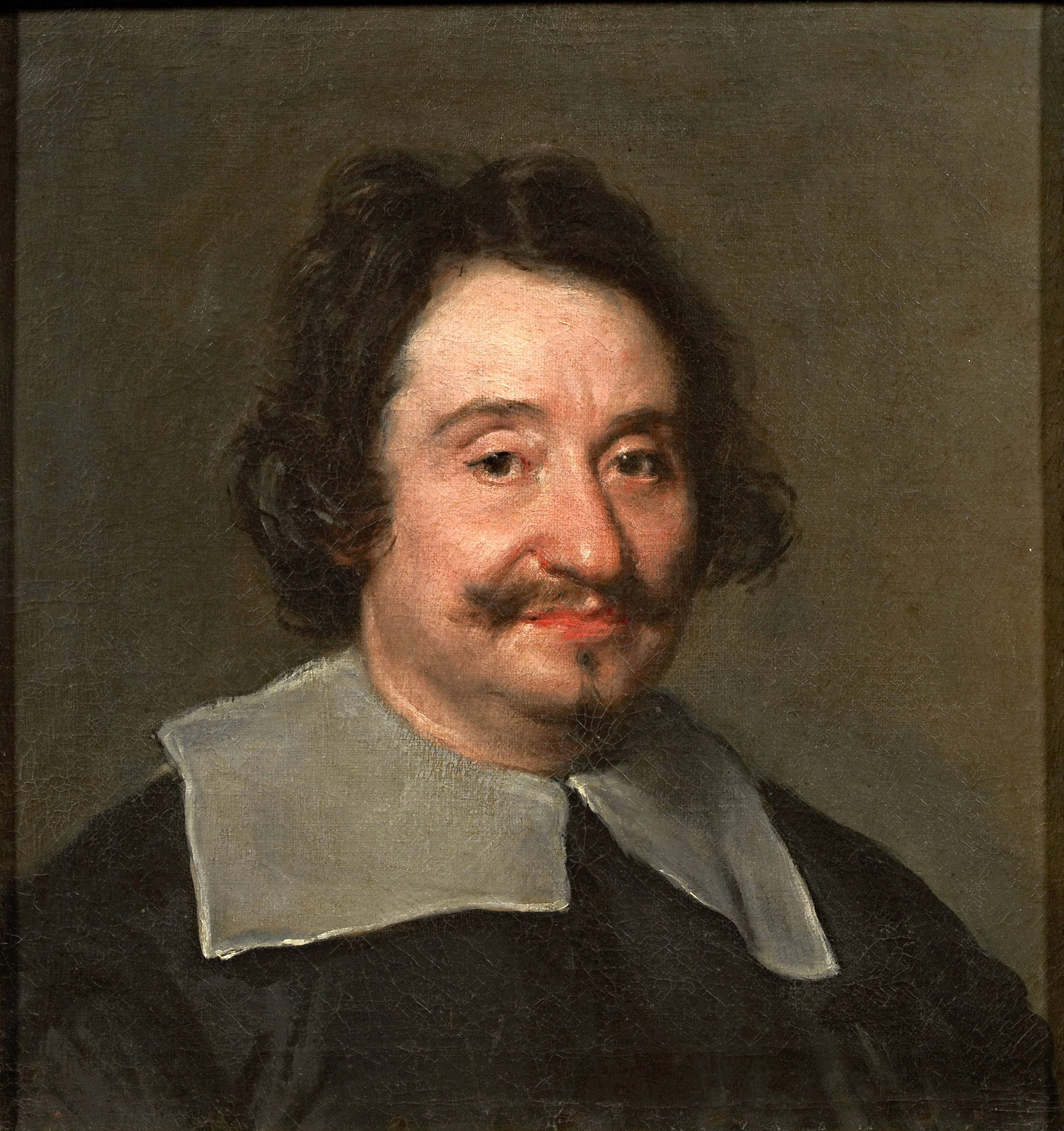
Ferdinando Brandani (antes conocido como Retrato de hombre, el llamado barbero del Papa), retrato de Velázquez comprado por el Gobierno en 2003 por veintitrés millones de €.

Otra destacada donación es la efectuada en 2013 por José Luis Várez Fisa (que ya previamente había donado sendas obras en 1970 y 1988), integrada por doce piezas medievales entre las que sobresalen dos tablas de Pedro Berruguete (San Gregorio Magno y San Jerónimo y San Ambrosio y San Agustín) y especialmente la Virgen de Tobed, tradicionalmente atribuida a Jaume Serra. Como agradecimiento el museo le ha dedicado una sala monográfica (la antigua 52A, que ha pasado a llamarse "Sala Várez Fisa", reabierta en diciembre de 2013), algo que el Prado no hacía desde los legados Ramón de Errazu, Bosch y Fernández Durán. Asimismo fue notable la realizada en 2015 por Plácido Arango, con veinticinco obras, veintiuna pinturas y la serie completa, cuatro litografías, de Los toros de Burdeos de Goya —ya en 1991 había donado otros ochenta grabados suyos, una primera edición completa de Los caprichos—, complementada al año siguiente con una pintura adicional. En ella destacan las dos obras de Pedro de Campaña (Pieter Kempeneer), pintor del que se creía que hasta entonces el Prado no poseía ningún trabajo, El sueño de San José, de Herrera el Mozo, posiblemente su mejor obra junto con El triunfo de San Hermenegildo (también del Prado), y los tres óleos de Zurbarán, en especial San Francisco en oración.
También ha aportado varias obras importantes la Fundación Amigos del Museo del Prado, la última en 2020: Aníbal vencedor contempla por primera vez Italia desde los Alpes, de Goya. Previamente había colaborado económicamente en la adquisición de la Virgen de la granada, y también ha gestionado otras incorporaciones como la de la Visita de la reina María Amalia de Sajonia al Arco de Trajano en Benevento, del italiano Antonio Joli, donada por la navarra afincada en México Lucrecia Larregui de Aramburuzabala a través de la fundación.

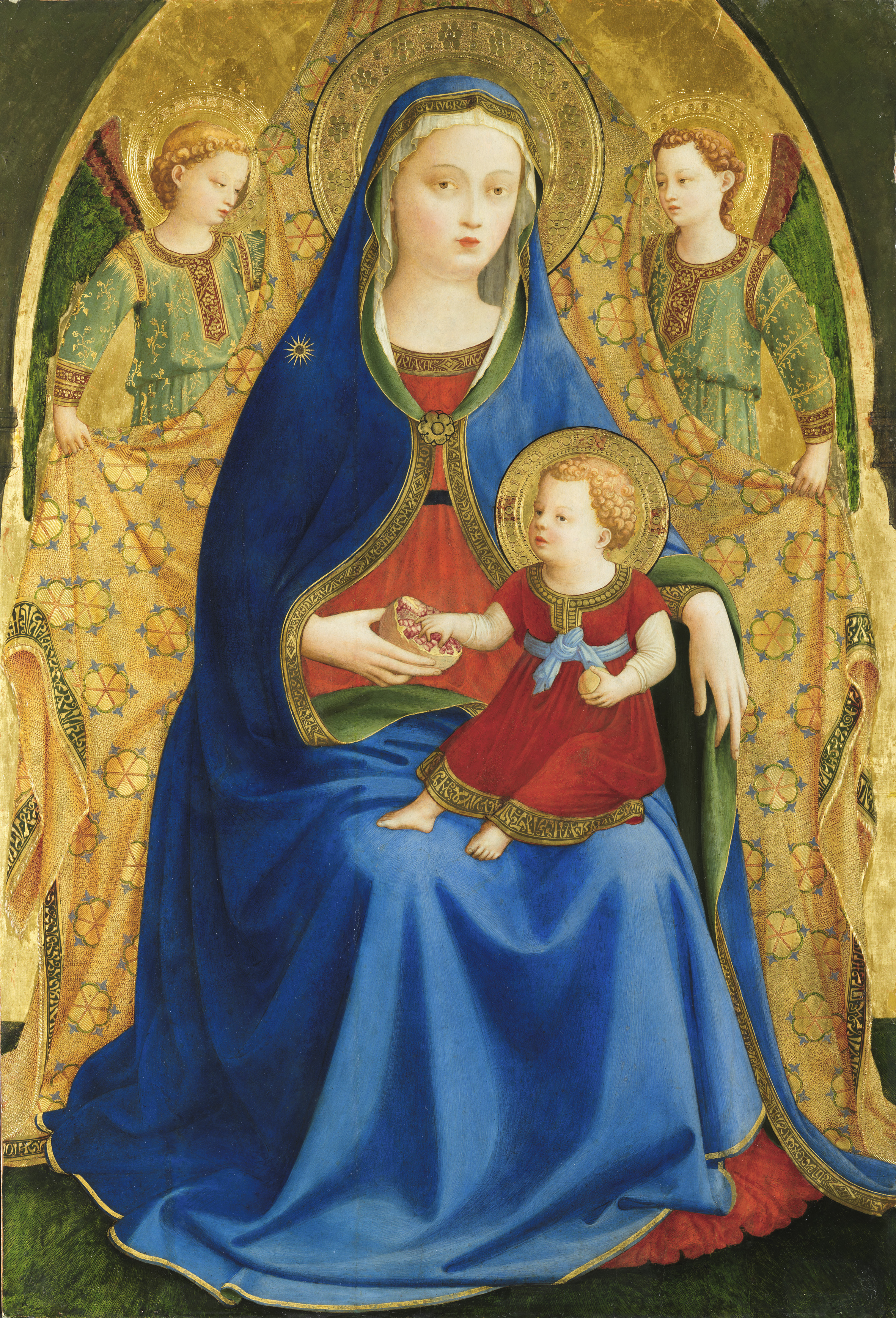
La Virgen de la granada, de Fra Angelico, la adquisición más importante del museo en los últimos años. «Apollo Acquisition of the Year Award 2016»

Con todo, quizá la obra más famosa que ingresó en el Prado en el siglo XX fue el Guernica, legado por su autor e ingresado en las colecciones en 1981. Esta pintura, que por su significado y trascendencia artística, es sin duda la pieza clave del arte contemporáneo, se exhibe hoy en el Museo Reina Sofía. Aparte de los mencionados, ha habido muchos otros legados y donaciones que han enriquecido muy considerablemente las colecciones, entre ellos los de la duquesa viuda de Pastrana, la duquesa de Villahermosa, el conde de Niebla, el conde de Cartagena, los duques de Tarifa y el marqués de Casa-Torres, por citar sólo algunos de los más importantes.
Mediante suscripción popular, a iniciativa del naviero bilbaíno Horacio Echevarrieta, se adquirió en 1919 La Virgen del caballero de Montesa, de Paolo de San Leocadio, por 100 000 pesetas (75 000 reunidas con la suscripción y el resto aportado por el Patronato del Museo). Ya en 1910 el pintor José Garnelo había organizado en su revista Por el arte una suscripción para adquirir La Adoración de los Magos de Hugo van der Goes (el Retablo de Monforte) y evitar su marcha a Alemania, pero no logró recaudar más que 76 000 pesetas de las 1 268 000 necesarias y finalmente en 1914 la extraordinaria tabla fue vendida al Kaiser-Friedrich-Museum de Berlín (aunque tras la Segunda Guerra Mundial pasó a la Gemäldegalerie). Esta modalidad de adquisición permaneció en el olvido durante casi un siglo, pero en 2018 fue reactivada —rebautizada como «micromecenazgo»—, esta vez con pleno éxito, ya que se cubrió la totalidad del importe requerido merced a la contribución de casi seis mil quinientos donantes, lo que permitió incorporar a la colección una obra del francés Simon Vouet, Retrato de niña con paloma.
Por la forma de dación (BBVA, veintiséis millones de euros, la de mayor importe realizada hasta ahora en España) entró en el Prado en el año 2006 parte de la Colección Naseiro de bodegones españoles, la mejor del mundo en su clase. De las casi cien pinturas de la colección, se incorporaron al museo cuarenta obras de diecinueve pintores diferentes, nueve de los cuales no estaban representados antes con cuadros de este género, y con ellas toda una faceta del arte español que había permanecido poco conocida para el gran público.
En cuanto a las compras con fondos propios y las adscripciones de obras adquiridas por el Estado, figuran piezas de la importancia del Retrato ecuestre del duque de Lerma, de Rubens (1969) —adquirido para celebrar el sesquicentenario (150.º aniversario) del museo—, el Retrato de Jovellanos por Goya (1974), el Retrato de la Marquesa de Santa Cruz, del mismo autor (1986), o el Retrato de Ferdinando Brandani, de Velázquez (2003). A ellas se sumó en 2010 El vino de la fiesta de san Martín, una destacada sarga al temple de cola hasta entonces desconocida del pintor Pieter Brueghel el Viejo, adquirida por siete millones de euros (de los que dos y medio fueron aportados por el Prado de sus fondos propios), y en 2012 la tabla gótica La Oración en el huerto con el donante Luis I de Orleans, comprada directamente por el museo por 850 000 euros. En enero de 2016 se compró una obra maestra de Fra Angelico, la Virgen de la granada, hasta entonces perteneciente a la colección de la casa de Alba, por dieciocho millones de euros, diez sufragados por el Ministerio de Educación, Cultura y Deporte, cuatro por la Fundación Amigos del Museo del Prado y otros tantos por el propio museo. Es una de las adquisiciones más relevantes del Prado a lo largo de su historia, por su calidad, perfecto estado de conservación y el refuerzo que supone en la colección del Quattrocento italiano. También esta compra ha merecido el reconocimiento de la revista Apollo, que le otorgó su galardón «Apollo Acquisition of the Year Award 2016».

## Secciones

### Pintura

#### Pintura española

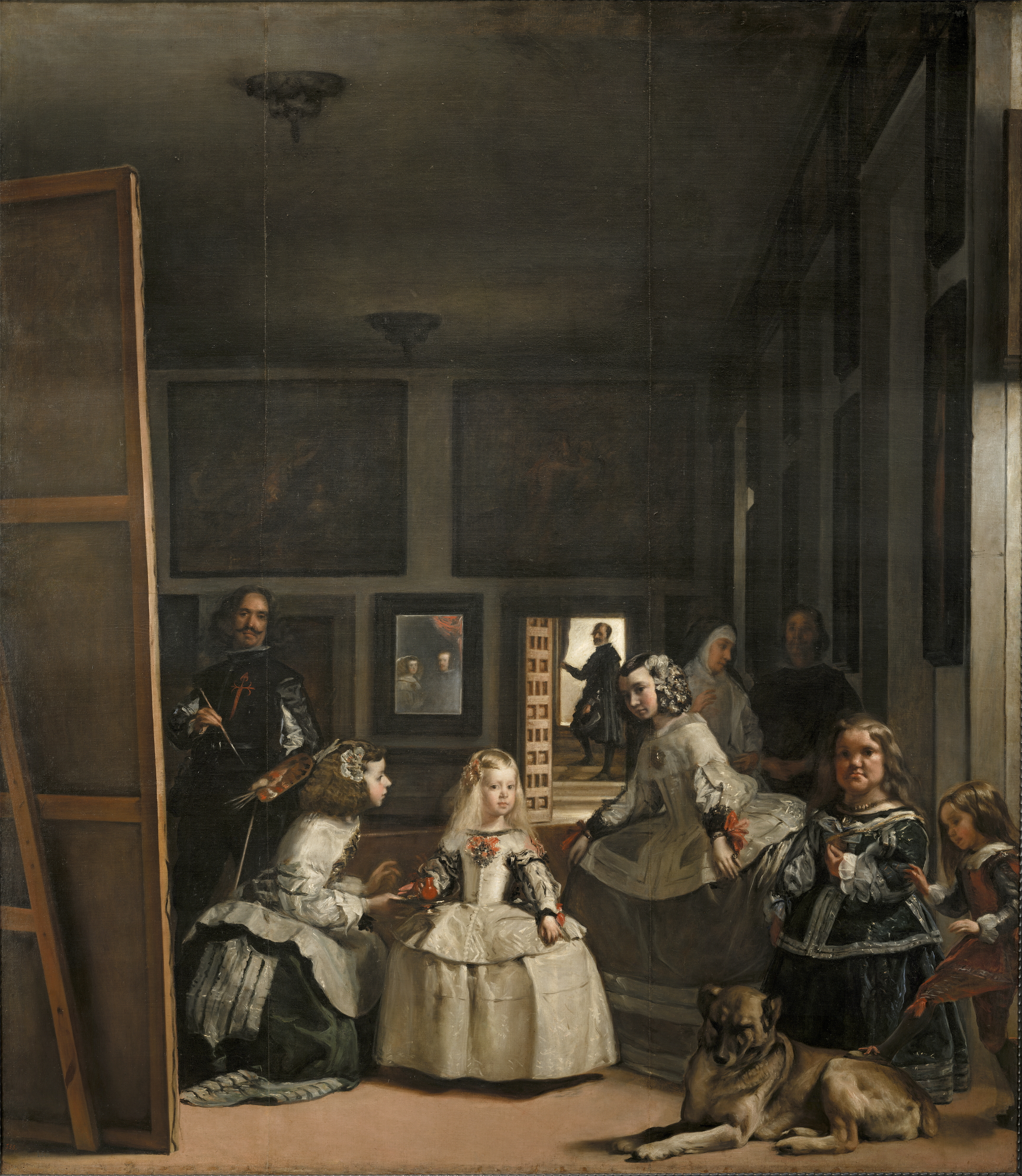
Las Meninas, de Velázquez

Con casi 4900 piezas, la sección de pintura española no solo es la más completa y nutrida del museo, constituyendo el núcleo central de sus fondos, sino que representa también la colección más importante numérica y cualitativamente que de esta escuela existe en el mundo. Cronológicamente abarca desde murales románicos del siglo XII hasta los primeros años del siglo XX.

Sus riquísimas colecciones incluyen pintura gótica, desde maestros anónimos a autores como Juan Rodríguez de Toledo, Nicolás Francés, Pedro Berruguete y los hispano flamencos Diego de la Cruz, Juan de Flandes y Fernando Gallego y en el ámbito de la Corona de Aragón Jaume Serra, Lluís Borrassà, Jaume Huguet, Pere Lembrí, Miguel Ximénez, Bartolomé Bermejo, Martín Bernat, Rodrigo y Francisco de Osona, Joan Reixach o Jacomart; el Renacimiento español, representado por Pedro Machuca, Alonso Berruguete, Juan de Juanes, Fernando Yáñez de la Almedina, Hernando Llanos o Juan Correa de Vivar; y el manierismo, con Luis de Morales, Blas de Prado, Pedro de Campaña y el protagonismo absoluto del Greco, del que se exhibe el grupo de obras más numeroso de cuantos existen, incluidas algunas de las más relevantes.
El período de mayor brillantez de la pintura española, el Barroco, cuenta con excelentes ejemplos de prácticamente todos los autores y géneros del momento, como Zurbarán, Ribera, Murillo, Juan de Valdés Leal, Maíno, Alonso Cano, Carreño, Ribalta, José Antolínez, Antonio de Pereda, Francisco Rizi, Herrera el Mozo, Juan Sánchez Cotán, Claudio Coello y, por encima de todos ellos, el gran maestro de la pintura hispana, Velázquez, el «rey» del museo en palabras del crítico francés del XIX Athanase-Louis Torterat, conde Clément de Ris, del que se expone una colección sin parangón en el mundo, integrada por la mayoría de sus obras maestras.
Del siglo XVIII, destaca la extensísima colección de Goya, que comprende todos los períodos y facetas de su arte, con un total de ciento treinta y tres pinturas, algunas de autoría discutida, a las que suman otras tres recibidas en depósito. Relevantes son también los bodegones de Luis Meléndez y la variada colección de Luis Paret, considerado el mejor pintor español de estilo rococó.

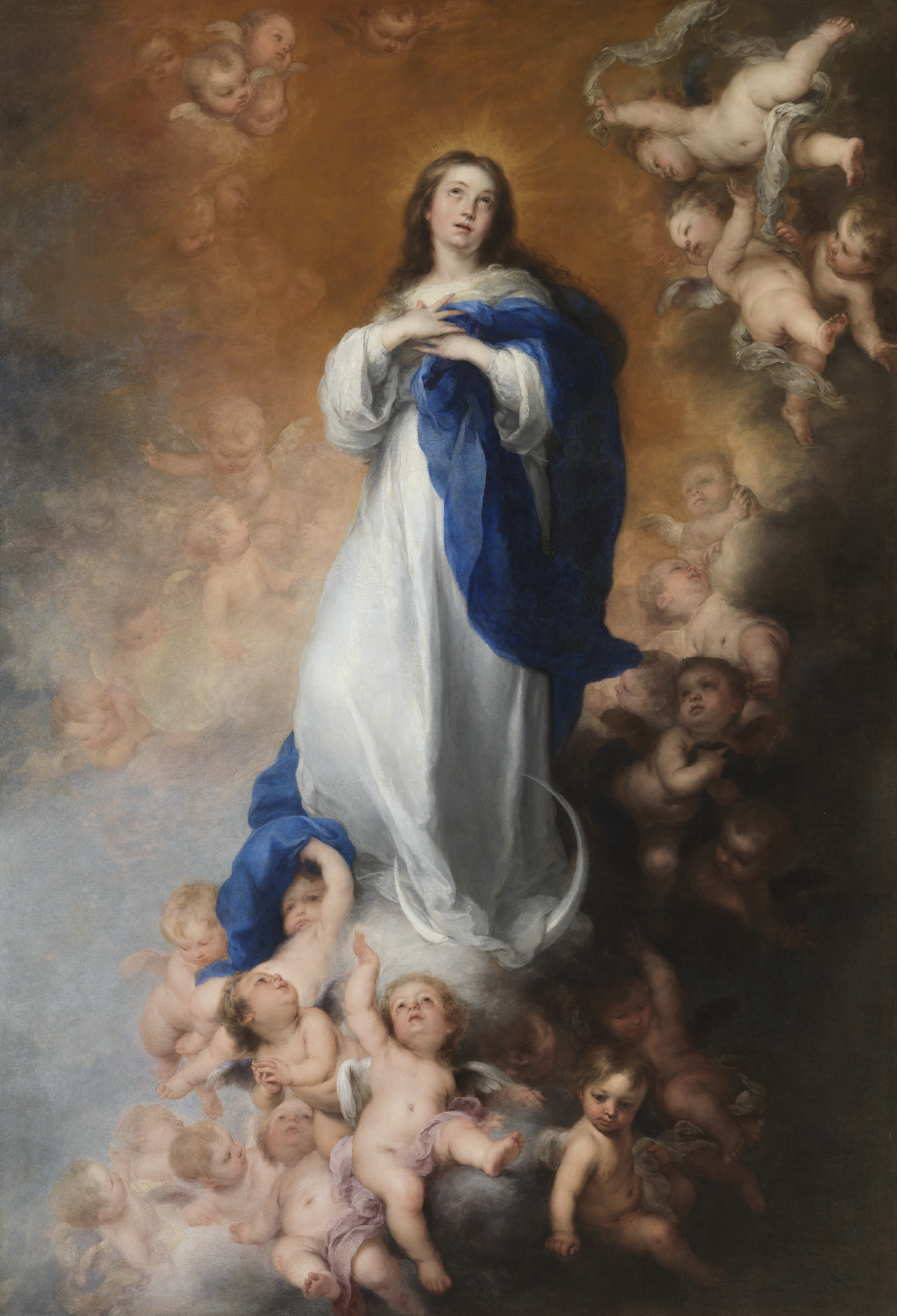
La Inmaculada Concepción de los Venerables, 1678, por Bartolomé Esteban Murillo

La colección de pintura del siglo XIX está delimitada por las figuras de Goya y Picasso. Con algunas excepciones, se considera que forman parte de ella las obras de los autores fallecidos a partir de 1828, año de la muerte del fuendetodino, mientras que las de aquellos nacidos a partir de 1881, año del alumbramiento del malagueño, fueron adscritas al MNCARS por el Real Decreto 410/1995, de 17 de marzo. El Catálogo general de pintura del siglo XIX en el Museo del Prado, de 2015, recogía un total de dos mil seiscientos noventa registros, incluidos los exiguos fondos de escuelas extranjeras.
El proceso de puesta en valor de esta colección culminó con la apertura en octubre de 2009 de doce salas en el edificio Villanueva, que acogían ciento setenta y seis piezas de este periodo (incluidas algunas de artistas de otros países). Una de ellas, la 60, designada como «Sala de presentación de colecciones del siglo XIX», es rotatoria, salvo durante un breve período tras la reordenación que se hizo en 2021, en que fue una sala más de la colección permanente. Aunque es común que se repita que se muestran por primera vez desde 1896 integradas con el resto de la colección, lo cierto es que desde 1905, en que se expusieron por primera vez las obras del legado Ramón de Errazu, el Prado siempre colgó algunas pinturas españolas del siglo XIX en el contexto de su colección. Junto a Goya se expuso tradicionalmente obra de Vicente López y existió una sala destinada a pinturas de la familia Madrazo (José, Federico y Raimundo), Esquivel (Antonio María) y Ferrant, entre otros. Solo durante doce años, los que mediaron entre el cierre del Casón y la apertura de las salas en el Edificio Villanueva (1997-2009), la pintura del siglo XIX quedó invisible en las salas del Prado (con la excepción de la exposición inaugural de la ampliación, en 2007).
Entre las últimas adquisiciones que han enriquecido la colección española destacan las compras de La condesa de Chinchón, de Goya (2000), y Ferdinando Brandani, de Velázquez (2003). Por otro lado, las dos mayores debilidades de la colección, la pintura medieval y los bodegones, han sido paliadas en parte en los últimos tiempos, especialmente la segunda, gracias principalmente en el caso de la primera a la donación Várez Fisa (2013) (a la que se une el depósito por el duque del Infantado del retablo de los Gozos de Santa María), y la otra a la compra parcial de la colección Naseiro (2006), a la que se suman algunas adquisiciones puntuales que han permitido incorporar a importantes bodegonistas hasta entonces ausentes, como la del Bodegón de caza, hortalizas y frutas, de Sánchez Cotán (1991), y la del Bodegón con granada y uvas, de Juan de Zurbarán (2015), así como reforzar subgéneros pobremente representados, como el de los bodegones con figuras del siglo XVII (Vendedores de frutas, de Jerónimo Jacinto Espinosa (2008), La gallinera, de Alejandro de Loarte (2011), o Pícaro de cocina, de Francisco López Caro (2015, donación Arango)).

#### Pintura italiana

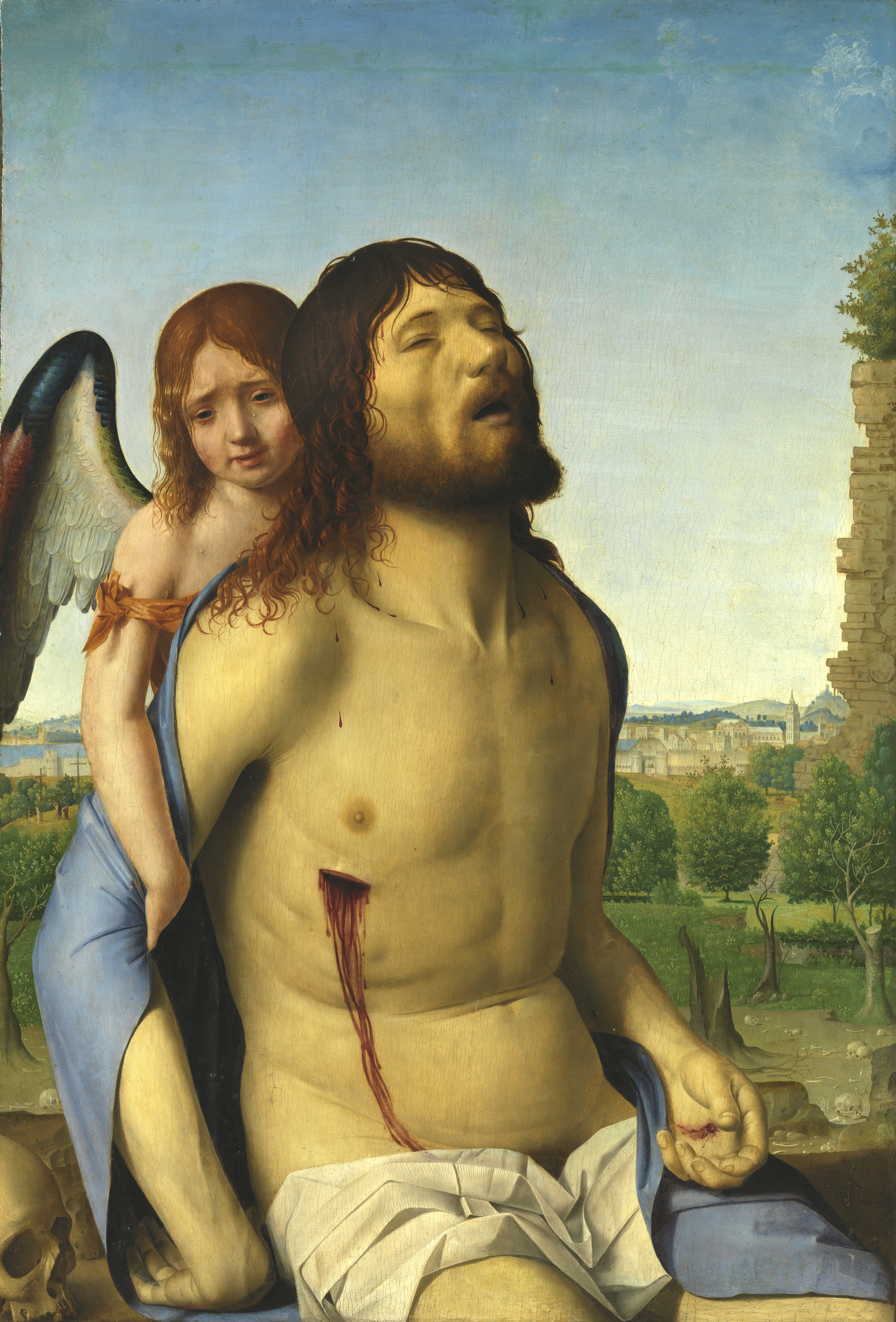
Cristo muerto, sostenido por un ángel, 1475-1476, de Antonello da Messina

La colección de pintura italiana consta de más de mil obras y es sin duda uno de los grandes atractivos del museo, aun cuando adolezca de ciertas lagunas, sobre todo en lo referido a obras anteriores al siglo XVI. A pesar de que ya en tiempos de Juan II de Castilla la literatura italiana tuvo gran influencia en España, las novedades en el campo de las artes plásticas llegaron con retraso, siendo su presencia hasta el siglo XVI muy escasa. Ello fue debido en gran parte a la predilección tanto del propio rey como de su hija, Isabel la Católica, por la pintura flamenca, y es la causa de que la colección de primitivos italianos del museo sea muy reducida.
Son muy escasas, de este modo, las obras correspondientes al Trecento, y al Quattrocento, aunque buena parte de ellas son de gran calidad. El núcleo más importante lo componen las obras adquiridas a lo largo de la historia de la institución, desde La Anunciación de Fra Angelico, que el entonces director del Prado, Federico de Madrazo, consiguió en 1861 que el Monasterio de las Descalzas Reales cediera al museo a cambio de una copia ejecutada por él mismo; hasta las incorporadas en fechas recientes. La colección experimentó un notable incremento gracias a la donación Cambó, que incluyó dos tablillas dedicadas a la vida de san Eloy del Maestro de la Madonna della Misericordia (que Cambó adquirió como originales de Taddeo Gaddi), otra de Giovanni dal Ponte y, sobre todo, tres de las cuatro tablas de La historia de Nastagio degli Onesti de Botticelli.
El otro núcleo, mucho más reducido, corresponde a las obras procedentes de la Colección Real española, donde sobresale el Tránsito de la Virgen de Andrea Mantegna. El resto de obras corresponden a autores como Francesco Traini, de quien es una Virgen con el Niño, la cual era el único ejemplo de pintura italiana anterior a 1450 dentro de la Colección Real.
A pesar de que la colección del museo ofrece un panorama limitado del arte italiano anterior a 1500, sí se precia de poseer auténticas obras maestras de tan importante capítulo de la Historia del Arte. Aparte de las piezas de Mantegna, Botticelli, o el excelente Cristo muerto, sostenido por un ángel de Antonello da Messina, adquirido en 1965, el conjunto más valioso lo constituyen las tres obras de Fra Angelico: una pequeña predela de un retablo dedicado a la vida de san Antonio Abad, y dos de sus mejores obras: La Anunciación y La Virgen de la granada. La incorporación de esta última en 2016 reforzó de forma sobresaliente el conjunto de obras del Quattrocento italiano y situó a la institución como un punto importante para el conocimiento de la obra del pintor. Asimismo, hay dos obras de Amico Aspertini y su hermano Guido (El rapto de las sabinas y La continencia de Escipión), un tríptico y una Virgen con el Niño de Antoniazzo Romano, una Virgen con el Niño entre dos santas de Giovanni Bellini, aunque con amplia participación de taller, un San Antonio Abad meditando, de Giovanni Agostino da Lodi, y un San Francisco de Asís de Francesco Francia, adquirido en 2021.
La pintura del Cinquecento inicia el gran periodo de la pintura italiana en el Prado con algunas obras capitales de Rafael y su taller, especialmente de Giulio Romano y Giovanni Francesco Penni. El museo es una de las instituciones con mayor número de pinturas de los últimos años de producción del maestro, incluyendo obras tan relevantes como Retrato de cardenal, la Virgen del pez, El Pasmo de Sicilia, o la Sagrada Familia con san Juan, llamada «la Perla» por Felipe IV, quien la consideró la pintura más preciada de su colección. La nutrida colección de obras de este artista (ocho pinturas, entre las autógrafas y las realizadas en mayor o menor parte por sus discípulos) da cuenta del prestigio del que disfrutaba en España, donde sus obras eran enormemente apreciadas y demandadas. Una de las lagunas más importantes del Prado es la carencia de ejemplos autógrafos de Leonardo da Vinci. Se cuenta con dos pinturas de su seguidor Bernardino Luini y otras dos de Giampietrino, aunque sin duda la obra más cercana al maestro es la singular copia de la Gioconda. Oculto su fondo de paisaje durante décadas por un repinte negro, en 2012, tras su estudio y restauración, se determinó que había sido realizada de forma paralela y simultánea al original por uno de los discípulos del maestro. Otros nombres señalados de la plástica renacentista presentes con obras importantes son Sebastiano del Piombo, Dosso Dossi, Correggio, Andrea del Sarto y Federico Barocci, autores en el tránsito al Manierismo, apenas representado por un puñado de obras de Parmigianino, Bronzino o Francesco Salviati.

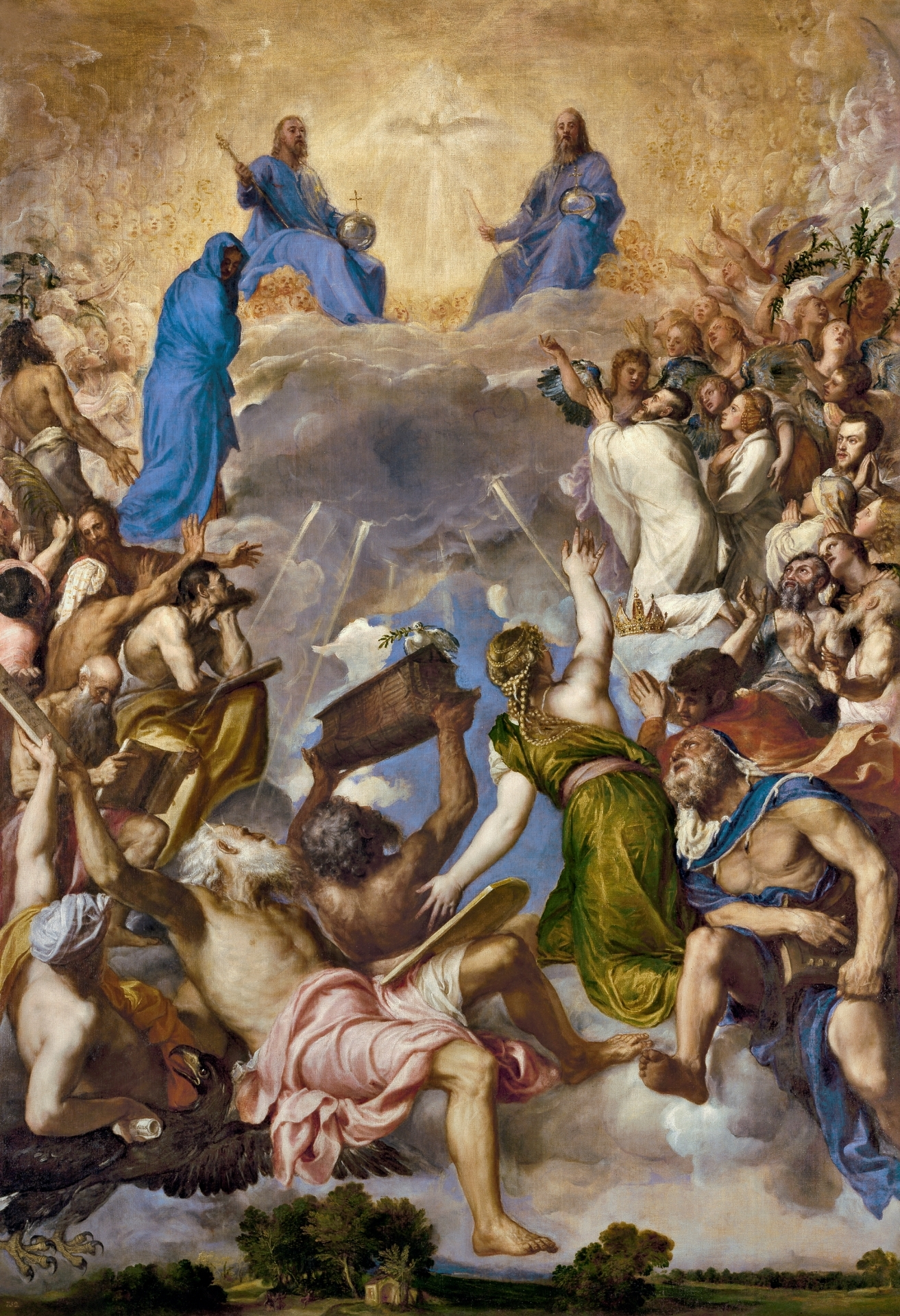
Tiziano, La Gloria, h. 1551-1554. Óleo sobre lienzo, 346 x 240 cm

Mención aparte merece la pintura veneciana del XVI, con amplísima presencia hasta el punto de constituir la mejor colección de la misma fuera de Italia. El artista central de la escuela, Tiziano, era el pintor favorito de Carlos V y Felipe II y, aunque varias de sus obras permanecen en el Monasterio de El Escorial, la representación en el Prado del cadorino supera las treinta pinturas. Para los primeros Habsburgo compuso algunas de sus obras maestras, como el Retrato ecuestre de Carlos V en Mühlberg o las poesie (poesías). Esta serie constaba de seis obras, aunque hubo otras dos que aparentemente nunca fueron enviadas, Medea y Jasón y Acteón destrozado por los perros. De ellas, la única que sigue en España es la del Prado, Venus y Adonis. Otros maestros como Tintoretto, Veronés, Lorenzo Lotto, Bonifazio Veronese, Palma el Joven, Moroni, Bernardino Licinio, Jacopo Bassano y sus hijos Francesco y Leandro, e incluso algunos precursores como Vincenzo Catena, están asimismo representados en la colección.
La pintura barroca italiana constituye uno de los núcleos más compactos del Prado, por la variedad de artistas y la calidad de las obras que podemos admirar. Las dos grandes tendencias pictóricas de la época, el tenebrismo y el clasicismo boloñés, cuentan con buenas colecciones, en cuanto a la primera comenzando por el iniciador Caravaggio (David vencedor de Goliat) y sus seguidores, como Orazio Gentileschi (Moisés salvado de las aguas), su hija Artemisia Gentileschi, Giovanni Battista Caracciolo (conocido como Battistello), Giovanni Serodine o Bernardo Cavallino. La presencia del clasicismo boloñés es asimismo nutrida, con cuadros de Annibale Carracci (Venus, Adonis y Cupido, Asunción de María), Domenichino, Guido Reni (Hipómenes y Atalanta), Guercino, Giulio Cesare Procaccini, Alessandro Turchi y Giovanni Lanfranco. Incluso la tendencia del barroco decorativo cuenta con un singular ejemplo de Ciro Ferri (La Natividad , para cuyo soporte utilizó una pasta vítrea llamada venturina y que ha sido recientemente restaurada) y el excelente grupo de obras de Luca Giordano, que trabajó en España para el rey Carlos II. A todo lo señalado cabe añadir los ejemplos de otros importantes autores barrocos, como Francesco Furini, Salvatore Rosa, Orazio Borgianni, Michelangelo Cerquozzi, Mattia Preti, Andrea Sacchi, Carlo Maratta, Massimo Stanzione, Andrea Vaccaro, Bernardo Strozzi o Alessandro Magnasco.
La figura de Giambattista Tiepolo cierra el sugestivo capítulo de la pintura italiana en el Prado, junto a otros artistas que como él llegaron a España para decorar el nuevo Palacio Real de Madrid, como su hijo Giandomenico y Corrado Giaquinto. Todos ellos cuentan con una estimable, en calidad y cantidad, representación. Tristemente, faltan ejemplos de vedutistas como Canaletto y Francesco Guardi, bien representados en el vecino Museo Thyssen-Bornemisza, aunque el Prado sí posee ejemplos de Antonio Joli, Gaspare Vanvitelli (Caspar van Wittel) y Francesco Battaglioli. Y dentro del campo del capricho arquitectónico (vedute ideate), un grupo de pinturas de Giovanni Paolo Pannini así como una de Leonardo Coccorante.

#### Pintura flamenca

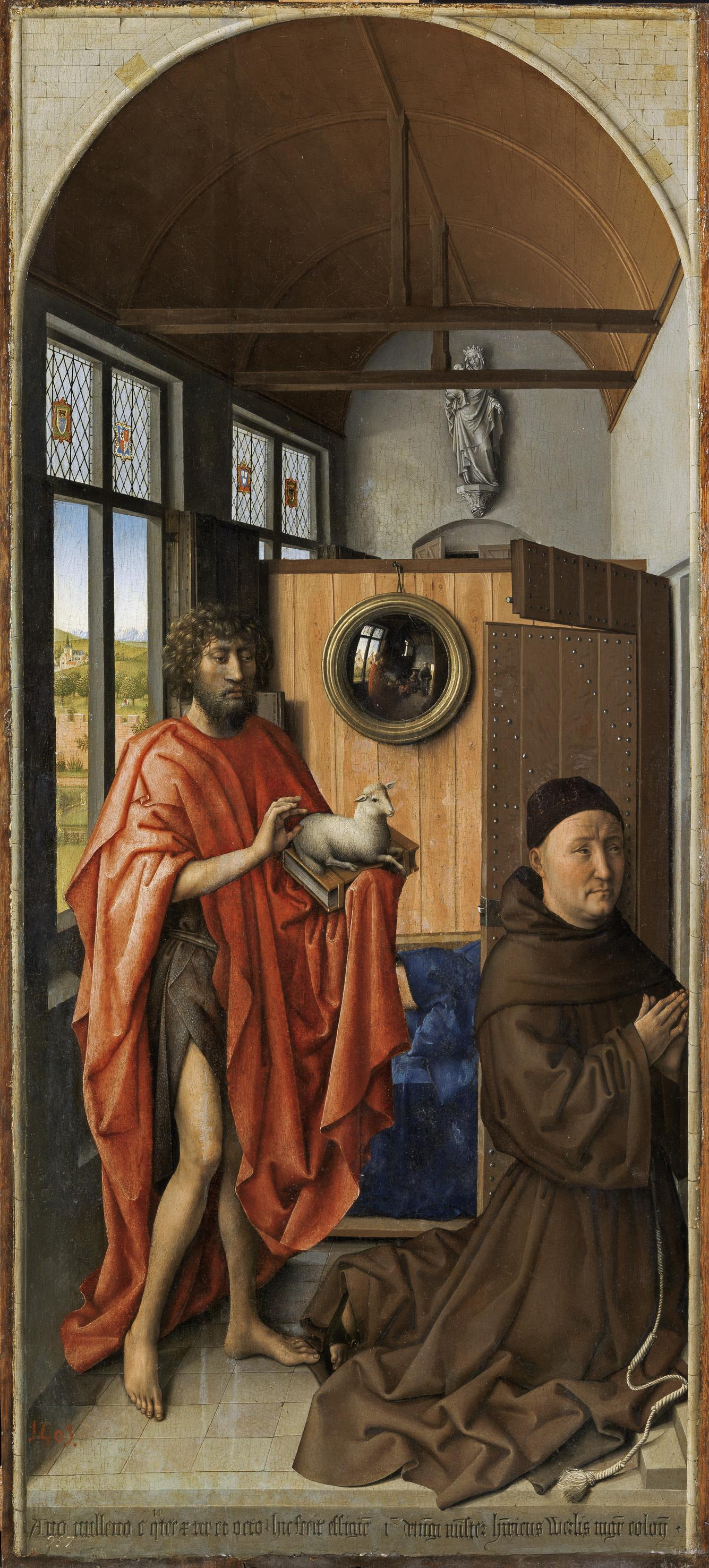
San Juan y el maestre Enrique de Werl, 1438, obra atribuida a un seguidor del Maestro de Flemalle.

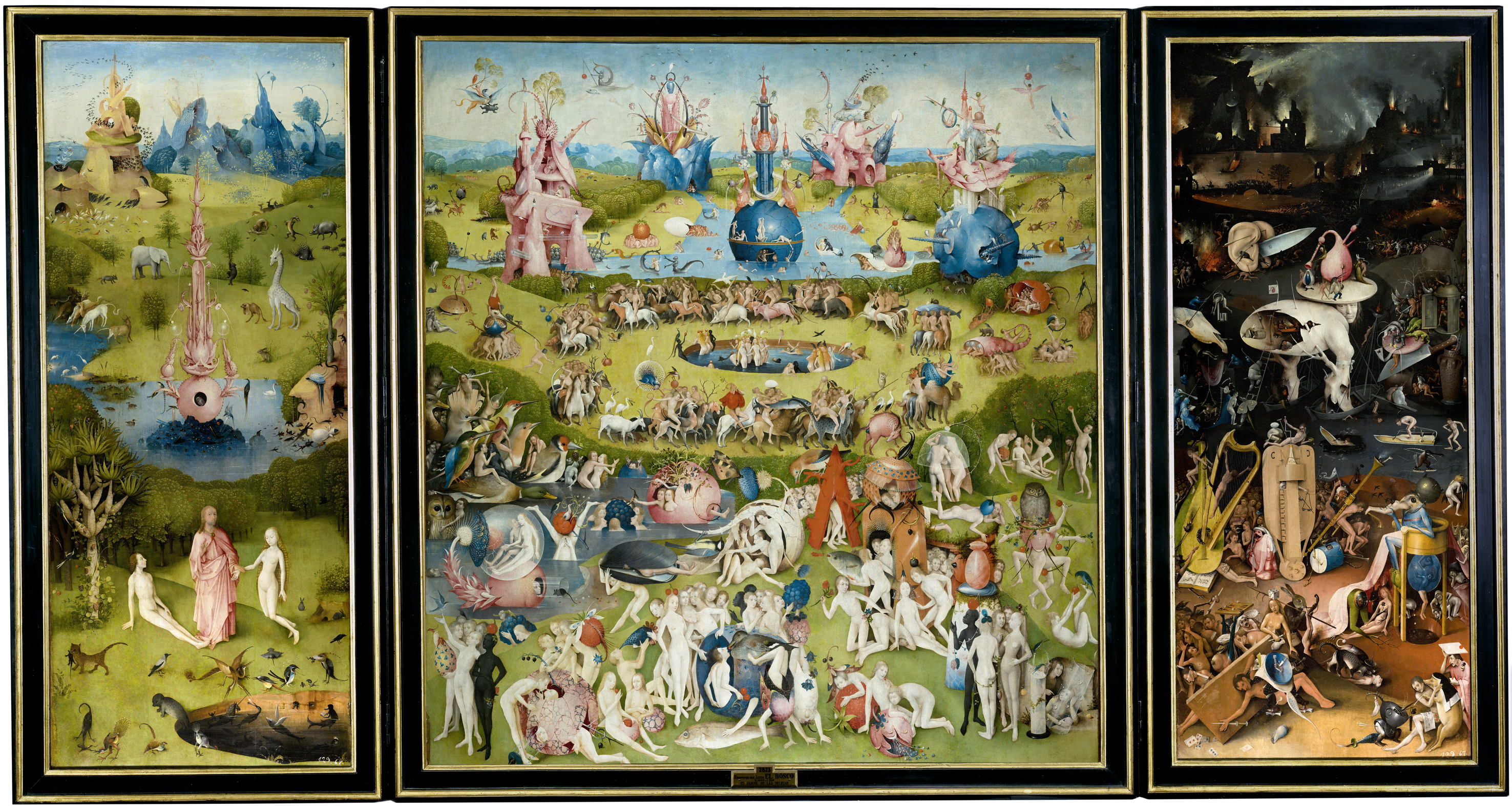
El Jardín de las Delicias, de el Bosco

La sección de pintura flamenca es la tercera del museo, tanto por cantidad (más de mil obras), como por calidad, solo por detrás de la española y casi al nivel de la italiana. Al igual que en el caso de ambas, gran parte de sus fondos proviene de la Colección Real. Comprende por un lado representantes de la pintura neerlandesa temprana, los mal llamados primitivos flamencos, como el Maestro de Flemalle, Van der Weyden (El descendimiento de la cruz, Madonna Durán), Dieric Bouts, Petrus Christus y Hans Memling (tríptico de La Adoración de los Magos). También hay que señalar dos obras de autor anónimo: La Fuente de la Gracia, realizada en el entorno de Jan van Eyck, y Calvario con los santos Jerónimo, Santiago, María Magdalena y Catalina, con familia de donantes arrodillados, atribuido al círculo de Hugo van der Goes. El museo expone además la mejor colección a nivel mundial de el Bosco, que incluye tres de sus obras capitales: los trípticos de El jardín de las delicias, El carro de heno y la Adoración de los Magos. Proceden de la colección personal de Felipe II, tan aficionado a este pintor, que ordenó comprar cuantas obras suyas se pudiese.
Igualmente sobresalientes son las pinturas de Joachim Patinir, Marinus van Reymerswaele y Anthonis Mor van Dashorst (Antonio Moro) (las mayores colecciones de estos artistas), así como las dos de Pieter Brueghel el Viejo (El triunfo de la Muerte y El vino de la fiesta de san Martín), y otras de Gerard David, Jan Gossaert, Ambrosius Benson, Jan van Scorel, Quentin Metsys, Pieter Coecke van Aelst y Michel Coxcie.
La colección del siglo XVII supera las seiscientas obras, lo que hace de ella una de las mejores colecciones de pintura barroca flamenca del mundo, a la que tan solo se puede comparar quizá la del Museo de Historia del Arte de Viena. El Prado posee la más importante colección de Rubens, con unas noventa pinturas (la cifra concreta varía según las fuentes, puesto que la autoría de algunas de las obras está en discusión) y algunos dibujos. Felipe IV le encargó decenas de cuadros para decorar sus palacios y además fue el principal comprador en la almoneda realizada a su muerte con las obras que poseía en su estudio. El hecho de que muchas de las pinturas del Prado fueran un encargo directo de quien era el rey de uno de los países más poderosos de Europa en aquella época (además de su propio soberano) ha redundado por otra parte en que la ejecución de las mismas sea de una gran calidad media, contándose un buen número de ellas entre sus obras maestras. El museo tiene también más de veinticinco ejemplos de van Dyck, varios de Jacob Jordaens (incluyendo su Autorretrato con su familia), cuatro de los escasos bodegones de Clara Peeters y la serie de Los Cinco Sentidos pintada en colaboración por Jan Brueghel el Viejo (Brueghel de Velours) y Rubens. Los arropa un generoso muestrario de paisajes, escenas de caza, bodegones y demás temas de género de autores como Peter Snayers, Sebastian Vrancx, Joos de Momper, Alexander Adriaenssen, Osias Beert, Paul de Vos, Frans Snyders y Jan Fyt, así como un conjunto (acaso el mayor del mundo) de David Teniers el Joven, del que se exponen cerca de veinticinco obras. En cambio, la representación de los caravaggistas flamencos es muy corta, apenas dos obras de Theodoor Rombouts y sendas de Louis Finson, o Ludovicus Finsonius, Nicolas Régnier, Gerard Seghers y Adam de Coster.

#### Pintura francesa

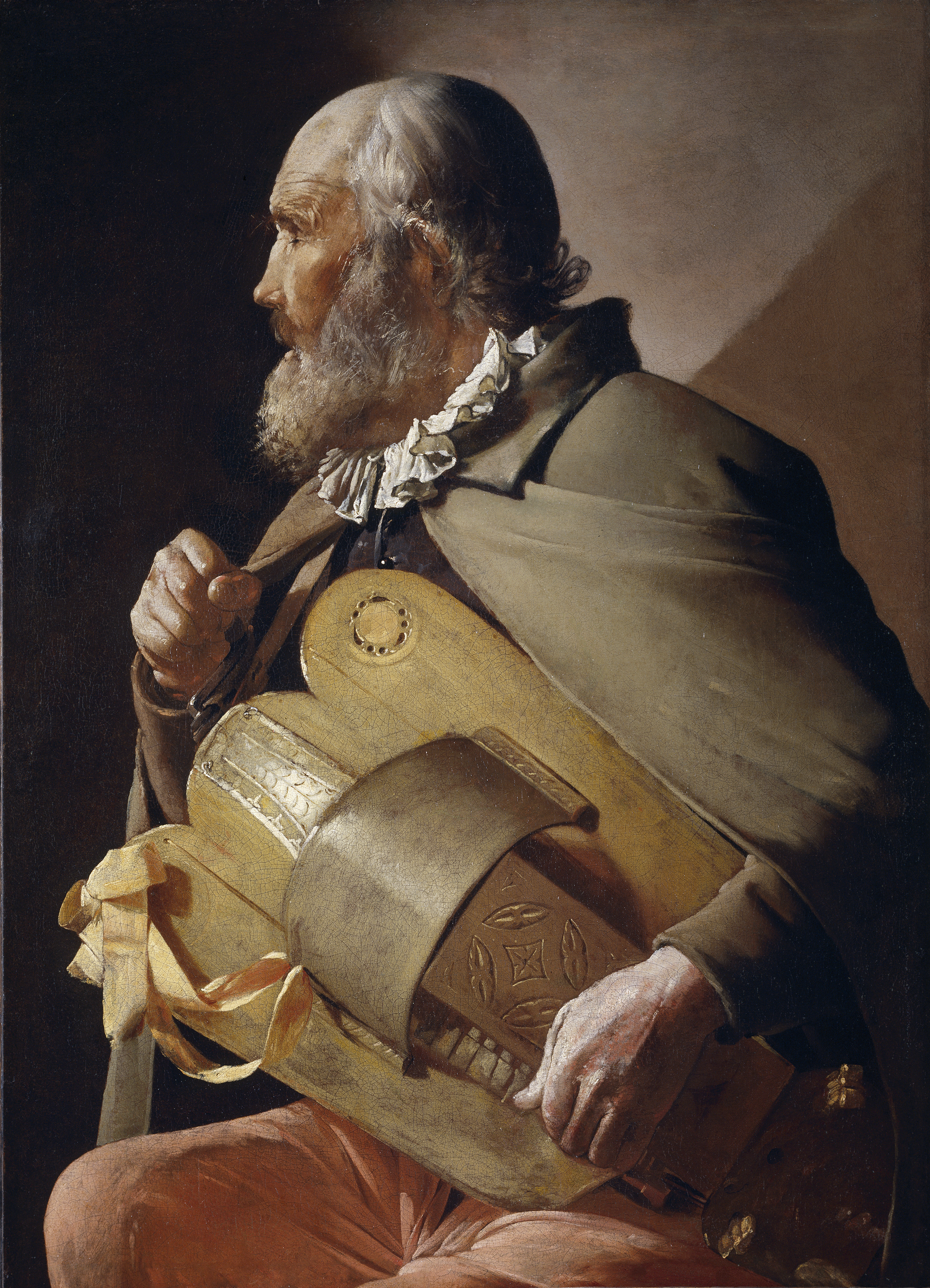
Ciego tocando la zanfonía, de Georges de La Tour, 1610—1630 (legado Villaescusa)

Es la cuarta escuela nacional más extensamente representada, con más de trescientas pinturas, aunque a mucha distancia de las tres anteriores. Como en el caso italiano y flamenco, aquí las circunstancias históricas también ejercieron gran influencia, y la casi permanente beligerancia entre España y Francia a lo largo de los siglos XVI y XVII restringió los intercambios artísticos entre ambos países, a lo que se unieron las diferencias de gustos imperantes en cada uno de ellos.
Apenas existen ejemplos anteriores a 1600, aunque entre ellos figura una destacada tabla fechada entre 1405 y 1408, de autor anónimo, tal vez Colart de Laon, adquirida en mayo de 2012: La Oración en el huerto con el donante Luis I de Orleans. Los siglos XVII y XVIII cuentan por su parte con obras magistrales de Poussin, como El Triunfo de David y El Parnaso; de Claudio de Lorena se conserva un conjunto de paisajes sobresalientes, destacando también tres pinturas de Simon Vouet y cuatro de Sébastien Bourdon. El tenebrismo cuenta con ejemplos llamativos de Georges de La Tour, Nicolas Tournier y Valentin de Boulogne. Retratistas de los Borbones españoles, como Jean Ranc, Louis-Michel van Loo y Michel-Ange Houasse, así como de los Borbones franceses, como Hyacinthe Rigaud y Antoine-François Callet, tienen presencia junto a maestros rococós como Antoine Watteau, François Boucher y Auger Lucas, y los pintores de paisajes Hubert Robert, Claude Joseph Vernet y Jean Pillement.
La colección de pintura francesa del Museo del Prado es sin duda uno de los aspectos de las colecciones menos estudiados hasta ahora. Existe un importante número de obras neoclásicas, entre ellas una de Merry-Joseph Blondel y varias de pintores por ahora desconocidos del entorno de J.-L. David que han de ofrecer en el futuro gratas sorpresas, además de una apreciable cantidad de ejemplos de los discípulos franceses de J. A. D. Ingres. Entre los fondos de la primera mitad del siglo XIX se incluye también un retrato de Carlos X de Francia por François Gérard. Hay asimismo obras de gran interés más modernas, de la segunda mitad del siglo, como los dos retratos femeninos de Ernest Meissonier, algo muy raro dentro de su producción, una famosa pintura de desnudo de Paul Baudry, La perla y la ola, que perteneció a la emperatriz Eugenia de Montijo, un retrato de Félix-Henri Giacomotti, dos de Carolus-Duran, cuatro óleos de Léon Bonnat y un Paisaje atribuido a Alfred Sisley. Y, ya de principios del siglo XX, un retrato de Paul Chabas y un paisaje de Henri Martin.

#### Pintura alemana

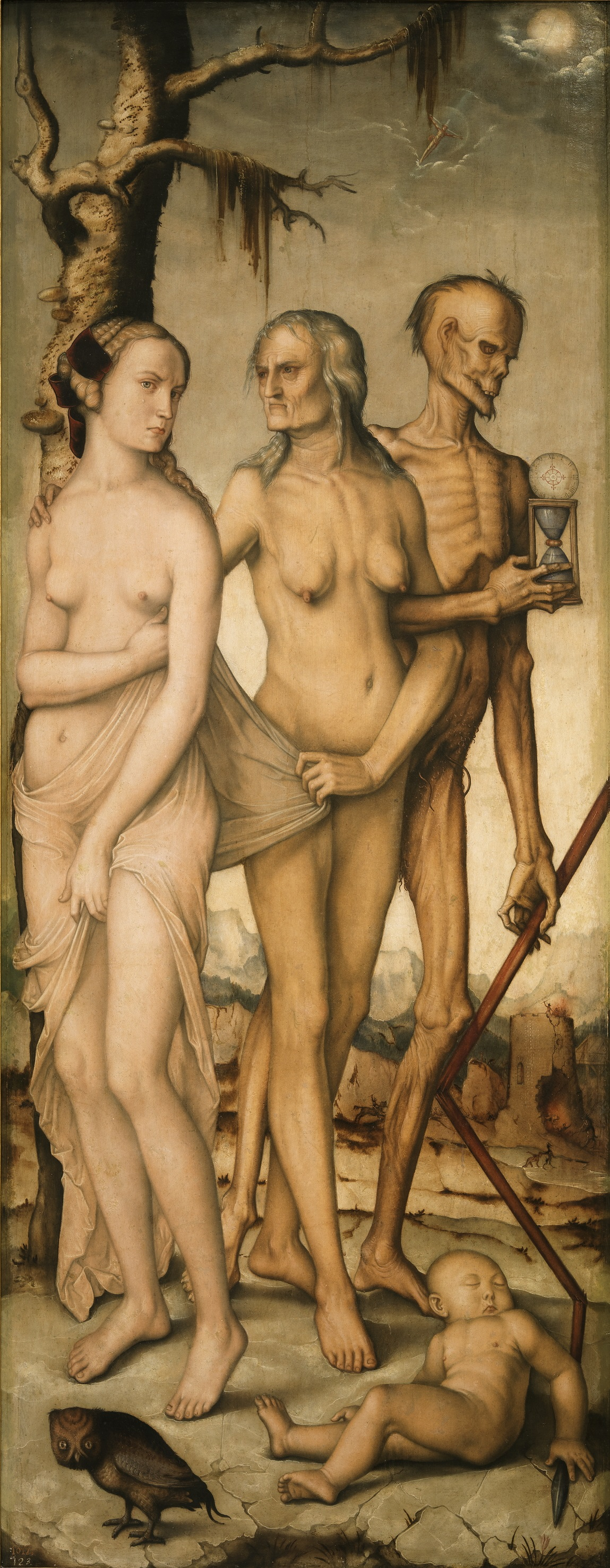
Las Edades y la Muerte, de Hans Baldung

Pocas son las obras de pintura alemana conservadas en el Prado e históricamente en España en general (hasta la llegada de la colección Thyssen). A pesar de la fuerte relación de los Habsburgos españoles con el Sacro Imperio Romano Germánico, la mayoría de los monarcas hispanos se decantaron por otro tipo de pintura. A causa de ello esta colección es reducida en número, aunque de gran calidad.
Destaca sobre todo el grupo de cuatro obras maestras de Alberto Durero, entre ellas su icónico Autorretrato con guantes de 1498 y la pareja de tablas de Adán y Eva. Del resto de obras, descuellan una Virgen con el Niño Jesús, san Juanito y ángeles y dos curiosas escenas de cacería, las tres de la mano de Lucas Cranach el Viejo (además, en 2001 se adquirió un Retrato de Juan Federico "el Magnánimo" que se creía autógrafo de Cranach, pero posteriormente considerado obra de taller); dos alegorías muy importantes de Hans Baldung Grien, Las tres edades y la Muerte y La Armonía o Las tres Gracias, una pequeña pintura de Adam Elsheimer, Ceres en casa de Hécuba, y ya del siglo XVIII, un nutrido grupo de obras, veintinueve (una de atribución dudosa), de Anton Raphael Mengs, que fue nombrado Primer Pintor del rey Carlos III y trabajó en la Corte entre 1761 y 1769 y de 1774 a 1776. Fundamentalmente se trata de retratos de la Familia Real (o de su entorno, como el Retrato de José Nicolás de Azara, adquirido en 2012), aunque también hay un autorretrato, el Retrato del padre jesuita Francesco Pepe y algunas obras de asunto religioso. A ellos se suma una única pieza de Angelica Kauffmann: Anna von Escher van Muralt, ingresada en 1926 con el legado Luis de Errazu; un San Sebastián, de Gottlieb Schick, donado en 2015 por Pablo de Jevenois, y un retrato de la infanta Paz de Borbón por Franz von Lenbach, donado por el Ayuntamiento de Madrid.

#### Pintura neerlandesa

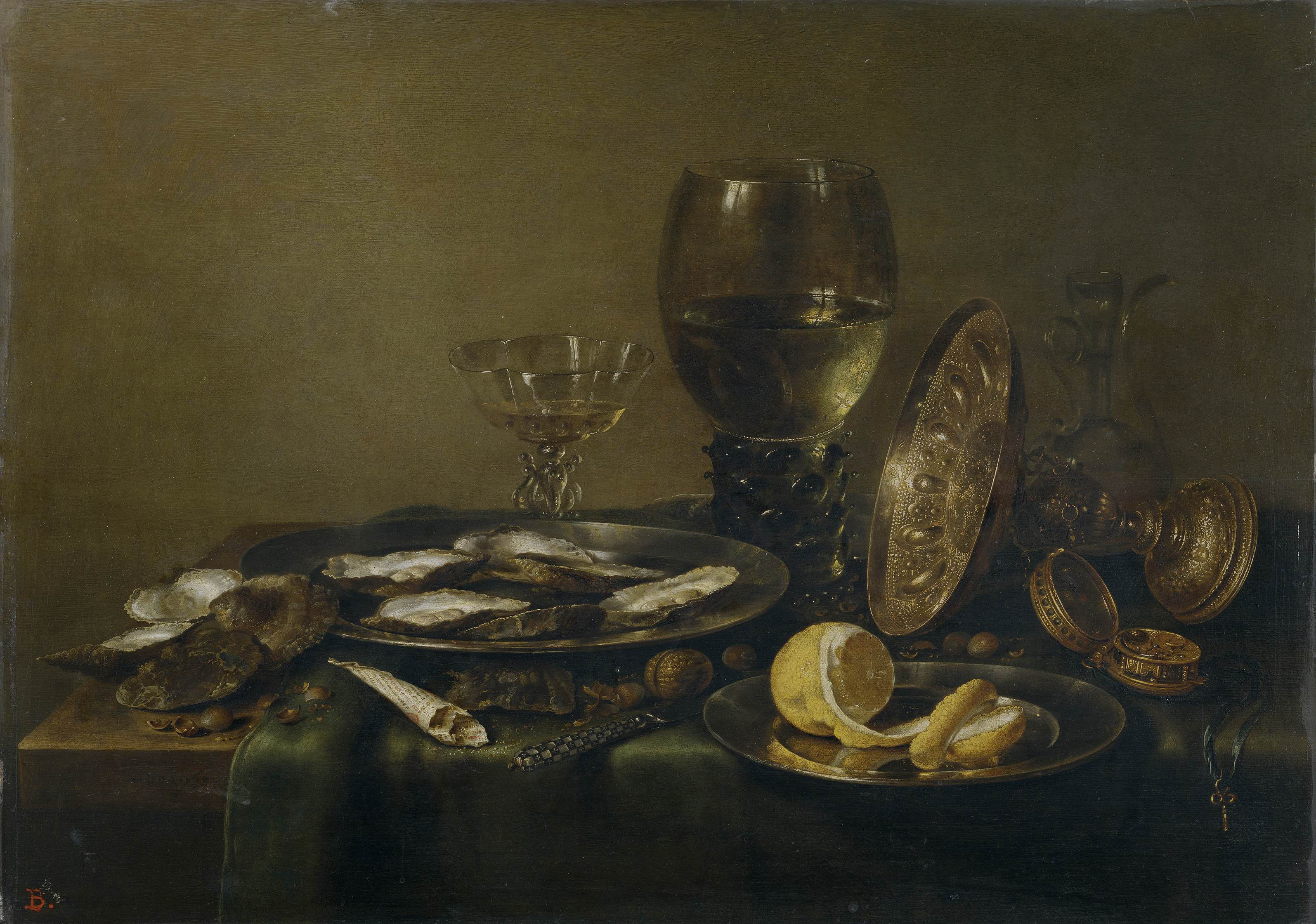
Bodegón con vasos de cristal y limón, de Willem Claesz. Heda (legado Fernández Durán)

La continua hostilidad (en muchas ocasiones guerra abierta) entre España y las Provincias Unidas tras la separación de éstas en 1581 dificultó extraordinariamente la llegada a España de pintura del siglo XVII de dicho país, el período de mayor esplendor de esta escuela, a lo que contribuyó además el rumbo tomado por la pintura neerlandesa tras la independencia, buscando un estilo propio que se apartaba y en muchos casos era incluso antagónico del ideal clasicista, lo que hizo que durante largo tiempo no resultara del gusto de los coleccionistas, no solo de España, sino también de otros países en los que el arte clásico seguía teniendo gran vigencia, como Francia e Italia. Así, mientras los coleccionistas españoles se inclinaban mayoritariamente por obras religiosas y mitológicas, en los Países Bajos tuvieron un gran auge los géneros del paisaje, las marinas, los bodegones y las escenas costumbristas, adquiridos por una burguesía que deseaba de ese modo expresar su identificación con su tierra y con su estilo de vida. Todo ello redundó en que la colección del Museo del Prado no sea especialmente extensa, faltando además en ella nombres fundamentales como Johannes Vermeer y Frans Hals. La mayor parte de las obras que posee el Prado proceden de la Colección Real y casi todas fueron adquiridas ya en el siglo XVIII, especialmente por parte de Felipe V y su segunda esposa, Isabel de Farnesio.
La pintura neerlandesa cuenta con cien obras, casi todas del siglo XVII, entre las que destaca un importante cuadro de Rembrandt: Judit en el banquete de Holofernes, antes identificado como Artemisa recibiendo las cenizas de Mausolo o como Sofonisba recibiendo la copa de veneno. Se trata de una de las obras maestras del periodo temprano de Rembrandt, que parece retratar a su mujer Saskia en la figura femenina principal.
El fondo neerlandés incluye también un bodegón de Pieter Claesz y tres de Willem Claesz. Heda, los cuatro procedentes del legado Fernández Durán, y obras del también bodegonista Jan Davidszoon de Heem, un raro ejemplo de este género de Gabriël Metsu, tres escenas de pequeño formato de Leonaert Bramer, un retrato de Gerard ter Borch, varias obras del costumbrista Adriaen van Ostade, el claroscurista Mathias Stomer, los paisajistas Herman van Swanevelt y Simon de Vlieger, los italianizantes Salomon de Bray y Jan Both y una importante serie de Philips Wouwerman. Esta colección ha sido objeto de una exposición y de la publicación del primer catálogo razonado de la misma en diciembre de 2009.

#### Pintura británica

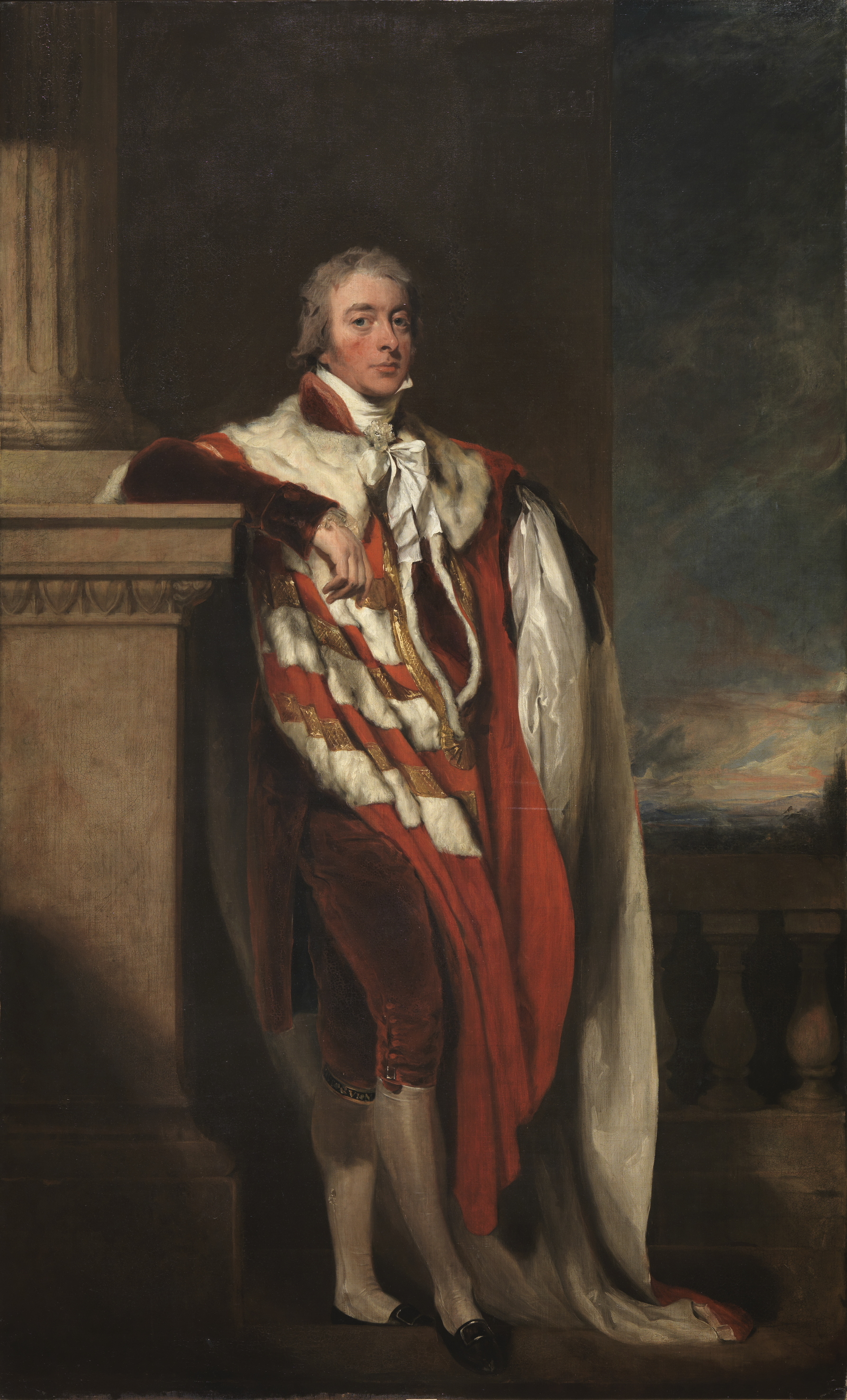
John Fane, X conde de Westmoreland, c. 1806, de Thomas Lawrence

La histórica rivalidad entre España y el Reino Unido, que arranca en el siglo XVI con la subida al trono de Isabel I de Inglaterra y su definitiva separación de la Iglesia de Roma, no contribuyó precisamente a facilitar la adquisición de obras de arte británicas por la Monarquía española. De tal modo que, a diferencia de las colecciones que posee la institución de las demás escuelas pictóricas, en las que muchas de las piezas —incluido el grueso de las obras maestras— proceden de la Colección Real, en la sección de pintura británica ninguno de los trabajos tiene tal origen. Todos ingresaron mediante donaciones, legados, una herencia, y, sobre todo, compras, realizadas especialmente en las décadas centrales del siglo XX. La ausencia de aporte de la Colección Real y la falta de interés en esta escuela por parte de la cúpula del museo —a pesar, por ejemplo, de la influencia que ejerció en un artista capital para el Prado como es Goya—, salvo en la etapa de Fernando Álvarez de Sotomayor y Francisco Javier Sánchez Cantón, ha resultado en que esta colección sea muy breve, tan solo treinta y una obras (además de otras dos de atribución dudosa) de veinte pintores (o veintidós). Además es de escasa variedad, puesto que la gran mayoría son retratos realizados entre la segunda mitad del siglo XVIII y la primera del XIX, y está constituida por piezas de cierta calidad pero poco representativas, excepto en el caso de las de Thomas Lawrence.
Está compuesta por obras fechadas en la segunda mitad del siglo XVIII y en el siglo XIX, salvo la ejecutada por Cornelius Johnson van Ceulen (Cornelis Janssens van Ceulen), de la primera mitad del XVII. Faltan en ella Joseph Wright of Derby, el destacado renovador William Hogarth y el visionario William Blake, así como los grandes nombres del paisajismo inglés (Turner, Constable), pero sí hay en cambio algunos ejemplos de la obra de los principales retratistas. En la nómina figuran, aparte del citado Lawrence, Thomas Gainsborough, Joshua Reynolds, George Romney, Francis Cotes, Henry Raeburn y John Hoppner, entre otros. Por otro lado, cuenta con cuatro vistas de distintos puntos de España del pintor del romanticismo David Roberts, que fueron adquiriéndose a lo largo del pasado siglo. Finalmente, del prerrafaelismo, ya en la época victoriana, el museo tiene un espectacular lienzo del neerlandés afincado en el Reino Unido Lawrence Alma-Tadema, Escena pompeyana o La siesta, que ingresó en 1887 por donación de Ernest Gambart.

#### Otras escuelas
Más reducida aún, apenas testimonial, es la presencia de pinturas del resto de las escuelas: hispanoamericana (más de una veintena, pero depositadas en el Museo de América), filipina, sueca (Adolf Ulrik Wertmüller, August Franzén, Bernhard Österman), danesa (Eberhard Keil -Monsù Bernardo-), estadounidense, centroeuropea... Respecto a la escuela portuguesa, pese a la cercanía geográfica y a la estrecha relación entre las monarquías española y lusa, especialmente en tiempos de los primeros Habsburgo, la presencia de pinturas de aquel país es ínfima, reduciéndose a seis obras, casi todas del siglo XIX o principios del XX. Las piezas más destacadas son las dos del siglo XVI, los óleos Catalina de Austria, reina de Portugal, como Santa Catalina (única obra firmada que se conoce de Domingo Carvalho) y El rey don Sebastián de Portugal, de Cristóvão de Morais (en España también llamado Cristóbal de Morales).

### Pintores representados
Ningún museo o colección en el mundo supera al Prado en cuanto a la representación de los siguientes artistas:
- Velázquez (48 pinturas, de las poco más de 120 catalogadas, entre ellas casi todas sus obras capitales).[80]
- Goya (133 pinturas, incluyendo casi todos sus cartones para tapices). Es el artista del que posee un mayor número de obras.[141] También se conserva una gran colección de dibujos, grabados y correspondencia.
- Ribera (51 pinturas, incluyendo muchas de sus obras maestras; y numerosos dibujos y bocetos).
- Bartolomé Esteban Murillo (55 pinturas —algunas atribuidas—, además de dibujos).
- El Greco (36 pinturas y dos esculturas).
- Luis de Morales (28 pinturas)[142]
- Zurbarán (unas 32 pinturas, algunas de dudosa atribución).
- Maíno. El museo posee el mejor conjunto de obras de este artista (con un total de 14), al que dedicó una exposición antológica en 2009.
- Eduardo Rosales. Veintiséis pinturas y ciento siete dibujos.[143]

- Tiziano (40 pinturas).
- Luca Giordano (más de 80 pinturas).
- Rubens (casi cien obras, algunas pintadas a dúo con otros artistas).
- David Teniers 'el Joven' (más de 50 pinturas).
- Jan Brueghel 'de Velours' (48 pinturas, algunas de ellas en colaboración con otros artistas flamencos).
- El Bosco (6 obras, incluidas algunas de sus obras capitales).
- Patinir (4 pinturas, entre ellas algunas de sus obras maestras).
- Antonio Moro (15 pinturas).[144]
- Juan Fernández el Labrador, uno de los más destacados bodegonistas españoles, del cual posee cinco obras de las 13 suyas que se conocen.[145]

### Dibujos, estampas y fotografías

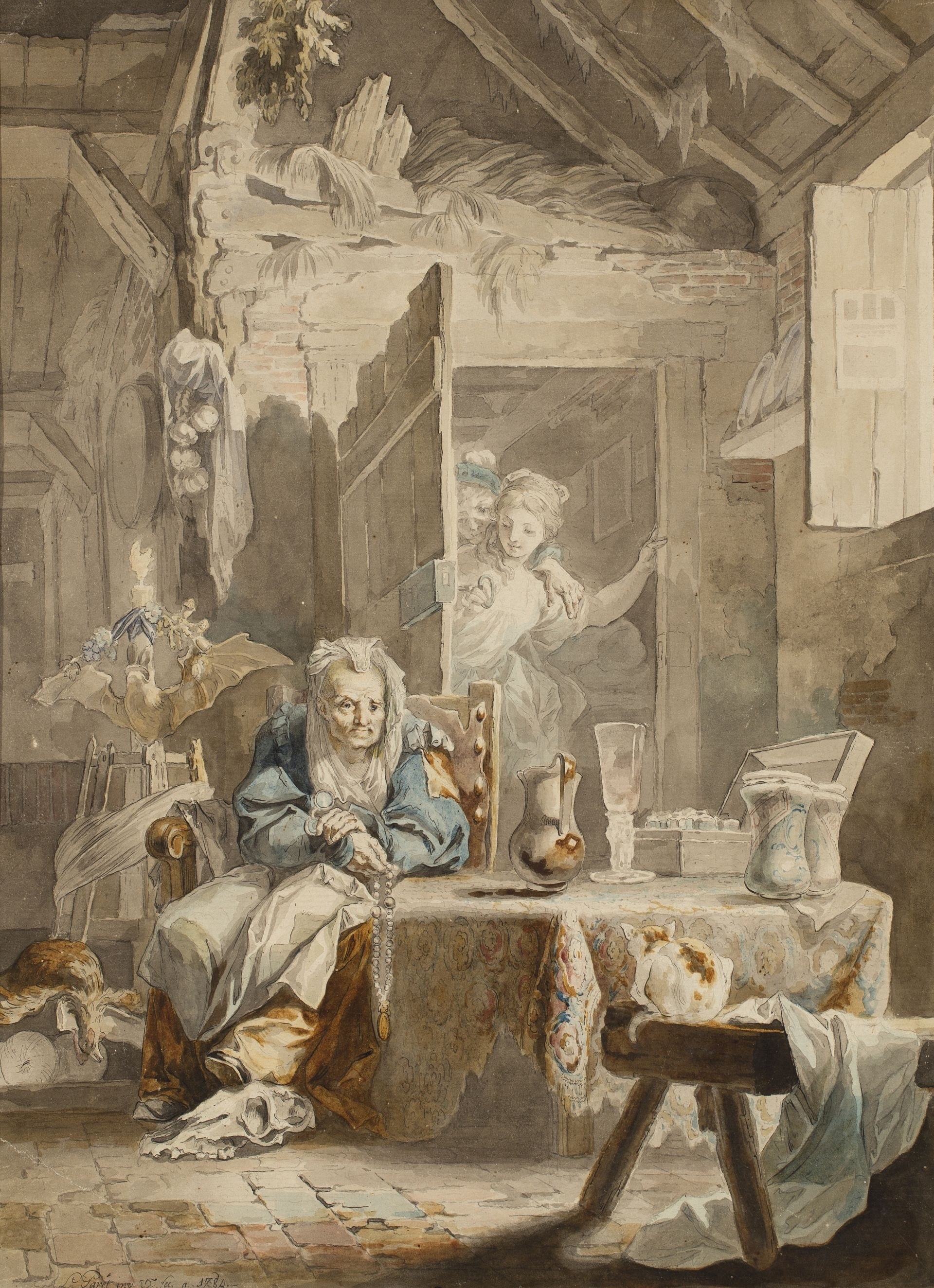
Una celestina y dos amantes, acuarela de 1784 de Luis Paret, considerada la más bella de todo el siglo XVIII español.

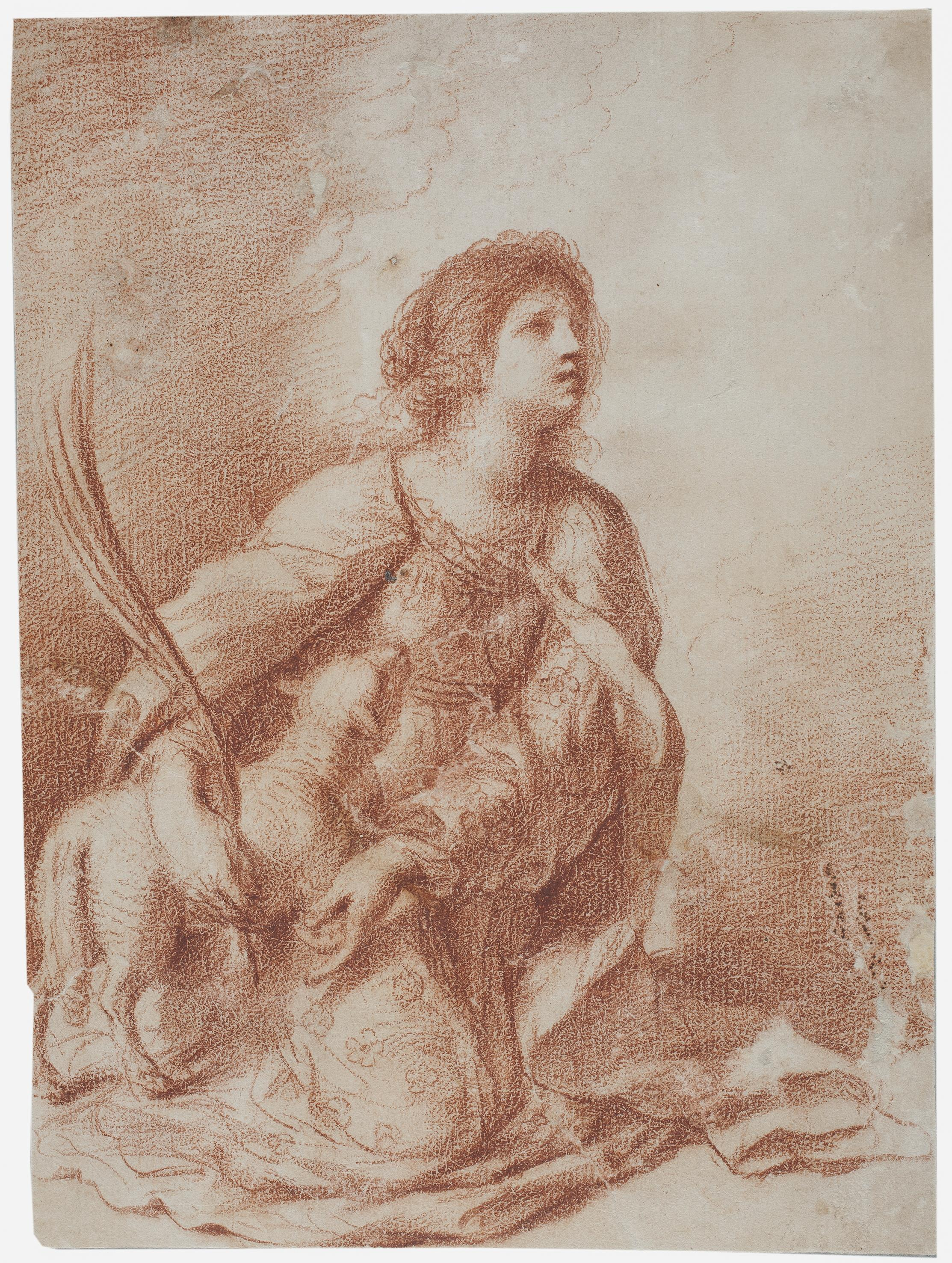
Santa Inés, 1650-1660, sanguina de Guercino

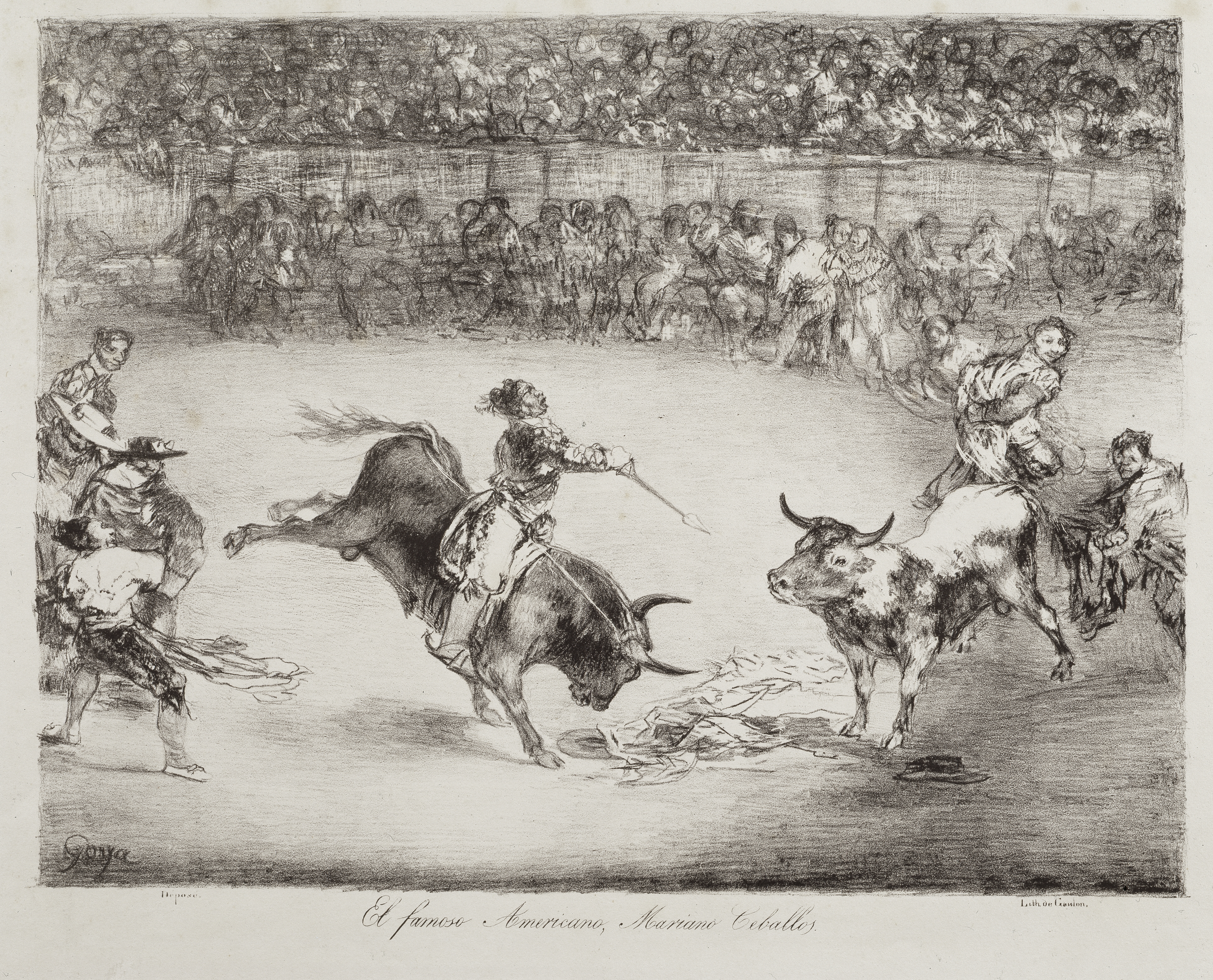
El famoso Americano, Mariano Ceballos (de la serie Los toros de Burdeos). Litografía de 1825 de Goya (donación Arango)

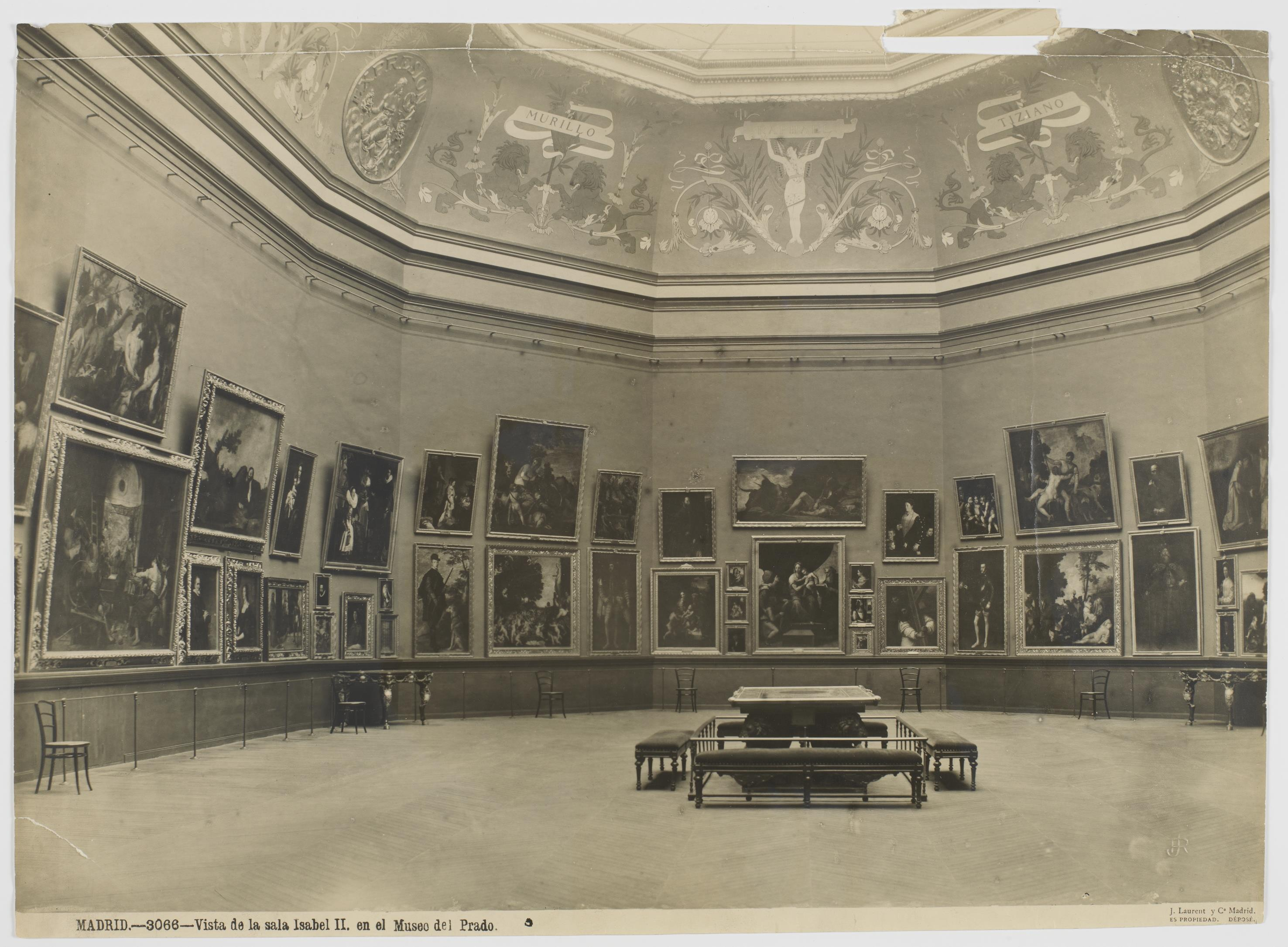
Museo del Prado, sala de la reina Isabel II. 1899 (c.), J. Laurent y Compañía

A diferencia de lo que ocurre en el campo de la pintura, en el de la obra sobre papel la colección del Prado está lejos de figurar entre las primeras del mundo. Es más, cuantitativamente, ni siquiera tiene la primacía entre las españolas, ya que sus fondos, más de 10 000 dibujos y de 6000 estampas, se ven superados por los de la Biblioteca Nacional, 16 000 dibujos y 100 000 estampas sueltas (además de otras 600 000 incluidas en libros), y los de la Real Academia de Bellas Artes de San Fernando, 15 000 dibujos y 35 000 grabados. Sin embargo, posee conjuntos de gran calidad, como prueba el que desde 2012 el museo sea miembro permanente del International Advisory Committee of Keepers of Public Collections of Graphic Art (Comité consultivo internacional de conservadores de colecciones públicas de arte gráfico), conocido como Club de los 50 luxes, en el que están representados los más importantes gabinetes de dibujos y estampas a nivel mundial.
Durante mucho tiempo esta colección permaneció en el ostracismo, ni siquiera se estudiaban y publicaban, de manera sistemática, las piezas con las que se contaba, con la excepción de las de Goya. Así, los volúmenes del primer catálogo de los dibujos del museo no empezaron a publicarse hasta una fecha tan tardía como 1972 (y aún hoy, más de cuarenta años después, siguen pendientes dos de los volúmenes: el IV, que recogería los dibujos españoles del siglo XIX, y el VIII, dedicado a los dibujos de otras escuelas distintas de la española y la italiana), y para entonces la mayoría de las obras que recogían eran inéditas, carecían por completo de bibliografía previa. Sin embargo, a partir de entonces se fue tomando conciencia de que eran unos fondos que también merecían atención, y se comenzó a realizar exposiciones temporales, con obras del propio museo y de otras colecciones, y a efectuar algunas compras que cubrieran las muchas lagunas, especialmente con el legado Villaescusa.
Sobresale la colección de dibujos de Goya, más de quinientos veinte, la más amplia del mundo puesto que el total de sus dibujos conservados no llega al millar. Junto a ella, la colección de dibujos españoles del siglo XIX, con más de tres mil obras originales, es de extraordinaria importancia. Otros artistas españoles presentes en la colección son Juan Guas, con un dibujo sumamente raro, que representa la capilla mayor del Monasterio de San Juan de los Reyes de Toledo, por él diseñado; Francisco Pacheco (Juicio Final), Vicente Carducho, con un importante boceto, La expulsión de los moriscos, Alonso Cano, José de Ribera, Murillo, Francisco Bayeu, Paret, con varios de sus mejores trabajos, y Fortuny, con un conjunto de más de ochenta obras que incluye varias acuarelas.
Las colecciones de dibujos extranjeros son menos nutridas y variadas, aunque incluyen notables ejemplos italianos, gracias fundamentalmente a Pedro Fernández Durán, que aportó al Prado unos mil seiscientos (de un legado total de dos mil setecientos ochenta y cinco). Los fondos más ricos son los de maestros boloñeses del siglo XVII, especialmente Guercino. Es una colección muy fragmentaria, apenas hay conjuntos extensos de un mismo autor, lo cual por un lado imposibilita estudiar en profundidad sus características y evolución, pero por otro ha permitido contar con representación de un grupo muy amplio de artistas, muchos de ellos ausentes en la colección de pintura, incluido Miguel Ángel, del que se conservan dos dibujos preparatorios para la Capilla Sixtina.
La presencia del resto de escuelas es reducida. Respecto a la francesa, hay alrededor de cuatrocientas hojas. La mayoría, unas doscientas cincuenta, ingresaron con el legado Fernández Durán, entre cuyos ejemplos destacados figuran un diseño de grandes dimensiones (1127 × 874 mm) de Laurent Pécheux, El Juicio Final, y Hombre con las manos unidas, de Théodore Géricault, preparatorio de su pintura La balsa de la Medusa. En cuanto a las del norte, son destacables dos aguadas de colores de Rubens, además del Manuscrito de principios artísticos de Rubens, o Manuscrito Bordes, copia de un cuaderno original de Rubens perdido en un incendio, que incluye dos dibujos que muy probablemente fueron ejecutados por el propio maestro. También hay una amplia colección de Mengs.
La colección de estampas tiene menos importancia. Sus núcleos principales son Goya, el siglo XIX español (especialmente Carlos de Haes) y las estampas de reproducción, gran parte de ellas de obras del propio museo.
Del Gabinete depende también desde 2004 el fondo de fotografía histórica (anterior a 1939), antes en el Archivo del museo. A este conjunto inicial se unió en 2006 el grupo de fotografías que incluía la Colección y Biblioteca Madrazo, comprada por el Prado en ese año, y que actualmente constituye el núcleo de la colección. El interés de esta se centra, aunque no limita, en instantáneas relacionadas con la institución: su sede, sus colecciones y los artistas en ella presentes. Cronológicamente arranca en 1847, y cuenta con unos 15 000 ejemplares.

### Escultura

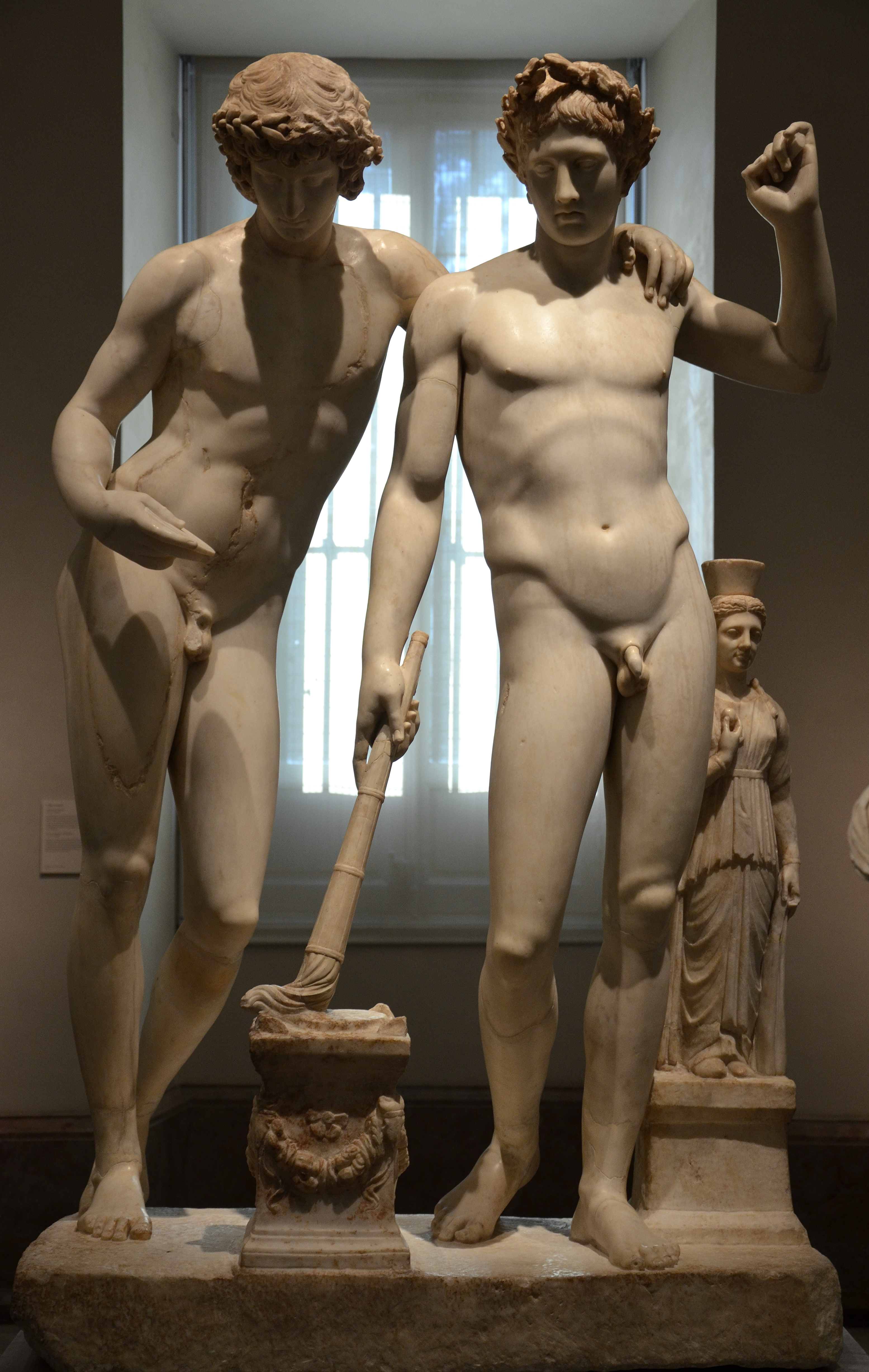
El Grupo de San Ildefonso, que representa a Orestes y Pílades. Es una obra romana de la escuela de Pasiteles ejecutada hacia el año 10 a. C.

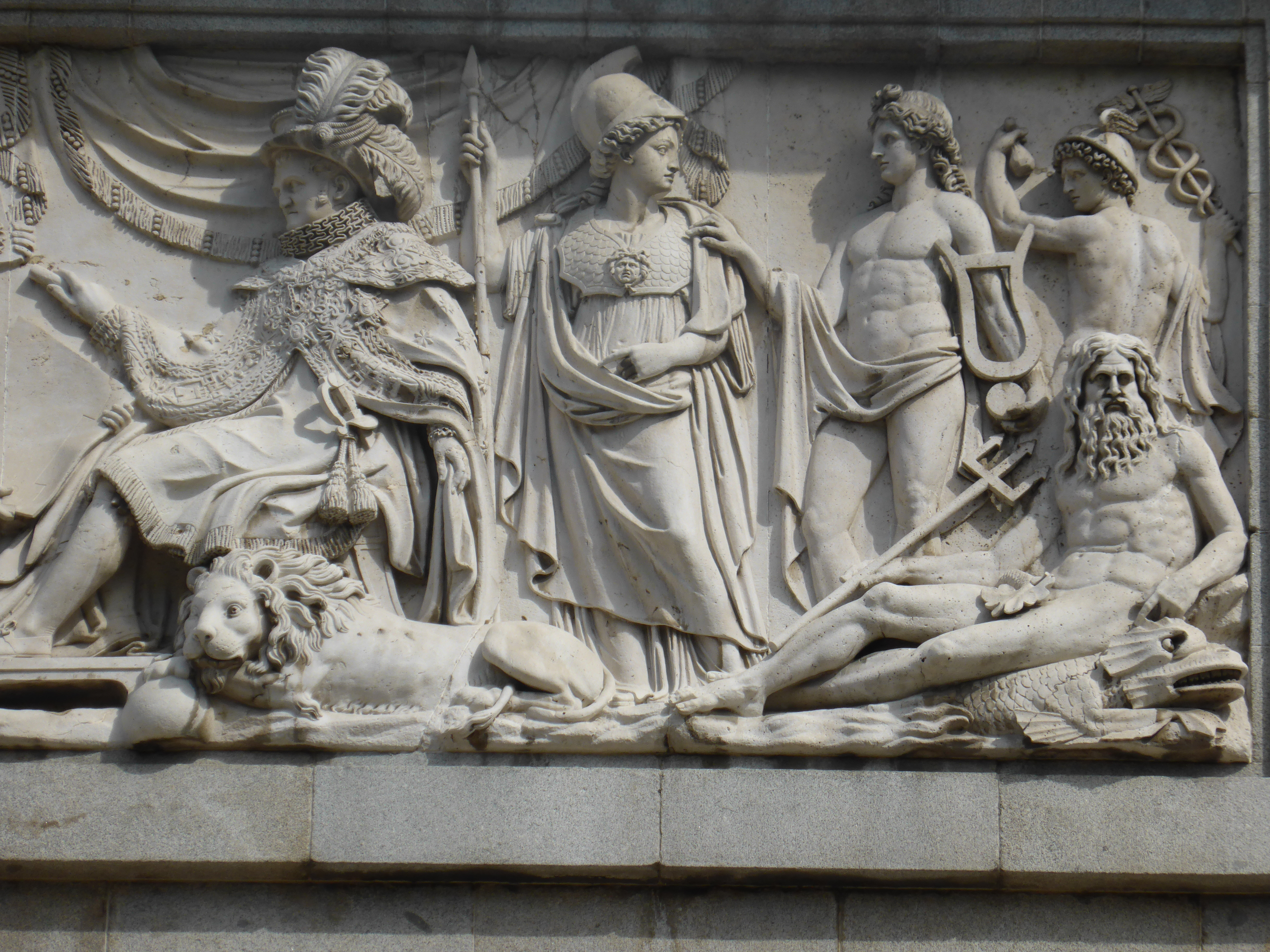
Fernando VII recibiendo los tributos de Minerva y las Bellas Artes, relieve que corona el pórtico dórico (occidental) del Museo. El detalle muestra el lado derecho del friso esculpido por Ramón Barba y completado por sus ayudantes varios años después de su muerte

La colección de escultura del museo comprende más de 900 obras, además de casi 200 fragmentos escultóricos. Procede en su mayor parte de las antiguas colecciones reales, aunque completada en épocas recientes con adquisiciones, legados y donaciones. Entre estas últimas destaca la de siete esculturas antiguas realizada en 1943 por el mexicano Marius de Zayas «como tributo de su familia a la Madre Patria», y la efectuada en 2000 por el pintor chileno Claudio Bravo, consistente en diecinueve esculturas greco-romanas. En cuanto a la escultura del siglo XIX procede en su mayor parte del extinto Museo de Arte Moderno, cuyos fondos decimonónicos pasaron al Prado en 1971.
Las primeras esculturas que se expusieron en el museo, que entonces aún conservaba su denominación inicial de Real Museo de Pinturas —en 1838 sustituida por la de Real Museo de Pintura y Escultura—, fueron la pareja Carlos IV, sedente, de Ramón Barba y María Luisa de Parma, sedente, de José Álvarez Cubero, que fueron mostradas al público entre el 22 de enero y el 5 de febrero de 1827.
Es muy destacable el fondo de esculturas antiguas, sobre todo obras romanas, aunque también algunos originales griegos, que se adquirieron para decorar los Reales Sitios. Hay raros ejemplos de escultura griega arcaica, así como versiones muy importantes del Diadúmeno de Policleto, Venus púdica (Venus del Delfín), Ariadna dormida o la Atenea Párthenos de Fidias, copias romanas de los originales perdidos. Las obras romanas originales comprenden piezas tan destacadas como la Apoteosis de Claudio o el Grupo de San Ildefonso, obra maestra de la escultura imperial. Destacan también las Musas que pertenecieron a Cristina de Suecia, y que tras la última ampliación se ubican en el recibidor oval, bajo la sala de Las Meninas.
El segundo grupo en importancia del fondo escultórico corresponde al Renacimiento y Manierismo. Hay ejemplos debidos a Juan de Bolonia, una Venus de Baccio Bandinelli (antiguamente creída de Bartolomeo Ammanati), un Apolo atribuido a Silvio Cosini, e incluso dos rarísimas tallas del Greco, Epimeteo y Pandora. Pero destaca de este periodo el conjunto de esculturas debidas a los broncistas milaneses Leone y Pompeo Leoni, entre ellas la célebre Carlos V dominando el Furor, considerada la más importante escultura moderna de la colección del museo. De épocas posteriores, sobresalen las esculturas compradas en Italia por Velázquez.
En las salas que se abrieron en 2009 dedicadas al siglo XIX se incorporaron varias esculturas de este periodo. Entre los representados figuran José Álvarez Cubero, Ramón Barba, José Ginés, Antonio Solá, los hermanos Venancio y Agapito Vallmitjana, José Llimona, Jerónimo Suñol, Agustín Querol y Mariano Benlliure. 
Las obras de escultores extranjeros son escasas. Entre las italianas están El pintor Mariano Fortuny y Marsal, busto realizado en bronce por la fonderie Barbedienne de París a partir de una terracota de Vincenzo Gemito, y dos esculturas antes atribuidas a Antonio Canova, Venus y Marte, ahora adjudicada a su círculo, y Hebe, que actualmente se considera realizada por su más brillante discípulo, Adamo Tadolini, copiando un original del maestro. Pero es especialmente destacable el busto Isabel II, velada, la obra cumbre de Camillo Torreggiani, que esculpió asimismo el pedestal. Se trata de un alarde de virtuosismo técnico, en la línea de las figuras veladas que en el siglo anterior ejecutara el también italiano Antonio Corradini.
De Fortuny hay asimismo otro busto, en barro cocido, modelado por su amigo el francés Prosper d'Épinay. También posee el museo una escultura de Hermes, tradicionalmente considerada de la mano del danés Bertel Thorvaldsen y hoy asignada a su taller, una Alegoría de la danza, tenida antes por obra del francés Albert-Ernest Carrier-Belleuse y actualmente adscrita a su círculo, y por último una reducción de Amor y Psiquis, la obra más destacada del escultor sueco Johan Tobias Sergel, ejecutada por el propio maestro con la colaboración de su taller.
Por otra parte hay, pero sin exponer, cinco piezas de Ponciano Ponzano, cuatro de Miguel Blay, dos de Eduardo Barrón, y sendos mármoles del irlandés John Henry Foley, Sir Charles Bennet Lawes Witteronge como Mercurio, y el italiano Antonio Tantardini, Dos principitos en la cuna.

### Artes decorativas

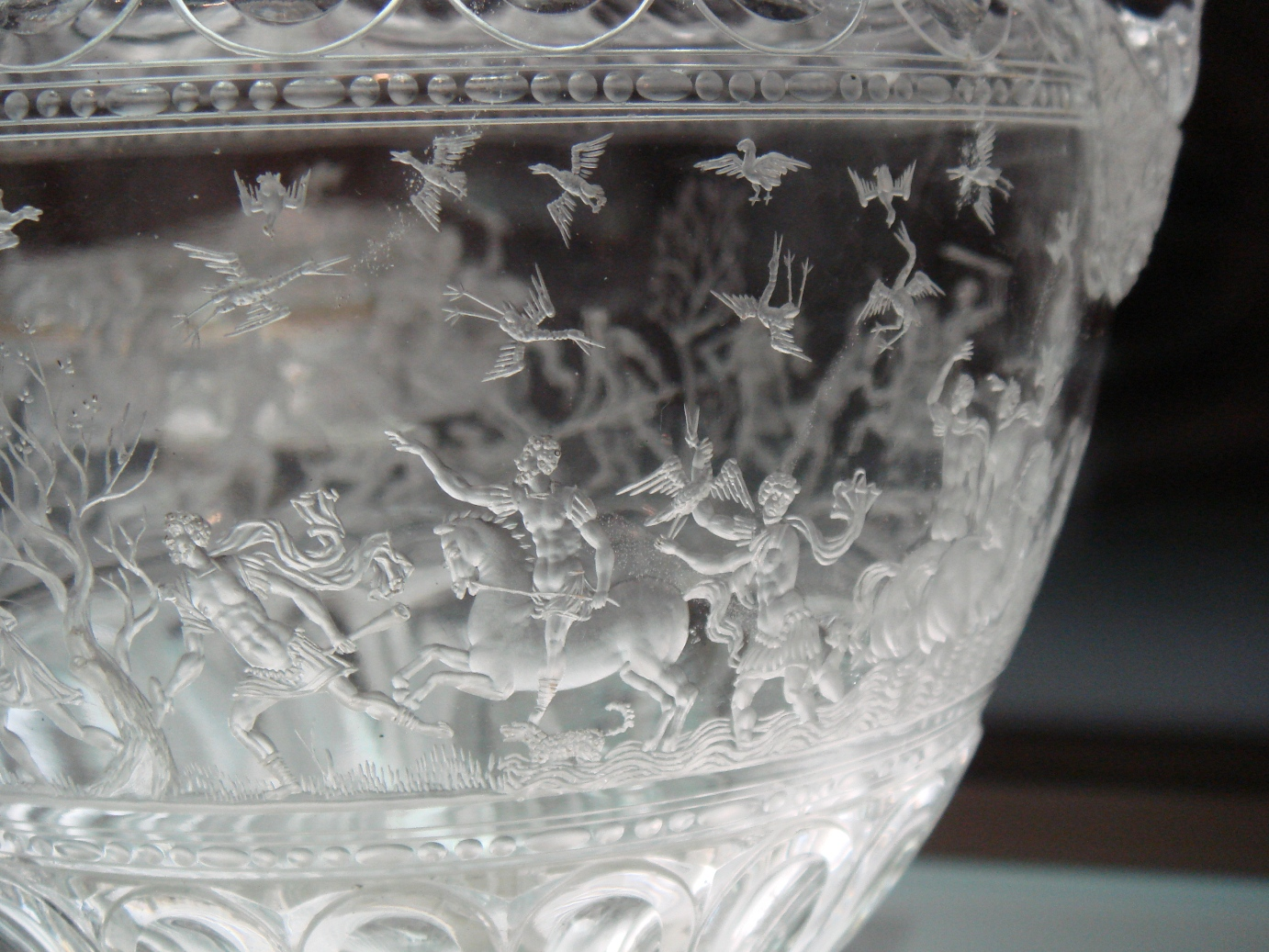
Vaso de la montería, de Francesco Tortorino (detalle), en cristal de roca grabado y tallado, una de las piezas del Tesoro del Delfín.

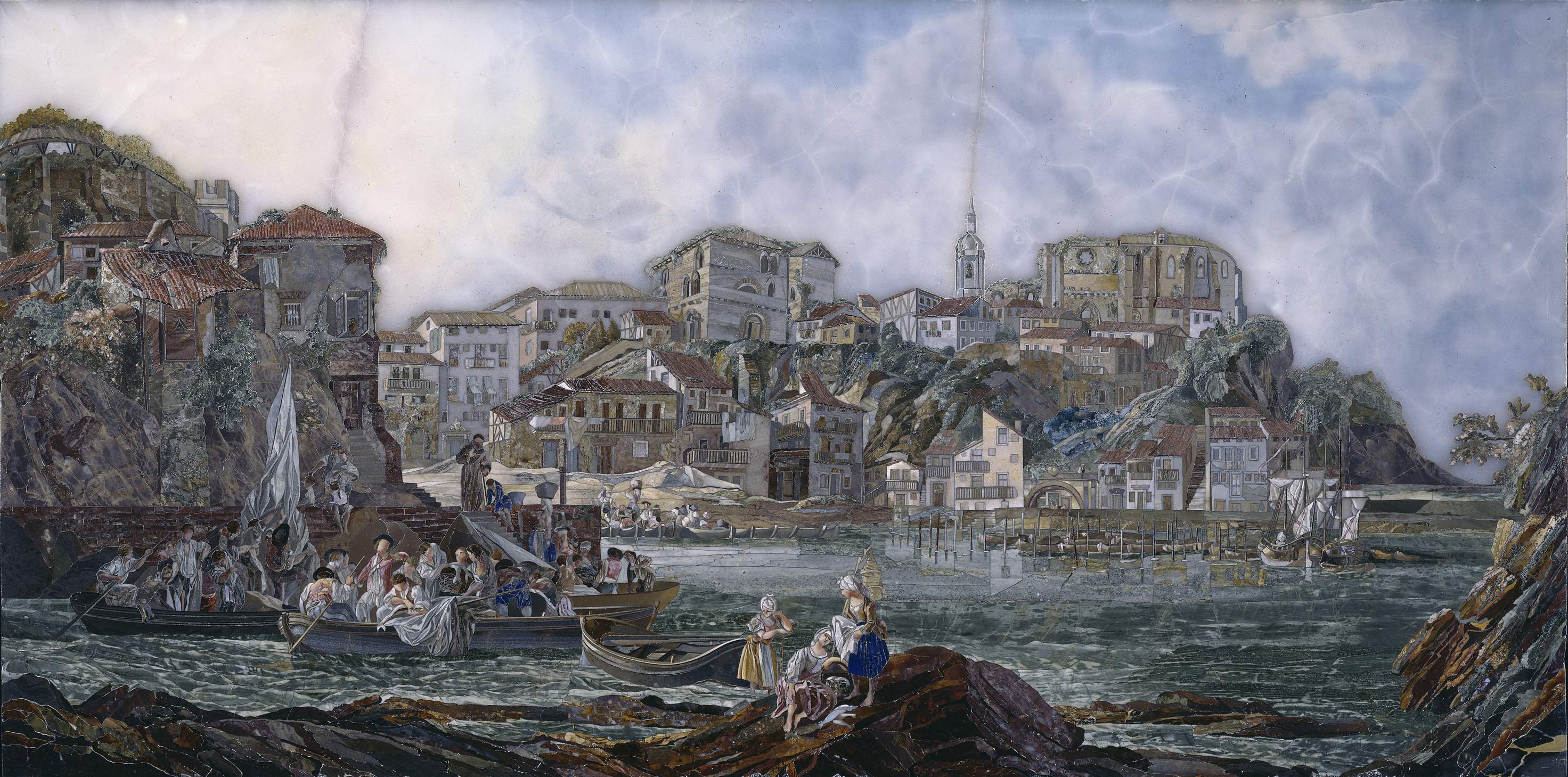
Vista de Bermeo. Real Laboratorio de Mosaicos y Piedras Duras del Buen Retiro, según una pintura de Luis Paret.

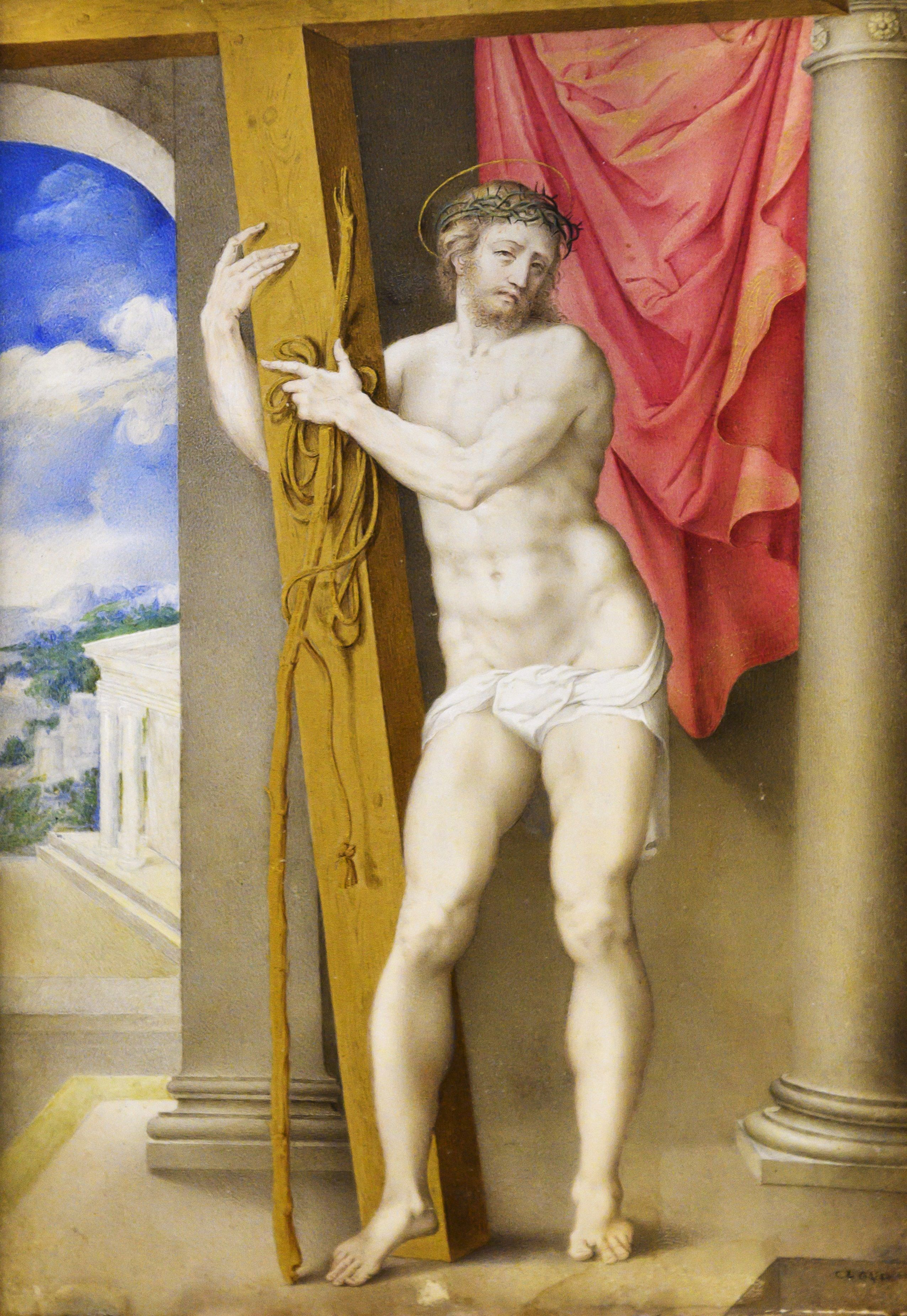
Cristo resucitado. Giulio Clovio, c. 1550. Donación Pilar Conde a través de American Friends of the Prado Museum.

Aparte del Tesoro del Delfín también es muy notable la colección de piedras duras, una de las más importantes en todo el mundo. Además, la sección de Artes decorativas consta de diversos objetos que en gran parte de los casos se apartan de la línea expositiva del museo y que por tanto no se muestran habitualmente en sus salas -muchos de ellos están depositados en otras instituciones-, recibidos fundamentalmente a través de donaciones y legados, en especial el legado Fernández Durán. Estas colecciones comprenden tapices, bordados, armas, armaduras, muebles, vidrios, cristales, lacas, abanicos, platería, marfiles, cerámicas, lozas y porcelanas, así como un conjunto de ochocientas cuatro medallas de los siglos XV al XIX y novecientas cuarenta y seis monedas autónomas españolas legado por Pablo Bosch.
El Tesoro del Delfín se denomina así por haber pertenecido a Luis de Francia, el Gran Delfín, que falleció durante una epidemia de viruela en 1711 sin haber llegado a reinar, siendo parte de él heredado al año siguiente por su segundo hijo, Felipe V de España. El primer Borbón español recibió ciento sesenta y nueve obras, un porcentaje no muy grande del total (seiscientas noventa y ocho inventariadas en 1689), pero que fueron seleccionadas entre las mejores de la colección. Sin embargo, casi todas las actualmente existentes están mutiladas por los robos producidos durante la invasión francesa y otro realizado a principios del siglo XX, que además redujeron su número a ciento cuarenta y cuatro. De ellas, cuarenta y nueve están realizadas en cristal de roca y otras setenta y una en piedras duras (piedras semipreciosas como ágata, lapislázuli, calcedonia, jaspe, jade, serpentina o alabastro) y otros materiales, como conchas de nautilos. Las guarniciones son generalmente de oro, aunque también hay algunas de plata, tanto sobredorada como en su color, y frecuentemente van realzadas con ricos esmaltes y piedras finas (turquesas, amatistas, granates) y preciosas (diamantes, zafiros, esmeraldas y rubíes), además de perlas.
La mayor parte de las piezas son de los siglos XVI y XVII, de talleres parisinos e italianos (en el caso de las de cristal de roca, milaneses en concreto), aunque también hay ejemplares de la Antigua Roma, bizantinos, medievales e incluso de la Persia sasánida, el Imperio mogol y China.
Se muestran también varios de los estuches de cuero en los que se guardaban estas piezas y que se realizaron reproduciendo exteriormente su forma con el fin de poder identificarlas sin necesidad de abrirlos. En el montaje inaugurado en 2018 en el toro del ático norte se exponen también dos conjuntos que fueron separados del resto a finales del XIX, un Juego de café de laca  y un Estuche con juego de utensilios para preparar piezas de caza (trousse de veneur), y que han sido identificados en los últimos años, el primero en el Museo de América y el otro en el Museo Arqueológico Nacional.
La colección de piedras duras comprende tableros, consolas y paneles decorativos, tanto de manufacturas italianas (Talleres Papales de Roma y Granducales de Florencia —la Galleria dei Lavori, también conocida como Opificio delle Pietre Dure—), como de la Real Fábrica del Buen Retiro, que además de dedicarse a la porcelana tenía también un taller dedicado a esta especialidad, el Real Laboratorio de Mosaicos y Piedras Duras del Buen Retiro (así como un obrador de marfiles, del que igualmente se cuenta con representación: dos relieves de mano de su director, el escultor italiano Andrea Pozzi). Estas piezas tienen su origen en la Antigua Roma, en el llamado opus sectile, o taracea de mármoles y piedras duras polícromas, una técnica rara y costosa que vivió su apogeo durante la época del emperador Augusto y que fue recuperada a mediados del siglo XVI en Florencia y la propia Roma.
Dentro de esta colección destacan los dos tableros sostenidos por leones de bronce dorado, el Tablero de mesa de Felipe II y la Mesa de don Rodrigo Calderón, exhibidos en la Galería central y restaurados en 2008. Los leones, cada uno de los cuales apoya una garra sobre una bola de caliza de color rojizo, fueron encargados por Velázquez durante su segundo viaje a Italia para decorar el Salón de los Espejos del antiguo Real Alcázar de Madrid, dado que a su cargo de pintor de cámara unía el de Aposentador Real. El conjunto original se componía de doce, realizados entre 1651 y 1652, de los que el Prado posee siete. Otros cuatro se conservan en el Salón del Trono del Palacio Real de Madrid, mientras que el restante sufrió daños muy graves en el incendio del Alcázar de 1734 (el otro león que tiene el museo es una copia de 2004 que ha sustituido a otra de 1837 que se encontraba muy deteriorada). Su modelo fue un león de Flaminio Vacca de 1594, a su vez copia de uno del siglo II d. C., ambos en aquella época en la Villa Medici de Roma. Fueron fundidos por Matteo Bonucelli da Lucca (también conocido en España como Matteo Bonarelli de Luca), fundidor ayudante de Bernini, y del que el Prado posee otras dos obras: la Venus de la concha y el famoso Hermafrodita que durante varias décadas estuvo expuesto en la sala de Las meninas, este último un caso excepcional, ya que la copia resultó de tanta calidad que superó al original.
Dentro de la pequeña colección de miniaturas del museo, sobresale el Cristo resucitado de Giulio Clovio, inspirado en el Cristo de la Minerva de Miguel Ángel, donado por Pilar Conde a través de la organización American Friends of the Prado Museum.

## El «Prado Extendido»

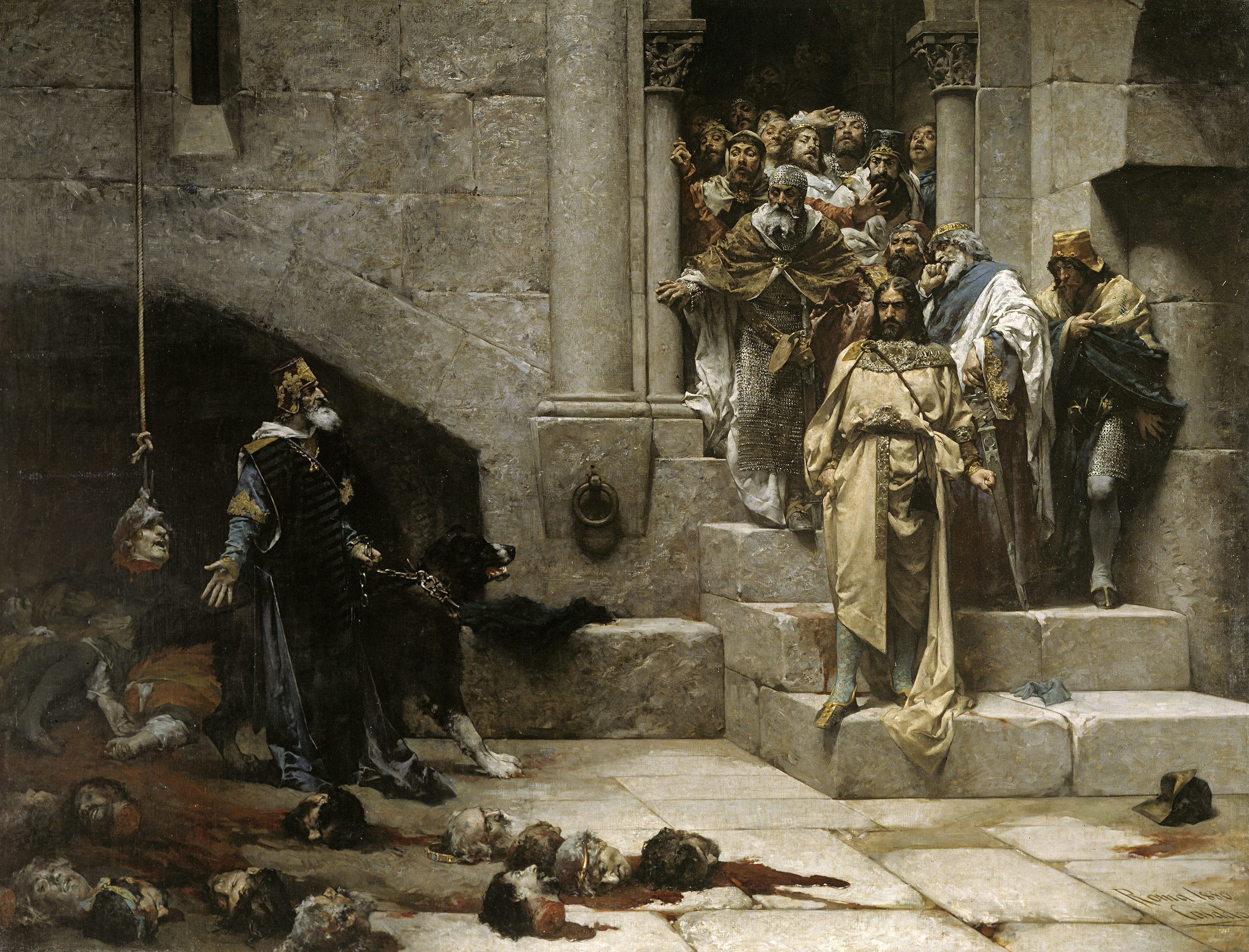
La campana de Huesca. A pesar de ser una obra maestra de su autor, José Casado del Alisal, y una de las más conocidas de la pintura de historia española del, en 1950 fue entregada en depósito por el Museo de Arte Moderno al Ayuntamiento de Huesca, donde permanece desde entonces

En enero de 2019 el museo tenía depositadas 3472 obras: 2855 pinturas, 254 objetos de artes decorativas, 176 esculturas, 103 dibujos, 59 restos arquitectónicos y 25 estampas. Estaban repartidas entre 277 instituciones. En su mayor parte se hallaban en territorio nacional y el resto (209 piezas) en el extranjero, en legaciones y consulados. Con el fin de optimizar la gestión y aprovechamiento de estos fondos se implantó en 2022 el programa «Prado Extendido» (denominación que a su vez sustituyó a la tradicional de «Prado disperso»). Para entonces (mes de noviembre) el número de obras cedidas en depósito era de 3446 distribuidas entre 279 entidades. De ellas únicamente un 57% se encontraban en museos, porcentaje que, no obstante, es previsible que aumente en el futuro, puesto que el programa prioriza a este tipo de organismos como destino de los depósitos. El resto estaban un 30% en administraciones públicas, un 7% en embajadas y un 6% en instituciones religiosas.
Hay depósitos del Prado en todas las provincias españolas, con las únicas excepciones de Cantabria, Guadalajara y Vizcaya, y de las ciudades autónomas de Ceuta y Melilla. La institución en la que hay depositado un mayor número de obras es el Museo Nacional Centro de Arte Reina Sofía, con 160 (fruto de la reordenación de colecciones entre ambos museos efectuada en 2016), seguida por el Museo de Málaga (119) y el Museo Nacional de Artes Decorativas (117).
Las excepcionales vicisitudes del Prado, concebido primero como Museo Real, elevado tras La Gloriosa a la categoría de Museo Nacional, que absorbió en 1872 los fondos del disuelto Museo de la Trinidad; junto a las donaciones, adquisiciones, legados, que se han ido sucediendo desde la fundación en 1819, han hecho que los límites físicos del museo se vieran desbordados en muchas ocasiones.
Ya desde el mismo instante en que abrió sus puertas, el museo tuvo que dedicar más espacio a los almacenes que a la propia exposición de obras. Esta situación se vio más complicada con la llegada de los fondos del Museo de la Trinidad, excepcionalmente cuantiosos y formados por grandes pinturas de altar en muchos casos, difíciles de exponer y almacenar. Hay que tener en cuenta que el edificio del museo no se concibió para albergar colecciones de pintura, sino como Gabinete y Academia de Ciencias.
De este modo, durante buena parte de los siglos XIX y XX se siguió la política de ceder a diversas instituciones, en régimen de préstamo temporal, algunos de los fondos que habitualmente no podían exponerse por falta de espacio. Y si grave fue siempre la escasez de espacios en el Prado, mucho peor aún fue la situación del Museo de Arte Moderno, cuyas piezas del siglo XIX pasaron al Prado en 1971. A la considerable abundancia de fondos, entre los que figuraba un buen número de pinturas de gran formato, se unía un espacio disponible realmente reducido, pues al tener que compartir el Palacio de Biblioteca y Museos Nacionales con dos instituciones de la importancia de la Biblioteca Nacional y el Museo Arqueológico Nacional, la parte que se le asignó del mismo fue muy pequeña.
Los depósitos no siempre siguieron criterios de pertinencia, ya que muchas de estas obras pasaron a museos provinciales o locales, pero otras acabaron en oficinas, iglesias e incluso despachos particulares. No se puso coto a esta problemática hasta que en 1987 el Reglamento de Museos de Titularidad Estatal y del Sistema Español de Museos circunscribió la realización de depósitos a instituciones museísticas o de alta representación estatal.
Y durante 113 años tampoco se realizó un control mínimamente riguroso, ya que mientras que el primero de los depósitos se efectuó en 1866, la revisión sistemática de los mismos no se inició hasta 1979, a raíz de un requerimiento realizado el año anterior por el Tribunal de Cuentas a través de la Fiscalía General del Reino. La labor, ardua y agravada además por la gran dispersión de los fondos, corrió a cargo del Servicio de Depósitos de Obras de Arte del museo, creado al efecto y que se ocupa desde entonces de esta responsabilidad. Además se procedió a inspeccionar también el resto de obras pictóricas de la institución. Este proceso de comprobación de la totalidad de los fondos pictóricos del museo culminó en la década de 1990 con la publicación, en tres volúmenes, del Inventario general de pinturas.
Un primer intento, fallido y limitado a las obras del MAM, se había realizado cuando este centro fue dividido en Museo Nacional de Arte del Siglo XIX y Museo Nacional de Arte Contemporáneo, y se procedió al reparto de las colecciones entre ambas instituciones. El director general de Bellas Artes, Gratiniano Nieto, señaló entonces que los registros de los depósitos se hallaban

sin control adecuado y a merced de personas o instituciones que se creen propietarios de las obras haciendo indebido uso de ellas. Está en el propósito del Director General proceder a reorganizar estos servicios de depósitos procurando poner los medios suficientes que permitan el control de todas las obras diseminadas en Centros Oficiales y Museos de las provincias españolas.

Sin embargo, a pesar de las intenciones iniciales, el estudio provisional que se hizo, concluido en 1961, se realizó únicamente con base en la documentación interna, sin verificar el estado real de las piezas en las instituciones depositarias ni tomar fotografías de las mismas. El recuento provisional fue de mil ciento setenta y nueve obras depositadas en cuarenta y ocho instituciones españolas, y otras diez en dependencias estatales en el exterior.
Dada la mencionada carencia de un control riguroso sobre estos fondos que hubo durante más de un siglo, en julio de 2014 había 885 piezas que permanecían ilocalizadas, en su gran mayoría (748) correspondientes a las colecciones heredadas del Museo de la Trinidad y del M. A. M., las cuales aun así suponían 540 menos que en 1978. A ellas se sumaron otras 57 piezas desaparecidas que figuraban entre las adscritas al Prado procedentes del Reina Sofía, en virtud de la reordenación de colecciones que ambos museos llevaron a cabo en 2016, dando cumplimiento al Real Decreto 410/1995, de 17 de marzo. Al cierre de 2019 habían sido localizadas otras 97.

## Obras recibidas en depósito

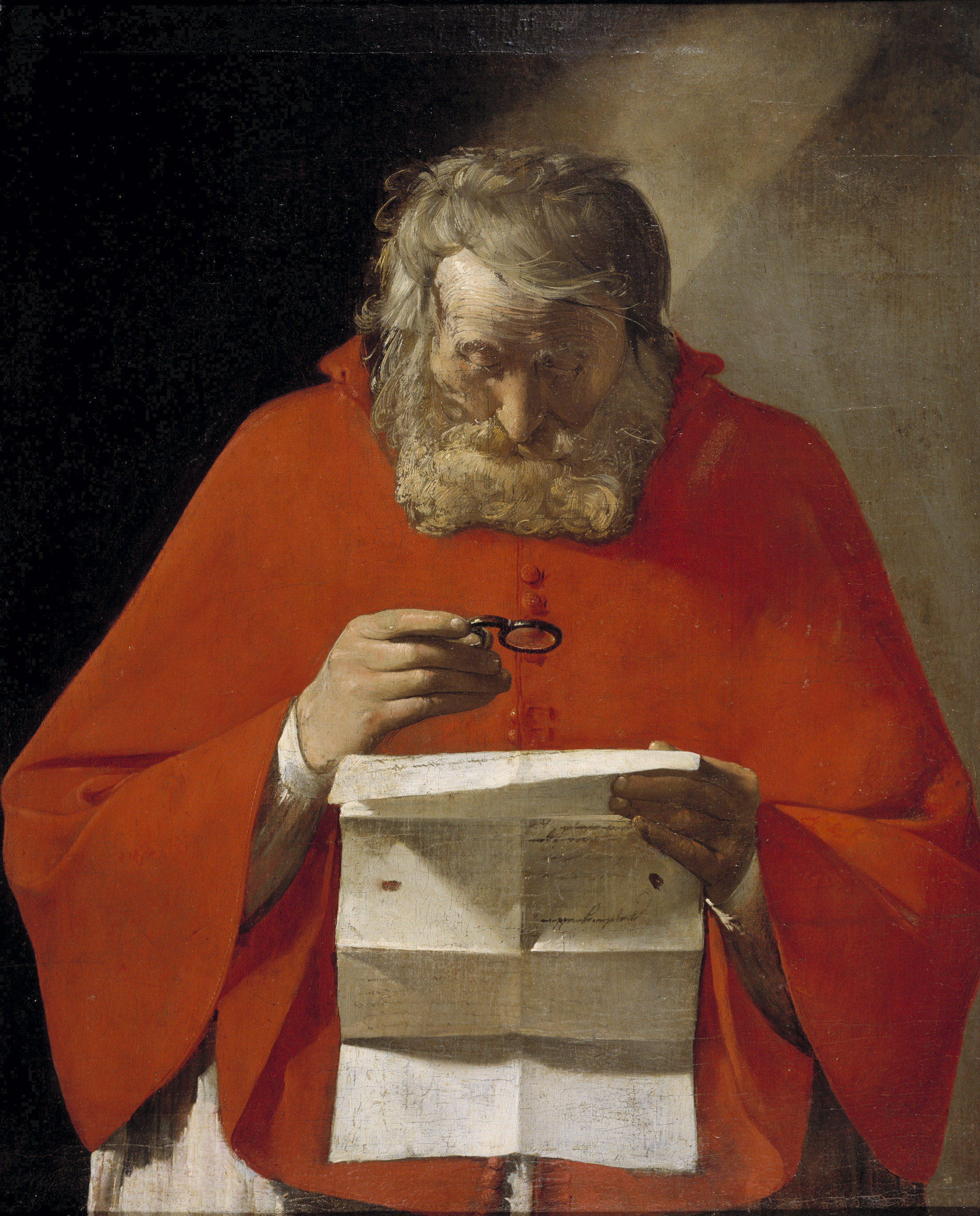
San Jerónimo leyendo una carta, de Georges de La Tour, en depósito del Ministerio de Trabajo desde el año 2005

Teniendo la mayor parte de sus propios fondos sin exponer, es obvio que las obras de terceros que el museo acepta en depósito para exhibir en sus salas se circunscriben a piezas de muy alta calidad, siendo en consecuencia su número muy limitado.
Muchas de estas pinturas prestadas pertenecen a otros organismos públicos. Sin embargo, en contra de lo que se pudiera pensar, su permanencia en el museo no es tan segura ni la condición de préstamo un mero formalismo técnico. Así, en 2014 Patrimonio Nacional reclamó al Prado la devolución de cuatro capitales pinturas que llevan en él más de siete décadas, para exponerlas en su futuro Museo de Colecciones Reales. Además, ante la oposición de la pinacoteca tomó en represalia la decisión de denegar cualquier préstamo de obras para exposiciones temporales en el Prado, incluidos algunos que estaban ya comprometidos con anterioridad.
Entre ellas figuran obras tan significativas como la Mesa de los pecados capitales, El jardín de las delicias, ambas del Bosco, El descendimiento de la cruz, de van der Weyden, y El Lavatorio, de Tintoretto. Las cuatro proceden del Monasterio de El Escorial e ingresaron en el Prado en 1939, cuando regresaron a España de vuelta de Ginebra, donde habían sido trasladadas durante la Guerra Civil. Dichas obras pertenecen realmente a Patrimonio Nacional y permanecen en el Prado en depósito (El descendimiento fue sustituido en El Escorial por una copia de Michel Coxcie propiedad del Prado).
Otra destacada pieza, incorporada recientemente (2005), es San Jerónimo leyendo una carta, de Georges de La Tour, identificada por José Milicua en el Palacio de la Trinidad, entonces sede del Instituto Cervantes, donde figuraba como obra anónima, y que fue depositada por el entonces Ministerio de Trabajo y Asuntos Sociales. También están en depósito seis fragmentos de las pinturas murales de la ermita de San Baudelio de Berlanga que el Metropolitan dejó en depósito indefinido en 1957, a cambio del ábside de la iglesia de San Martín de Fuentidueña, un San Jerónimo penitente del Greco y taller propiedad de la Comunidad de Madrid y tres tondos con alegorías de Goya, La Agricultura, El Comercio y La Industria, depositados en 1932 por el entonces Ministerio de Marina, en un intercambio de obras con el museo.
Entre los depósitos de particulares figuran la Piedad de Úbeda, obra maestra de Sebastiano del Piombo, y La mujer barbuda, de José de Ribera (desde 2004), cedidas ambas por la Casa de Medinaceli. Desde 2012, por un periodo de diez años, se expone en el museo el retablo de los Gozos de Santa María o altar de los ángeles, de Jorge Inglés, la primera pintura hispanoflamenca castellana documentada de autor conocido, depositada por Íñigo de Arteaga y Martín, XIX duque del Infantado, y desde diciembre de 2013 tres obras cedidas en depósito durante cinco años por la familia Várez Fisa: La oración en el huerto, de Paolo de San Leocadio, Nacimiento de Cristo con un donante, de Fernando Llanos y La Virgen con el Niño, de Juan de Flandes. Inicialmente formó parte también de este grupo el Tríptico del Nacimiento de Jesús, del Maestro Felipe (antes conocido como Maestro del tríptico del Zarzoso), pero al año siguiente fue comprado por el museo a los depositantes.
Por último, está depositado desde 2021 por la organización estadounidense American Friends of the Prado Museum Buste de Femme 43, de Pablo Picasso. Esta pintura fue donada a American Friends por la familia Arango Montull, y tras un período de depósito de cinco años será entregada en donación al museo, al igual que ocurrió con Retrato de Felipe III, adscrito a Velázquez, posiblemente preparatorio de su desaparecida obra La expulsión de los moriscos, que American Friends obtuvo como donación del historiador del arte William B. Jordan, y que, después de haber permanecido en depósito desde 2016, en 2021 fue donado al Prado, lo mismo que Cristo resucitado de Giulio Clovio, que recibió en donación de la española Pilar Conde en 2019, y que en 2024 fue entregado definitivamente al museo.
Otra obra que estuvo en depósito antiguamente fue una pintura capital del Greco, La Asunción de la Virgen, lienzo central del retablo mayor de Santo Domingo el Antiguo de Toledo. En el siglo XIX pasó a manos del infante Sebastián Gabriel, y, a su muerte, a su viuda, la infanta María Cristina de Borbón y Borbón. Tras el fallecimiento de esta, sus herederos la ofrecieron en venta al Estado, y la llegaron a dejar depositada en el Prado en 1902, pero ante la falta de respuesta acabaron por retirarla en 1904. Finalmente terminó en el Art Institute of Chicago. También El martirio de San Andrés, de Rubens, cedido entre 1978 y 1989 por la Fundación Carlos de Amberes. Y durante dieciocho años (1978-1996) el Retrato de Mariano Goya, de atribución discutida a su abuelo, depositado por el duque de Alburquerque. Entre 2004 y 2016 colgó en las salas del Prado el único retrato conservado en España de Sandro Botticelli, el Retrato de Michele Marullo Tarcaniota, que perteneció a Cambó y que estuvo depositado por su única hija, Helena. Entre 2013 y 2018 estuvo expuesta La Virgen de la Leche, de Pedro Berruguete. La tabla fue cedida por un período de cinco años prorrogables por el Ayuntamiento de Madrid, dirigido entonces por Ana Botella, a pesar de la oposición de los conservadores municipales. Sin embargo, al finalizar el plazo inicial el nuevo equipo de gobierno municipal, presidido por Manuela Carmena, manifestó su voluntad de no renovar el depósito. También estuvo en depósito unos años el óleo Aníbal vencedor contempla por primera vez Italia desde los Alpes, de Goya. Inicialmente quedó depositado durante seis años por la Fundación Selgas-Fagalde, desde septiembre de 2011, aunque posteriormente el depósito fue prorrogado, y finalmente en 2020 la Fundación Amigos del Museo adquirió la obra y la entregó en donación al Prado.

## Sedes

### Edificio Villanueva

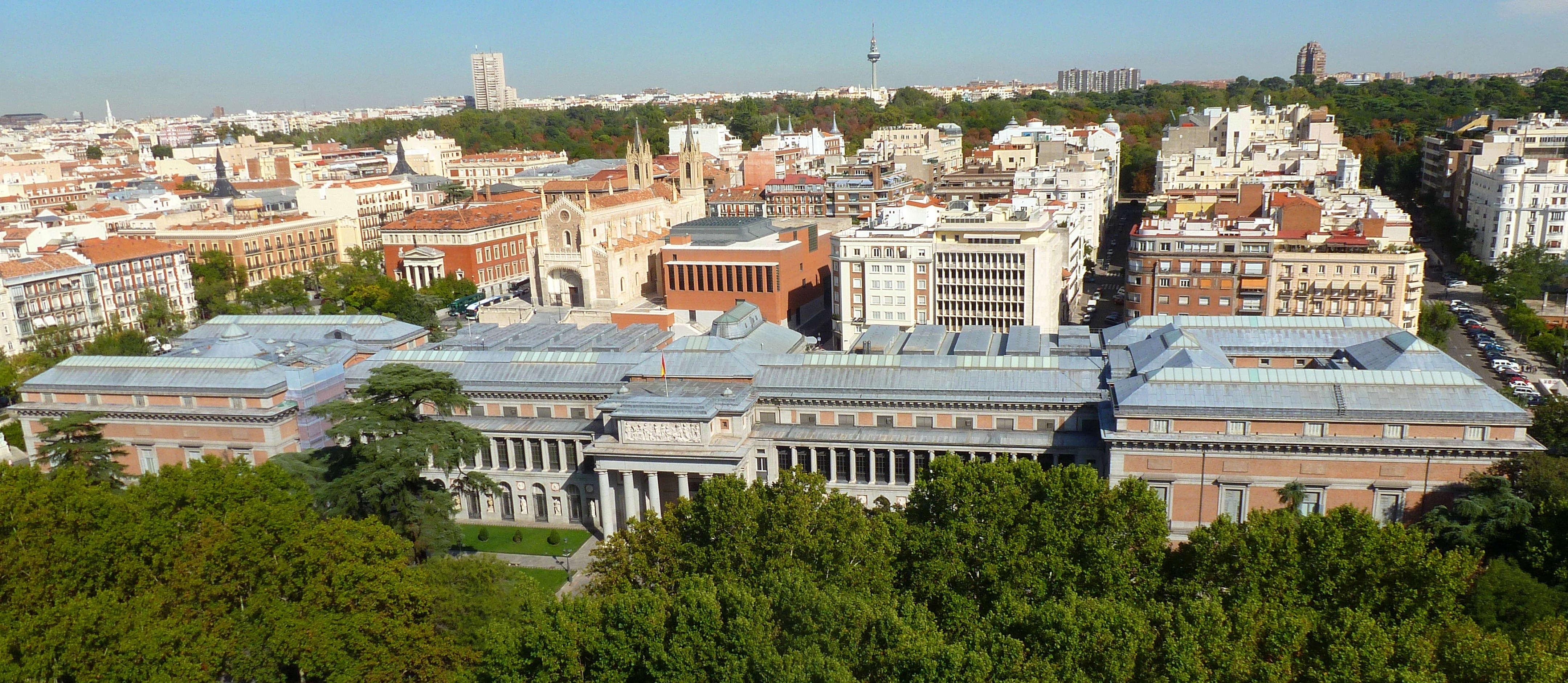
Panorama del conjunto de edificios que integran el denominado Campus Prado, con el Edificio Villanueva en primer término, el Cubo de Moneo y el Edificio Aldeasa detrás de él, y, al fondo a la izquierda, el Salón de Reinos y el Casón del Buen Retiro

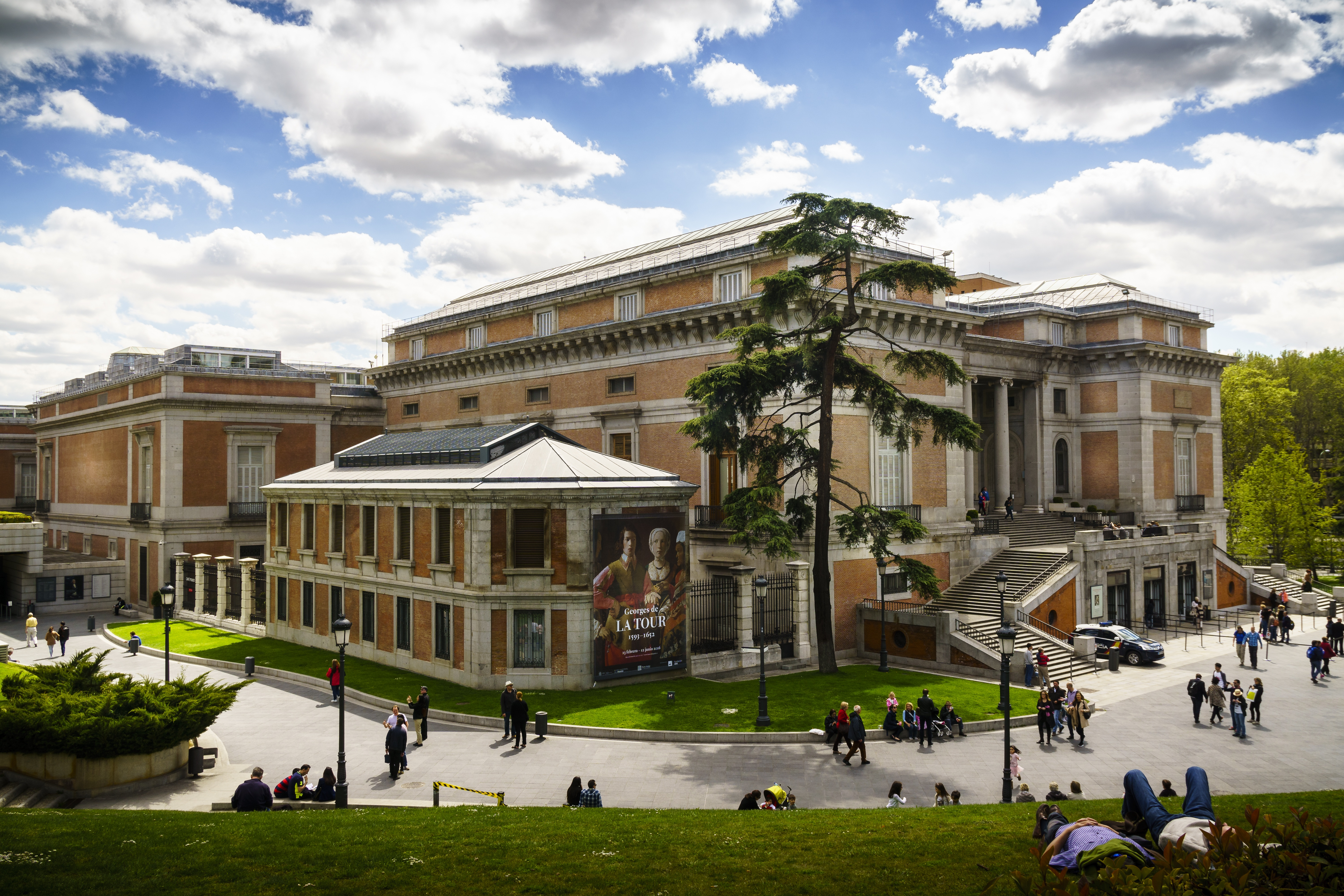
Edificio Villanueva del Museo del Prado

El edificio diseñado por Juan de Villanueva, en su concepción original, está formado por un cuerpo central terminado en ábside, al que flanquean dos galerías alargadas que terminan en pabellones cuadrados, uno a cada extremo. Dicho esquema fue ampliamente modificado, primero para adaptar al uso de pinacoteca un edificio que había sido concebido para Real Gabinete de Historia Natural (luego Museo Nacional de Ciencias Naturales) y Academia de Ciencias, y después en las sucesivas ampliaciones que se fueron realizando, y que afectaron sobre todo a la fachada que mira a la iglesia de los Jerónimos.
El cuerpo central destaca en planta y en alzado por un gran pórtico compuesto por seis columnas de orden toscano, un entablamento, una cornisa y un ático que lo remata. Esta fachada es el acceso principal, orientado hacia el paseo del Prado, y presenta la originalidad de no disponer sobre la columnata del característico frontón triangular, sino de uno con forma rectangular, adornado por un friso escultórico obra de Ramón Barba, representando una alegoría del rey Fernando VII como protector de las ciencias, las artes y la técnica. En su cara posterior, esta sección central termina en forma semicircular o absidal, de tal modo que su plano adopta forma basilical. Originariamente, dicha estancia abarcaba las dos plantas de altura, y a finales del XIX se dividió en dos pisos. El inferior se dedicó inicialmente a escultura aunque en 1984 pasó a ser el auditorio-salón de actos, según proyecto de José María García de Paredes (el mismo arquitecto que hizo el Auditorio Nacional), y en la reforma de Moneo se transformó en recibidor (Sala de las Musas -Sala 0i-). La planta superior es la actual sala 12, presidida por Las Meninas.

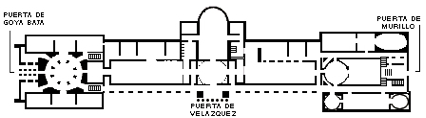
Planta del edificio tras la primera ampliación, la de Fernando Arbós y Tremanti

Las dos galerías laterales tienen dos plantas en altura. La inferior con unos ventanales profundos y alargados que acaban en arco de medio punto y la superior con una galería de columnas jónicas (en la actualidad hay un tercer piso retranqueado, obra posterior).
La fachada norte presenta un pórtico con dos columnas jónicas y sobre ellas un entablamento liso. Esta fachada corresponde a la segunda planta del edificio. Cuando se construyó el edificio, la primera planta quedaba, por ese lado, bajo el nivel del terreno, que por aquella época bajaba en una pequeña cuesta hasta el paseo del Prado, hasta que más tarde se desmontó este desnivel hasta ponerlo a la misma altura que el suelo real del monumento. Hubo que construir una escalinata para su acceso (1882).

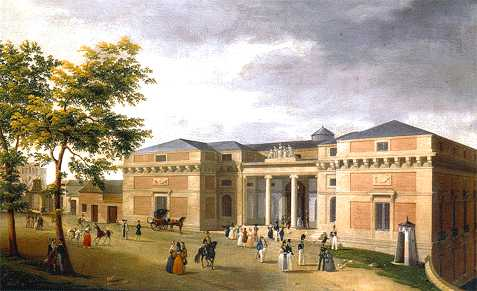
Vista de la fachada norte original del Museo del Prado (Entrada al Real Museo por el Lado de San Jerónimo, de Fernando Brambila)

La fachada sur (que da a la plaza de Murillo, frente al Jardín Botánico) está formada por un vano adintelado, de acceso al interior, y una logia o galería con seis columnas de orden corintio sobre las que se apoya un entablamento.
El interior del edificio es abovedado en sus salas centrales. El vestíbulo de la entrada norte está formado por una rotonda con ocho columnas jónicas cuya bóveda tiene decoración de casetones.
En el exterior, frente a la fachada principal, está ubicada la estatua de Velázquez, obra del escultor Aniceto Marinas, con pedestal de Vicente Lampérez (ambos autores realizaron su labor de manera gratuita). Tiene una dedicatoria: Los artistas españoles, por iniciativa del Círculo de Bellas Artes, 1899. Sustituyó al Monumento a Daoíz y Velarde, de Antonio Solá, y se inauguró el día 14 de junio de ese mismo año, con la presencia de la Reina Regente y de Alfonso XIII. Fue una ceremonia muy emotiva en la que se rindió homenaje y reconocimiento al gran pintor Velázquez y a la pintura española. Además de los reyes acudieron al acto:
- Como delegados de Francia, los pintores Jean-Paul Laurens y Carolus-Duran. Depositaron coronas con cintas que llevaban los colores franceses y en las que podía leerse: Au grand Velázquez, les peintres français.
- Los embajadores de Alemania y del Imperio austrohúngaro.
- Edward Poynter, director de la Academia Real (Royal Academy) y de la Galería Nacional (National Gallery) de Londres.
- Mariano Benlliure, en nombre de los artistas de Roma.
- Representación de la Real Academia de Bellas Artes de Santa Isabel de Hungría y del Ayuntamiento de Sevilla.
- Asociación de Escritores y Artistas.
- Escuela de Bellas Artes de Madrid, Barcelona y Valladolid.
- Sociedad de Arquitectura, Ayuntamiento, Diputación Provincial y Círculo de Bellas Artes de Madrid.

Existen además, junto a sus puertas principales, otros dos monumentos del siglo XIX, dedicados a Goya, obra del escultor valenciano Mariano Benlliure, y a Murillo, de Sabino de Medina, réplica de la que había realizado para la plaza del Museo en Sevilla, así como medallones en piedra representando a célebres artistas españoles (no solo pintores, sino también escultores y arquitectos) de diversas épocas, repartidos por la fachada occidental del edificio, la que da al paseo del Prado.

#### Ampliaciones y reformas

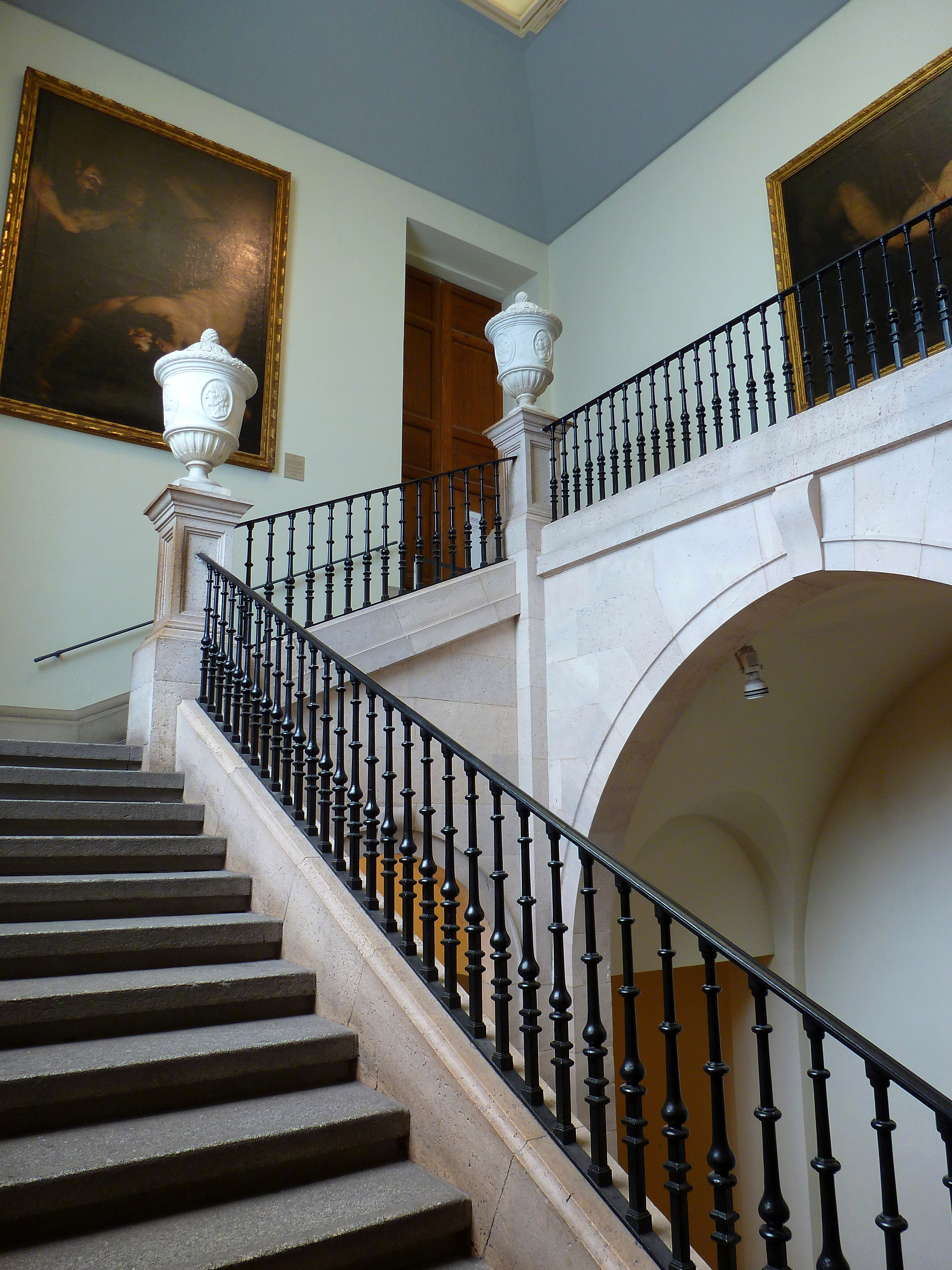
La escalera central del Museo no se abrió hasta 1925. El edificio inicialmente solo tenía escaleras internas en los extremos, junto al patio en el sur y junto a la rotonda en el norte, ya que fue concebido originalmente para albergar a dos instituciones independientes: la Academia de Ciencias y el Real Gabinete de Historia Natural, con lo que las circulaciones entre plantas hubieran sido muy limitadas

Entre las reformas más importantes del edificio concebido por Villanueva cabe citar, por orden cronológico, la de Narciso Pascual y Colomer, que diseñó la basílica y el ábside del cuerpo central (1853); la de Francisco Jareño, que desmontó la cuesta por la que se accedía a la fachada norte y creó una escalera monumental, abriendo ventanas en la parte baja (1882 y 1885); la de Fernando Arbós y Tremanti, que añadió una nueva crujía en la fachada este a cada lado del ábside (1911-1913 proyecto, 1914-1921, obra dirigida tras su fallecimiento en 1916 por Amós Salvador); la de Pedro Muguruza, entre 1943 y 1946, con una remodelación de la Galería central y una nueva escalera para la fachada norte (que contó con bastantes críticas, ya que destruyó la espléndida escalera ideada por Jareño), con la intención de dar más luz a la zona de la cripta (además con anterioridad, en 1925, había realizado la escalera central del edificio); y la de Chueca Goitia y Lorente, que añadieron dieciséis nuevas salas mediante la construcción de una nueva crujía en la fachada oriental contigua a la de Arbós (1952-1953 proyecto, 1954-1956 obra).
La incidencia en el Edificio Villanueva de la ampliación de 2007 tardó unos años en ser totalmente perceptible. El traslado de los almacenes y equipos científicos al Cubo de Moneo liberó 25 salas del edificio principal, que fueron acondicionadas gradualmente. Los responsables del museo estimaron en un 50% el incremento de obras expuestas, es decir, unas 450-500, que se podrán contemplar en nuevas salas del edificio Villanueva. En octubre de 2009 se abrieron los nuevos espacios dedicados al arte del siglo XIX, desde los últimos neoclásicos hasta Sorolla, incorporando tales corrientes artísticas, a menudo subestimadas, al discurso expositivo del museo. Este nuevo despliegue tuvo su siguiente hito en mayo de 2010, con las salas de pintura española medieval y del siglo XVI anterior al Greco, que ocupan el lugar de las antiguas salas de exposiciones temporales de la planta baja de la rotonda, en la parte norte del edificio Villanueva, con una instalación que en su parte arquitectónica ha sido ideada por el mismo Rafael Moneo. En julio de 2011 se dio otro paso en la reordenación de la exhibición permanente: la Galería central se reabrió con obras de gran formato de la pintura veneciana del siglo XVI (Tiziano, Tintoretto, Veronés), de algunos maestros italianos del primer clasicismo (Annibale Carracci, Guido Reni, Orazio Gentileschi) y de pintura flamenca del Barroco (Rubens, dos de ellas en colaboración con Snyders y otra con van Dyck, aunque también se colgó una obra de van Dyck y posteriormente otra de Jacob Jordaens). Por otra parte, en junio de 2018 se reabrieron las salas del ático norte, en las que antiguamente estaba el taller de restauración y que posteriormente, tras una remodelación a cargo de Gustavo Torner, pasaron a exponer durante unos pocos años la colección de pintura europea del siglo XVIII. Con la reordenación, siete de sus salas exponen pintura barroca flamenca, una de ellas dedicada monográficamente a la Torre de la Parada, otra la pintura neerlandesa, mientras que en el toro está instalado el Tesoro del Delfín.
Finalmente, la dedicación integral del Edificio Villanueva a usos expositivos se culminó tras la reapertura en marzo de 2021 de las salas del sótano, reacondicionadas tras el traslado del Tesoro del Delfín y que ahora muestran un módulo dedicado a la historia de la institución; y la inauguración en mayo de 2022 de la instalación de piezas escultóricas en la Galería jónica norte.

### Edificio Jerónimos

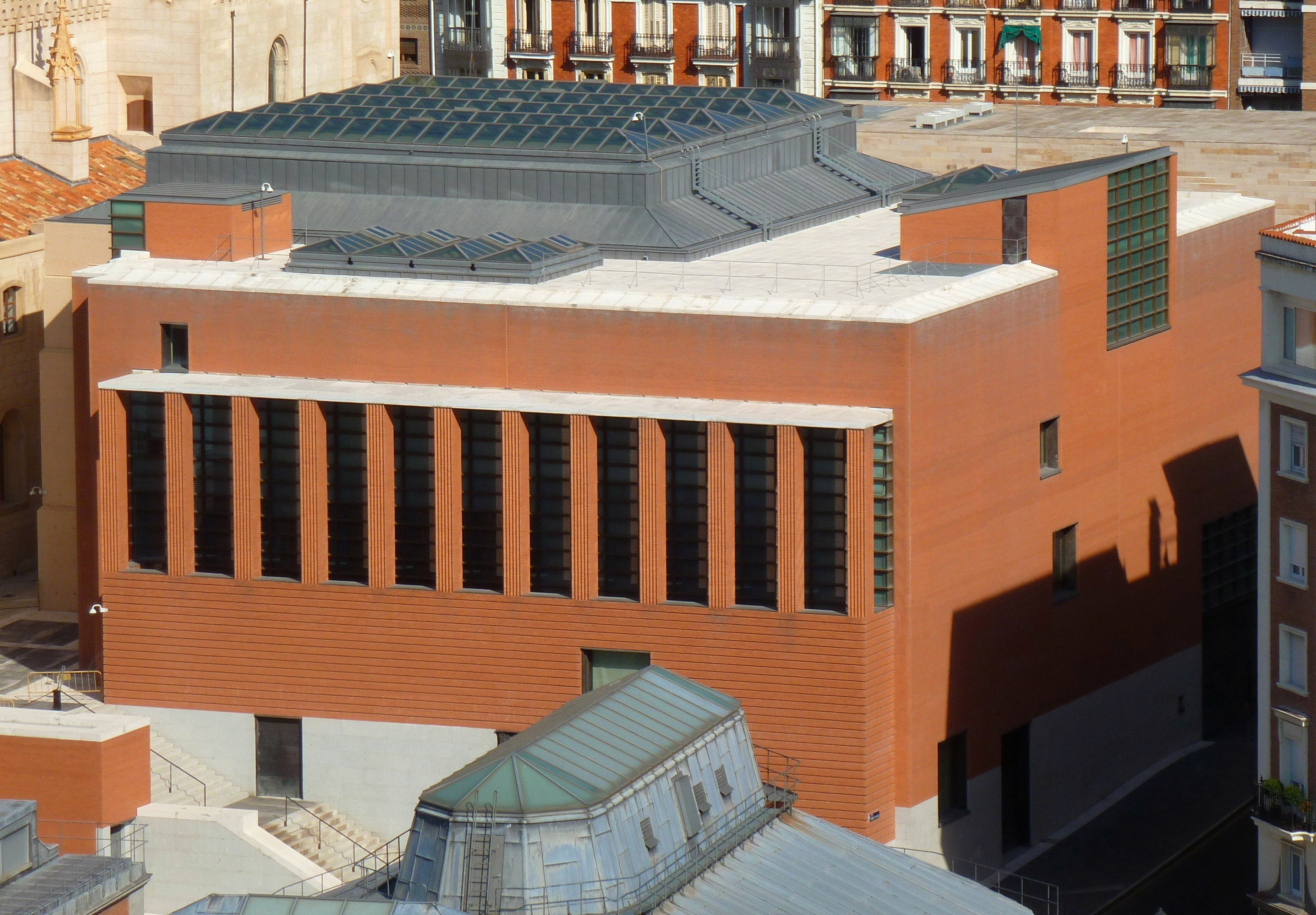
Vista del llamado Cubo de Moneo

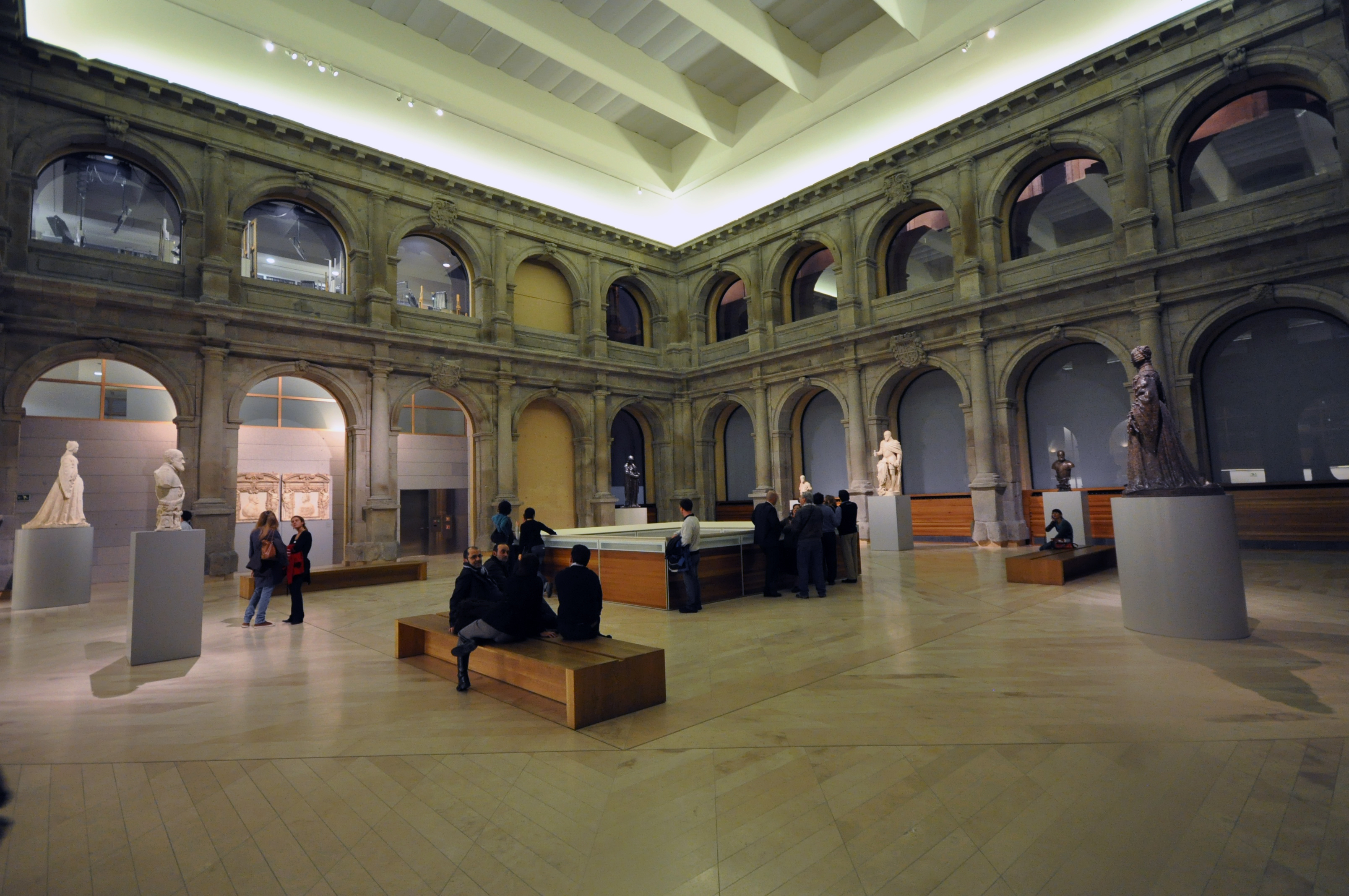
Claustro de los Jerónimos, en la ampliación

Siguiendo el proyecto de Rafael Moneo, cuya ejecución se inició en 2001, en 2007 se culminó la mayor ampliación del museo en sus casi doscientos años de historia. Esta ampliación no supuso cambios sustanciales para el Edificio Villanueva, y se plasmó en una prolongación hacia el claustro de los Jerónimos (el llamado Cubo de Moneo) a fin de que el museo contase con espacio suficiente para sus crecientes necesidades. El incremento de la superficie disponible fue de 15 715 metros cuadrados, un 50 % más.
La conexión entre ambos edificios es subterránea (en el lado del Edificio Jerónimos), pues aprovecha y cubre el desnivel entre los Jerónimos (calle Ruiz de Alarcón) y el paseo del Prado. Las mejoras más visibles de esta intervención incidieron en la atención al visitante (vestíbulo, bar-restaurante, taquillas, tienda), la ampliación de los espacios expositivos, con cuatro nuevas salas para exposiciones temporales en dos plantas y la habilitación del claustro como sala de escultura; un auditorio nuevo y una sala de conferencias, así como otros espacios de uso interno (Área de Restauración —Taller, Gabinete de Documentación Técnica y Laboratorio de Análisis—, almacenes y el Gabinete de Dibujos, Estampas y Fotografías). Su inauguración tuvo lugar el 30 de octubre de 2007, con una muestra temporal de las piezas más significativas de la colección de pintura española del siglo XIX, que había permanecido almacenada durante diez años, desde el inicio de las obras en el Casón en 1997.

### Casón del Buen Retiro

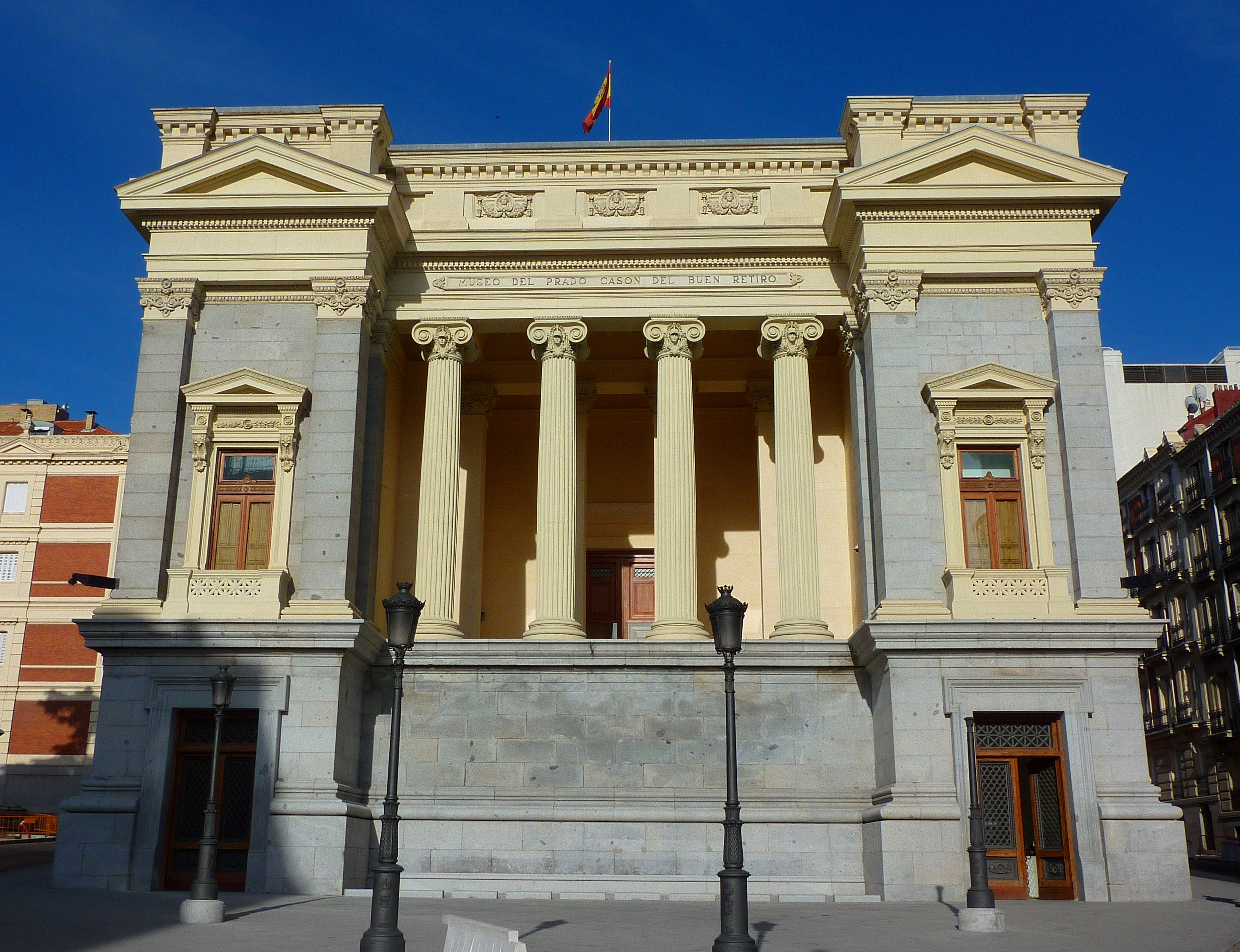
Fachada oeste del Casón, obra del arquitecto Ricardo Velázquez Bosco

El hoy conocido como Casón es una de las dependencias del antiguo Palacio del Buen Retiro que han llegado a nuestros días. Concebido como Salón de Bailes de dicho palacio, quedó muy malparado tras la Guerra de la Independencia, tras ser ocupado y parcialmente destruido por las tropas francesas. La parte subsistente, ya como edificio autónomo y separado de lo que fue el antiguo palacio, fue objeto de varias reformas a lo largo del siglo XIX. Se le dotó entonces de monumentales fachadas neoclásicas, de las cuales la occidental, con escenográfica columnata, fue diseñada por Ricardo Velázquez Bosco (la oriental, frente al Parque del Retiro, es del discreto arquitecto Mariano Carderera). Durante este siglo el edificio tuvo diversos usos, llegando ser sede del Estamento de Próceres (precedente del actual Senado).
Ya en el siglo XX, fue utilizado como sala de exposiciones, albergando varias de las más importantes que se concibieron tras el paréntesis de la Guerra Civil. Decidido ya su uso museal, quedó adscrito al Prado en 1971, albergando hasta 1997 la sección correspondiente al arte del siglo XIX, que acababa de verse extraordinariamente incrementada tras la adscripción de los fondos de esa época que habían pertenecido al extinto Museo de Arte Moderno, función muy acorde con su arquitectura decimonónica, pero de escaso atractivo para los visitantes, dada la separación del Casón del edificio Villanueva, y el desconocimiento general del arte español de esa época. Tal situación quedó paliada con la llegada del Guernica y otras pinturas muy representativas de la vanguardia pictórica española, como varias de Juan Gris. Tras la reordenación de las colecciones estatales de pintura y la creación del Museo Reina Sofía, se pensó en el Casón como espacio ideal para las exposiciones temporales del Prado. Finalmente, esas funciones y la pintura del siglo XIX han sido transferidas a la ampliación de Moneo y el edificio histórico, respectivamente. Tras ser sometido a una profunda reforma a principios del siglo XXI, que incluyó la restauración de la bóveda pintada por Luca Giordano en la sala central (Alegoría del Toisón de Oro), es desde 2009 la sede del Centro de Estudios del Museo, la llamada Escuela del Prado, que, siguiendo el modelo de la École du Louvre, está dedicado a la investigación así como a la formación de especialistas en los diversos campos de la Historia del Arte. De este modo, el Casón alberga actualmente la Biblioteca del Museo del Prado, con la sala de lectura instalada en el salón principal bajo los frescos de Giordano. Recibió una aportación extraordinaria al donar el rey Juan Carlos I el importe íntegro del premio que le otorgó la Mutua Madrileña (750 000 €) al museo y destinarlo este a tal fin.
El Centro abrió sus puertas por primera vez el 9 de marzo de 2009. Cuenta con libros sobre pintura, dibujo e iconografía, escultura y artes decorativas, en un arco que abarca desde la Edad Media hasta el siglo XIX. Parte de ellos son catálogos de exposiciones, existiendo también un importante fondo antiguo (anterior a 1900), en buena medida gracias a las recientes adquisiciones de las bibliotecas Cervelló (2003), Madrazo (2006), Correa (2007) y Bordes (2014). También se han incorporado otras bibliotecas especializadas, como las de José Álvarez Lopera, Julián Gállego y Félix de Azúa. En total hay más de 70 000 libros y 1000 títulos de revistas, 200 de ellas vivas. En 1987 se inició la digitalización de los fondos, pudiendo accederse ya a la mayoría a través de terminales instalados en la sala de lectura, y desde 2012 también a través de la nueva sección Biblioteca digital de su página web, comenzando por la serie completa de catálogos generales de la colección de pinturas.
Uno de los principales programas que desarrolla es el de las Cátedras anuales, iniciadas en 2009. Por otro lado, en 2013 se implantó una nueva actividad, el Seminario Museo del Prado, también de carácter anual, concebido para completar la labor pedagógica con un curso dedicado a la teoría del arte.

### Salón de Reinos

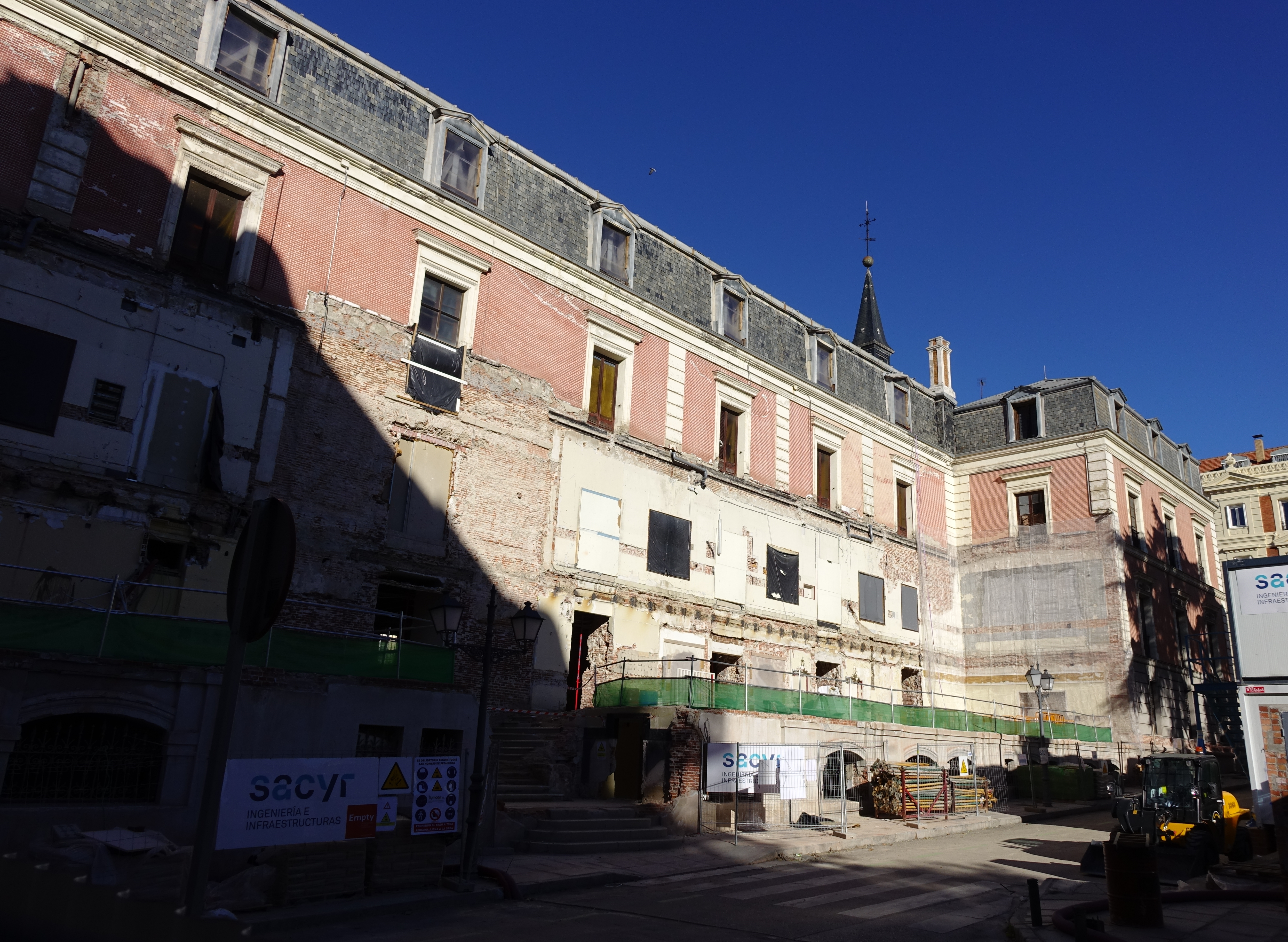
El Salón de Reinos durante las obras de rehabilitación (diciembre de 2022)

Corresponde al ala principal (norte) del antiguo Palacio del Buen Retiro, y recibió su nombre por haber albergado originalmente el Salón de Reinos o de Embajadores, donde el rey recibía a los dignatarios extranjeros. Dicho espacio se concibió como una escenográfica puesta en escena de la monarquía española, con grandes cuadros encargados por Felipe IV a los principales pintores de la época, entre ellos Velázquez (La rendición de Breda y los retratos ecuestres de Felipe III, la reina Margarita de Austria, Felipe IV, la reina Isabel de Borbón y el príncipe Baltasar Carlos), Juan Bautista Maíno (La recuperación de Bahía) y Zurbarán (la serie de Los trabajos de Hércules, Defensa de Cádiz contra los ingleses y otro cuadro de batalla hoy perdido).
Tras la casi total destrucción del palacio (ver Casón del Buen Retiro) esta parte del mismo fue destinada a albergar el Museo del Ejército, y muy modificada para dicho fin. En el concurso internacional para la ampliación del Prado (1995-1996) ya se preveía la adscripción al mismo de este edificio, para lo cual se ordenó el traslado del Museo del Ejército al Alcázar de Toledo. La previsión inicial era licitar la obra en 2009 o 2010 y realizar la adjudicación, ejecución de trabajos y habilitación en el periodo 2010-2012, con un presupuesto de cuarenta y dos millones y medio de euros, destinándolo tanto a exposiciones temporales como a exhibir obras de la propia colección permanente del Prado. Sin embargo, la estimación final del coste de los trabajos necesarios se elevó por encima de los noventa millones y el proyecto, a pesar de estar contemplado en el Plan de Actuación 2009-2012, permaneció aplazado sin fecha. A causa de ello la reordenación de la colección se ejecutó finalmente sin contar con este edificio, cuya función cuando estuviera disponible (mostrar con mayor profundidad ciertas facetas de las colecciones o bien acoger muestras temporales) quedó sin concretar.
En febrero de 2015 la Dirección General de Bellas Artes resolvió desadscribirlo al Prado para usarlo como sala de exposiciones de fotografía, aunque posteriormente dicho plan quedó descartado, y en octubre de ese mismo año se formalizó su definitiva cesión (mutación demanial) al Prado, que a principios del año siguiente convocó un concurso internacional de proyectos para su rehabilitación y adecuación museística, intervención que dotará al museo de 2500 m² de espacio expositivo, un 16 % más, con un total de 5800 m² útiles. El fallo del concurso, al que se presentaron cuarenta y siete equipos, se hizo público en noviembre de ese año. La ganadora fue la unión temporal de empresas Foster + Partners-Rubio Arquitectura. Se preveía que las obras comenzaran en 2018, con un coste de cuarenta millones de euros, sufragados en un 75 % por el Estado y el 25 % restante por el museo, a los que había que añadir los dos millones empleados en el concurso, la licitación y las catas. Sin embargo el Gobierno no otorgó la autorización presupuestaria hasta 2021, lo que provocó que el calendario definitivo de obras quedara fijado en 2022-2025, con un importe de licitación (impuestos incluidos) de treinta y seis millones, salvo los trabajos preliminares, que inició el museo con sus propios fondos en 2019. La adjudicación se resolvió en mayo de 2022 en treinta y cuatro millones ochocientos setenta y tres mil euros, con un plazo de ejecución estimado en treinta meses a contar desde finales del mes de julio de ese año, fecha de inicio de los trabajos. Sin embargo, la aparición de restos arqueológicos, junto con el mal estado de las fábricas y sus cimentaciones, hicieron necesaria una modificación que elevó el presupuesto a cuarenta y cinco millones novecientos ochenta y siete mil euros, y el plazo a cuarenta y ocho meses.

### Otras sedes

#### Edificio Aldeasa

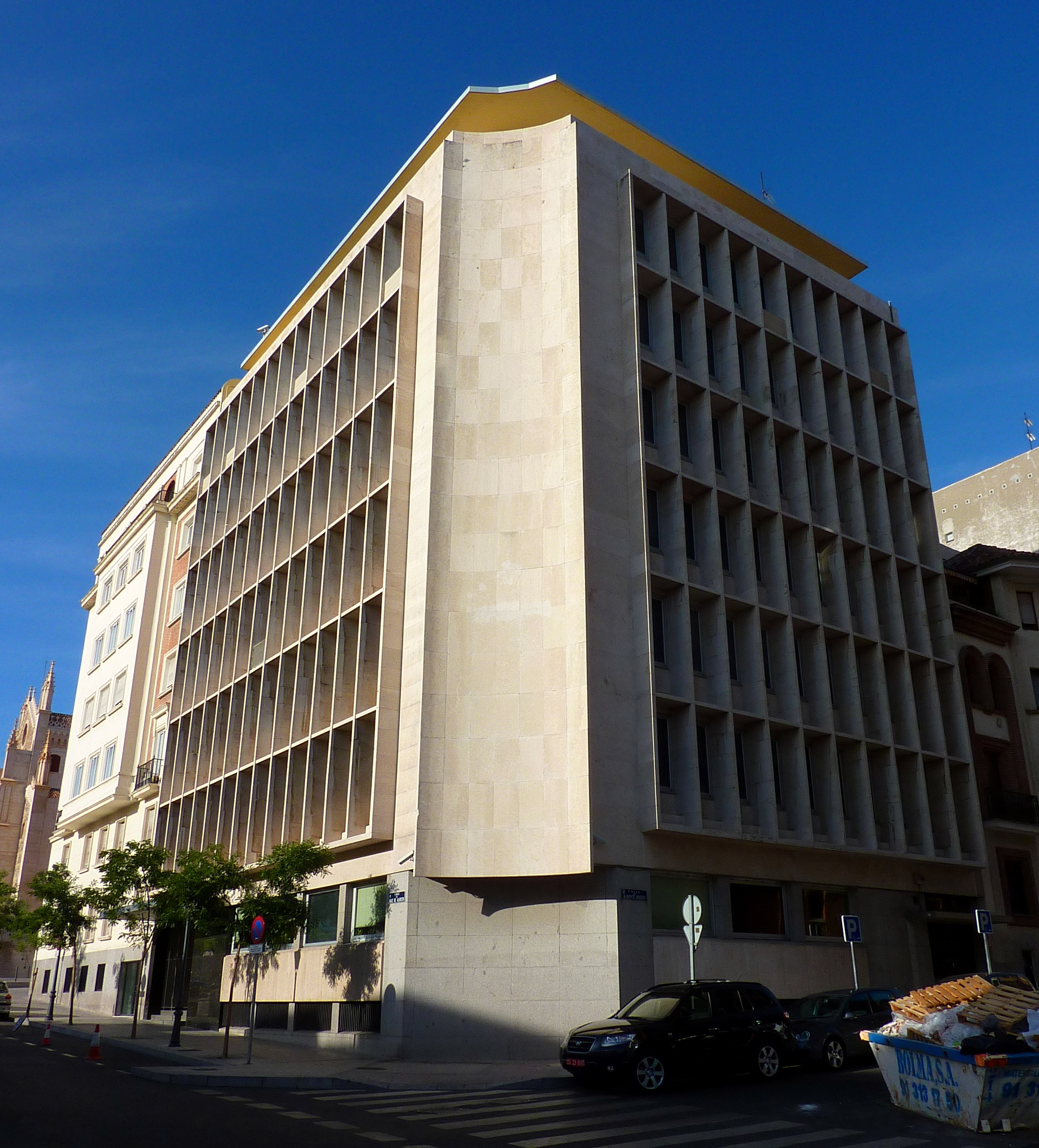
El Edificio Aldeasa, sede de las oficinas del museo

Situado junto al Claustro de los Jerónimos, se trata de un edificio de factura contemporánea en el que estaban las oficinas de la empresa Aldeasa, hasta que fue adquirido en 1996 por la Dirección General del Patrimonio del Estado, que lo adscribió al Prado para instalar en él las oficinas del museo, hasta entonces ubicadas en el ático sur del edificio Villanueva. En el espacio ganado, se habilitaron once nuevas salas; diez que acogen obras de Goya (entre ellas los cartones para tapices) y de contemporáneos españoles suyos, como Paret, Luis Meléndez, Vicente López y Maella, y una circular que se utilizó inicialmente como sala de exposiciones temporales de dibujos, luego, tras el traspaso de las actividades expositivas al Edificio Jerónimos, se habilitó como sala de bocetos y pinturas de gabinete españoles del siglo XVIII, y que tras la nueva remodelación de esa área inaugurada en julio de 2015 ha quedado sin uso.
La rehabilitación del conjunto de estas salas se hizo según proyecto del artista Gustavo Torner, que llevaba ocupándose del montaje de las salas del museo desde 1980, en particular las del ático norte, en las que, al igual que en estas, se encargó además del diseño arquitectónico.
Por otro lado, en el local del edificio contiguo, el del número 21 de la calle Ruiz de Alarcón, tiene su sede la Fundación Amigos del Museo.

#### Almacén de Marcos
En 2012 el Ministerio de Educación, Cultura y Deporte adscribió parcialmente al museo el edificio de la calle Pérez Ayuso número 20 de la capital, para instalar en él su nuevo almacén de marcos.

#### Sala Prado

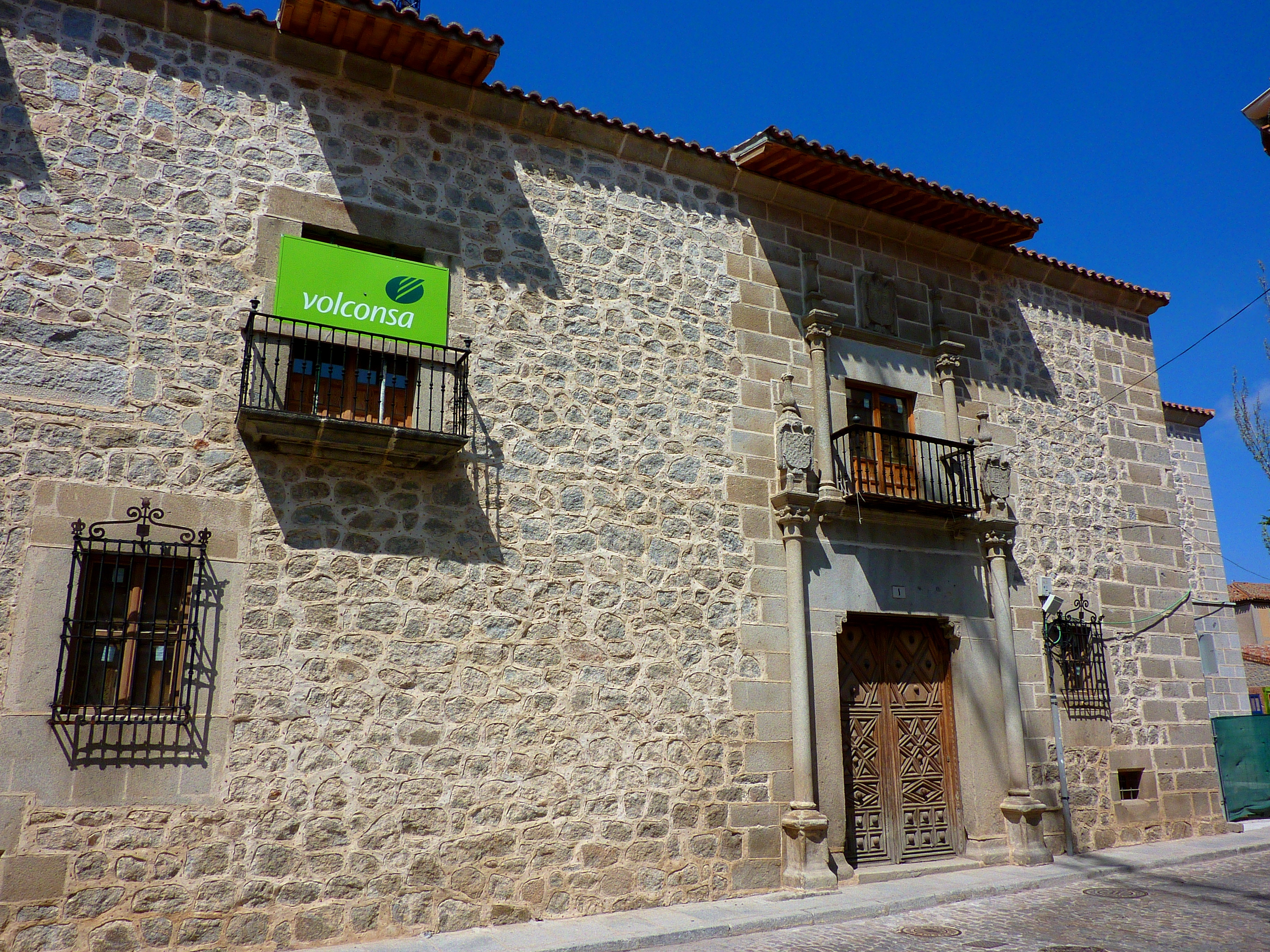
Palacio de los Águila, en Ávila, futura «Sala Prado»

El edificio abulense conocido como Casa de Miguel del Águila, por quién mandó construirlo en 1546, o, más comúnmente, como Palacio de los Águila, fue legado con todo su contenido al Estado por su última propietaria privada, María Luisa Narváez y Macías, V duquesa de Valencia, fallecida en 1983, para la instalación en él de un museo. Inicialmente (1992) fue adscrito al Museo de Ávila, pero mediante un nuevo convenio de colaboración entre el entonces Ministerio de Educación y Cultura y la Junta de Castilla y León se cambió la adscripción, pasando a estar asignado al Museo del Prado. De este modo, este antiguo palacio de típica cantería abulense pasaba a ser la primera sede del Prado fuera de Madrid, destinada a acoger el Centro de Gestión de Depósitos (véase sección El «Prado disperso»).
Las labores para la adaptación a su nuevo uso se iniciaron en 2003, pero pasaron por muchas vicisitudes, incluido un contencioso entre el Ministerio y la empresa adjudicataria que acabó con la rescisión del contrato y la adjudicación a una nueva contratista. También hubo retrasos a causa del hallazgo de restos arqueológicos romanos, medievales y modernos, todo lo cual resultó en que las obras quedaran paralizadas durante años. Finalmente, en 2018 se decidió retomar el proyecto, con la previsión de que las obras se reiniciaran al año siguiente, pero destinándolo a nueva sede del Museo de Ávila, mientras que el Prado solo dispondrá de un espacio de 300 metros cuadrados en un edificio de nueva planta dentro del recinto, que acogerá la «Sala Prado», en la que se realizarán exposiciones temporales de larga duración de fondos de la pinacoteca nacional.

## Actividad científica
El museo está dotado de una plantilla de investigadores, y también colabora con investigadores externos en algunos proyectos. Además de catálogos razonados y catálogos de las exposiciones temporales, desde 1980 publica un Boletín, actualmente con periodicidad anual, en el que se dan a conocer novedades sobre las colecciones.
El Prado cuenta desde 1975 con un Gabinete de Documentación Técnica —Gabinete Técnico—, y desde 2007 con un Laboratorio de Análisis, en los que se examinan las obras de su colección, como apoyo a proyectos de conservación/restauración o de investigación, y también algunas piezas ajenas a la institución, en virtud de acuerdos de colaboración o para estudiar potenciales adquisiciones. Además, a través de su Área de Educación, organiza cursos de alta especialización, congresos internacionales y simposios. La creación del Centro de Estudios del Museo viene a reforzar la actuación del Prado en este campo.

## Exposiciones temporales

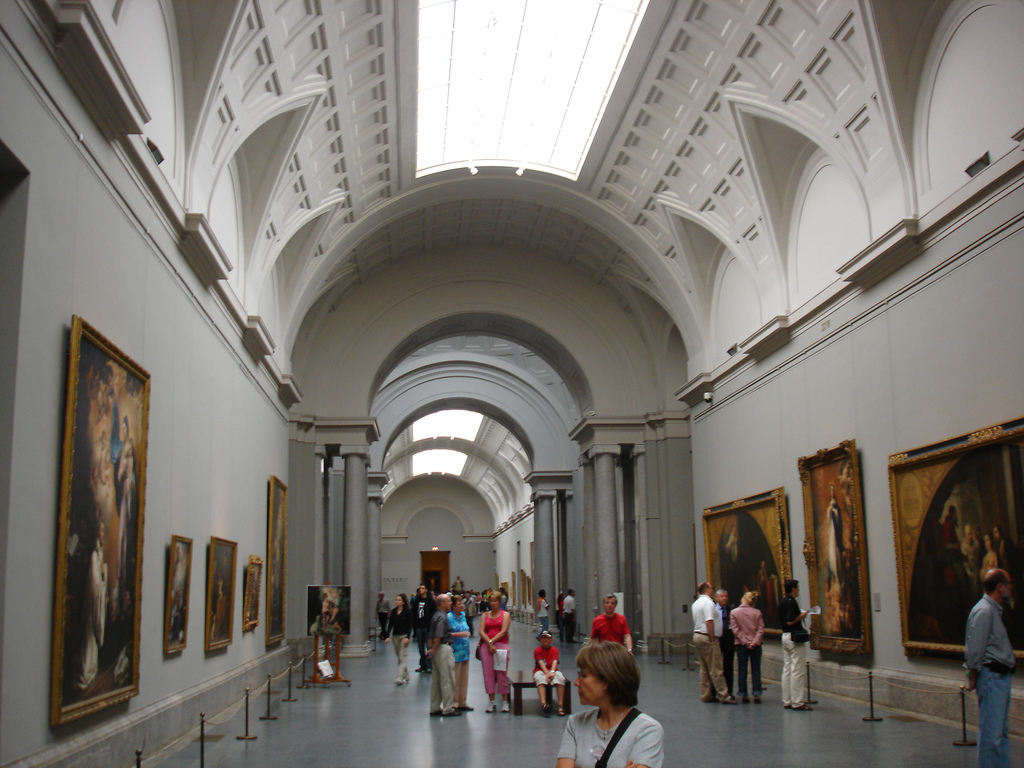
Vista de la Galería central en 2005. Hasta la inauguración de las salas del Edificio Jerónimos en 2007, era el lugar donde se montaban las exposiciones de gran formato, lo que implicaba tener que colgar y descolgar continuamente los cuadros de la colección permanente mostrados en ella.

El Museo Nacional del Prado lleva a cabo una intensa política de exposiciones temporales que revisa, conmemora y da a conocer los aspectos de la historia del arte que más estrechamente se relacionan con sus propios fondos, o que los complementan. Así, el Prado ha repasado a través de exposiciones los grandes núcleos de interés de sus colecciones, desde la pintura medieval hasta la del siglo XIX, pasando por muestras dedicadas a algunos de sus pintores más significativos como el Greco (a quien estuvo consagrada la primera exposición monográfica que realizó, en 1902), Murillo, Zurbarán, Ribera, Patinir, Durero, Tiziano, Tintoretto, Velázquez, o Goya, además de otras dedicadas a algunos de los coleccionistas más importantes relacionados con su historia, como Felipe II, Felipe IV, Cristina de Suecia, Carlos I de Inglaterra, Felipe V, o Ramón de Errazu. Aunque también las ha habido de artistas que no tienen representación o están escasamente representados a pesar de tratarse de destacados nombres de la historia del arte, como Vermeer, Rembrandt o Turner, así como presentaciones panorámicas de los fondos de otras grandes instituciones, como el Hermitage (2011-2012) o la Hispanic Society (2017).
El total de visitantes de las muestras celebradas en su sede fue de 1 296 532 en 2019. La exposición más vista en la historia de la institución fue la antológica dedicada al Bosco en 2016 (589 000 visitantes). Aunque tradicionalmente se había dicho que la de Velázquez en 1990 había logrado 600 000, posteriormente el museo afirmó que había sido un error, al no haber entonces una contabilización precisa, y que la cifra real fue de 500 000. En cualquier modo, en la antológica velazqueña se vendieron más de 300 000 catálogos, lo que constituyó un récord mundial, que dejaron unos beneficios con los que al año siguiente se costeó parte de la compra del Bodegón de caza, hortalizas y frutas de Sánchez Cotán.
Desde abril de 2007 y en conexión con la apertura de la ampliación de la pinacoteca, que tendría lugar en noviembre de ese año, dio comienzo una nueva política de exposiciones que asume la exhibición de obras de artistas contemporáneos. Hasta ahora se ha celebrado ya una exposición de fotografías de museos de Thomas Struth, que se convirtió así en el primer artista vivo que expone en el Prado desde el siglo XIX, también se ha visto una selección de obras de artistas españolas en activo con las colecciones del Prado como referencia en común, un happening de Miquel Barceló acompañado del coreógrafo Josef Nadj, una de Cy Twombly inspirada en la batalla de Lepanto, y una antológica de Francis Bacon, que redefinen así la misión sustancial del Prado en la cultura española y le implican directamente en la acción del Estado sobre el arte actual.
Este nuevo rumbo del Museo ha suscitado importantes críticas por reconocidos expertos en el campo de la museología y la historia del arte. De hecho, se ha considerado que esta nueva programación podría afectar de algún modo al Real Decreto 410/1995, de 17 de marzo, que marca el límite de la actividad museística entre los dos grandes museos nacionales españoles de pintura y que señala que los artistas nacidos después de 1881, año del nacimiento de Picasso, corresponden salvo algunas excepciones que están especificadas en ese documento legal, al Museo Reina Sofía, cuya acción quedaría menoscabada por la del Prado.
En 2009 se inició una nueva modalidad dentro de este apartado con el programa La obra invitada, microexposiciones limitadas generalmente a una única pieza pero especialmente destacada. Mediante él se han expuesto, entre otras, La Magdalena penitente de la lamparilla, o Magdalena Terff, de Georges de La Tour, prestada por el Museo del Louvre, La compañía del capitán Reijnier Reael (Frans Hals, Rijksmuseum), Las hijas de Edward Darley Boit (Sargent, Museo de Bellas Artes de Boston), El Descendimiento (Caravaggio, Museos Vaticanos), La acróbata de la bola (Picasso, Museo Pushkin), Retrato de un caballero (Velázquez, Museo Metropolitano de Arte), La Virgen con el Niño y ángeles, del Díptico de Melun de Jean Fouquet (Museo Real de Bellas Artes de Amberes), la custodia de la iglesia de san Ignacio de Bogotá, conocida como La Lechuga por el verde de sus 1485 esmeraldas, obra de José Galaz cedida por la Colección de Arte del Banco de la República, San Juanito, de Miguel Ángel (Fundación Casa Ducal de Medinaceli) y Don Pedro de Alcántara Téllez-Girón y Pacheco, IX duque de Osuna (Frick Collection, Nueva York) y La última comunión de San José de Calasanz (Orden de las Escuelas Pías de la provincia de Betania), ambas de Goya.
Además hay conciertos, representaciones teatrales y se realizan proyecciones de largometrajes y documentales como complemento de las exposiciones, y también existen ciclos de conferencias, en muchos casos conectados igualmente con las muestras temporales. Asimismo desarrolla una amplia labor difusora del conocimiento de sus colecciones a través de ambiciosos programas educativos destinados a centros docentes fuera y dentro de la Comunidad de Madrid.

## Oficina de Copias

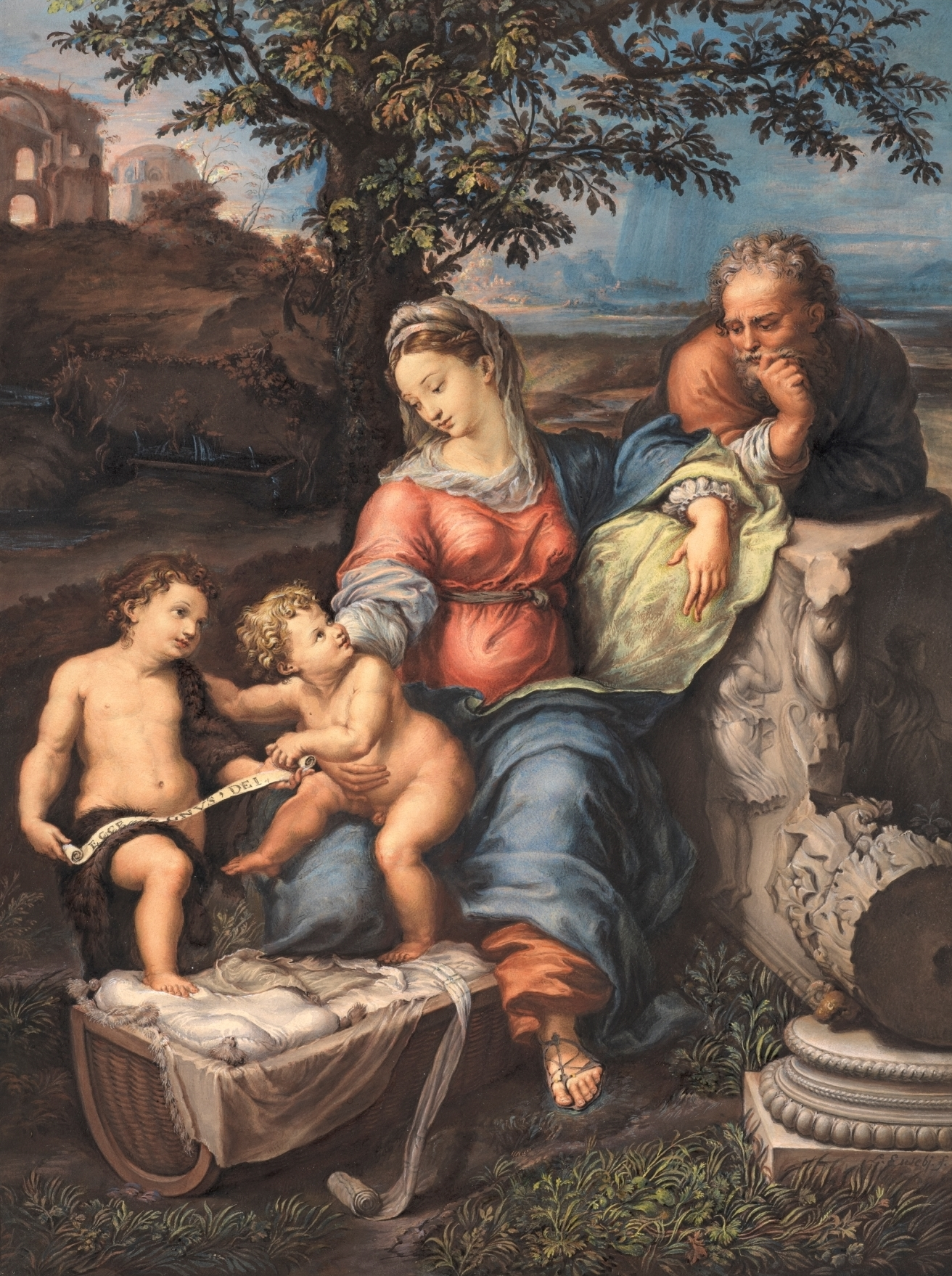
Luis Eusebi, por pintura de Rafael y Giulio Romano: Sagrada Familia del roble. Esta aguada de pigmentos opacos (gouache) de 1821 es una de las primeras copias realizadas en el museo de las que hay constancia. Gabinete de Dibujos, Estampas y Fotografías del Museo del Prado, legado Carmen Sánchez.

Los copistas (antiguamente denominados «copiantes») siempre han tenido abiertas las puertas del Prado desde su inicio. Dado que el enfoque con el que se creó el museo fue el de servir de instrumento de aprendizaje para los pintores, incluso al principio estuvieron privilegiados frente al público general, que solo podía acceder los miércoles, mientras que ellos y los estudiosos podían hacerlo todos los días no festivos.
En la década de 1960 llegó a haber cincuenta simultáneamente, pero desde entonces, con el fin de evitar molestias a los visitantes, se limitó su número a dieciséis. Por ese mismo motivo, hay obras para las que no se conceden permisos de copia: Las meninas, Las majas y El jardín de las delicias, así como aquellas que estén colgadas junto a una esquina o una puerta. Además, las copias, para cuya ejecución se otorga por lo general un plazo de entre seis y siete semanas, por motivos de seguridad han de diferir en al menos cinco centímetros en cada lado respecto al original. Entre los autores más demandados figuran Murillo, Velázquez, Goya, el Greco y Rubens.
Algunos de los pintores que han copiado obras en el museo han llegado a ser artistas ilustres, como Gustave Courbet, Franz von Lenbach, John Singer Sargent, Eduardo Rosales, Joaquín Sorolla, Ramón Casas, Pablo Picasso, Sonia Delaunay, o Mariano Fortuny, del que precisamente el Prado posee sendas copias que realizó en sus salas del Esopo y del Menipo de Velázquez y de un San Andrés (P01078) de Ribera.

## Datos económicos y de visitantes
En 2019 los gastos ascendieron a 44,97 millones de euros. Por su parte, los ingresos fueron de 49,56 millones. De ellos, 22,67 procedieron de la venta de entradas (récord histórico) y 16,18 de la aportación estatal.
| Año  | Visitantes                   |
| 2011 | 2 940 240                    |
| 2012 | 2 835 073                    |
| 2013 | 2 406 170                    |
| 2014 | 2 536 844                    |
| 2015 | 2 696 666                    |
| 2016 | 3 033 754                    |
| 2017 | 2 824 404                    |
| 2018 | 2 892 937                    |
| 2019 | 3 203 417                    |
| 2020 | 852 161                      |
| 2021 | 1 126 641                    |
| 2022 | 2 427 718                    |
| 2023 | 3 241 263                    |
| 2024 | 3 457 057 (récord histórico) |

En cuanto a visitantes virtuales, destacan la presencia de la institución en medios sociales, encabezando el número de seguidores de los museos estatales españoles, y la cantidad de visitantes a su sitio web, que lo sitúa en el primer lugar de los museos de España.

## Otros datos
- En el museo se encuentra La Gloria, pintada por Tiziano para Carlos V, y que el emperador llevó a su retiro en el monasterio de Yuste en Cáceres, Extremadura, pidiendo contemplarla antes de expirar.[308] Junto a ella llevó otras obras del veneciano que igualmente hoy están en el Prado: el Retrato de la Emperatriz, el Ecce Homo número de catálogo P437, el P42 (atribuido), la Dolorosa con las manos abiertas y la Dolorosa con las manos cerradas, aparte de una pintura no perteneciente al Museo, una Dolorosa de Michel Coxcie.

- Se guarda también el Retrato ecuestre de la reina Margarita, de Velázquez y su taller, mostrando el joyel rico, formado por dos de las joyas más famosas del Joyero de la Corona de España: la perla llamada Peregrina (que actualmente se cree identificar por algunos con la que estaba en poder de Elizabeth Taylor) y el diamante El Estanque, tallado posiblemente por Jacopo Nizzolo da Trezzo (conocido también en España como Jacometrezo).

- En sus inicios, el Museo abría apenas dos o tres días a la semana, y cerraba siempre que llovía, se supone que para evitar masificaciones y suciedad. Por otro lado, durante un tiempo las salas de escultura no estuvieron debidamente pavimentadas, y el polvo debía eliminarse regando el suelo con agua, aunque pronto se esteró y posteriormente se instaló tarima de madera en casi todas las salas. Por cuestiones de seguridad, la madera fue sustituida por mármol después de la década de 1930.

- La Dama de Elche es propiedad del Prado (número de catálogo E433), encontrándose en el Museo Arqueológico Nacional en condición de depósito. Se obtuvo en 1941 mediante un intercambio de obras con el Gobierno de Vichy del mariscal Pétain, un acuerdo mediante el que Francia accedió a atender las reclamaciones que España venía planteándole desde hacía décadas y que incluyó también la Inmaculada Concepción de los Venerables o Inmaculada de Soult (por el mariscal francés que la robó) de Murillo, que era al igual que la Dama propiedad del Museo del Louvre, y varias piezas del Tesoro de Guarrazar, que pertenecían al Museo Nacional de la Edad Media de París (Museo de Cluny), legajos y otros documentos del Archivo de Simancas, además de los restos de las esculturas ibéricas de Osuna. Como compensación se entregaron a Francia un retrato de Mariana de Austria de Velázquez, del que el Prado poseía otra versión casi idéntica (se transfirió la versión considerada de inferior calidad, que para algunos es incluso simplemente una copia de taller), y una obra del Greco del Museo de Santa Cruz de Toledo.[309] Permaneció en el Prado durante 30 años, desde que regresó a España hasta que en 1971 fue trasladada al Museo Arqueológico Nacional (M. A. N.)[310]
- En marzo de 2021 el número de mujeres de las que el Prado poseía pinturas era de treinta y dos, cifra que asciende a setenta y una si se cuenta el total de tipologías de su inventario de bienes artísticos.[311]

### Reconocimientos
En 2019 recibió el Premio Princesa de Asturias de Comunicación y Humanidades. Ese mismo año, la Real Academia de Bellas Artes de San Fernando le concedió su Medalla de Honor. También en 2019, el Área de Restauración del museo fue galardonada con el Premio Nacional de Restauración y Conservación de Bienes Culturales.
En 2023, la cuenta de Tik Tok del Museo del Prado fue reconocida con el premio Webby a la mejor iniciativa mundial de Arte y Cultura en su modalidad 'The Webby People's Voice Awards'.